# Doctor Who/Episodenliste
Diese Episodenliste enthält alle Episoden der britischen Fernsehserie Doctor Who, sortiert nach der britischen Erstausstrahlung. Seit 1963 entstanden mit mehreren Unterbrechungen 41 Staffeln mit derzeit 892 Episoden mit nominalen Längen von 25, 45 bzw. 50 Minuten.
Es wird zwischen der klassischen Serie (1963–1989), der zweiten Serie (2005–2022) und der dritten Serie (seit 2023) unterschieden. Die Nummerierung der Staffeln wurde sowohl in der zweiten als auch dritten Serie zurückgesetzt. Es gibt somit drei erste Staffeln: die von 1963, die von 2005 und die von 2024.
In der klassischen Serie haben seit Episode 119 (3.38) / Handlungsstrang 26 (The Savages) die Einzelfolgen eines Handlungsstranges keine individuellen Titel mehr, sondern tragen den Titel dieses Handlungsstranges gefolgt vom Zusatz Part 1, Part 2 usw. Ab der zweiten Serie haben bis auf die Zweiteiler Das Ende der Zeit und Spyfall alle Einzelfolgen wieder einen eigenen Titel, selbst wenn die Handlung über mehrere Folgen geht. Handlungsstränge, die über mehrere Folgen gehen, sind in dieser Liste farblich hervorgehoben und haben zusätzlich eine gemeinsame Nummer, wenn sie nicht nur durch eine Rahmenhandlung miteinander verbunden sind.

## Übersicht
| Doktor          | Staffeln und Specials | Jahr(e) |
| --------------- | --------------------- | ------- |
| Erster Doktor   | Staffel 1             | 1963/64 |
| Erster Doktor   | Staffel 2             | 1964/65 |
| Erster Doktor   | Staffel 3             | 1965/66 |
| Zweiter Doktor  | Staffel 4             | 1966/67 |
| Zweiter Doktor  | Staffel 5             | 1967/68 |
| Zweiter Doktor  | Staffel 6             | 1968/69 |
| Dritter Doktor  | Staffel 7             | 1970    |
| Dritter Doktor  | Staffel 8             | 1971    |
| Dritter Doktor  | Staffel 9             | 1972    |
| Dritter Doktor  | Staffel 10            | 1972/73 |
| Dritter Doktor  | Staffel 11            | 1973/74 |
| Vierter Doktor  | Staffel 12            | 1974/75 |
| Vierter Doktor  | Staffel 13            | 1975/76 |
| Vierter Doktor  | Staffel 14            | 1976/77 |
| Vierter Doktor  | Staffel 15            | 1977/78 |
| Vierter Doktor  | Staffel 16            | 1978/79 |
| Vierter Doktor  | Staffel 17            | 1979/80 |
| Vierter Doktor  | Staffel 18            | 1980/81 |
| Fünfter Doktor  | Staffel 19            | 1982    |
| Fünfter Doktor  | Staffel 20            | 1983    |
| Fünfter Doktor  | Special 1983          | 1983    |
| Fünfter Doktor  | Staffel 21            | 1984    |
| Sechster Doktor | Staffel 22            | 1985    |
| Sechster Doktor | Staffel 23            | 1986    |
| Siebter Doktor  | Staffel 24            | 1987    |
| Siebter Doktor  | Staffel 25            | 1988/89 |
| Siebter Doktor  | Staffel 26            | 1989    |
| Siebter Doktor  | Special 1993          | 1993    |
| Achter Doktor   | Film                  | 1996    |

| Doktor             | Staffeln und Specials | Jahr(e) |
| ------------------ | --------------------- | ------- |
| Neunter Doktor     | Staffel 1             | 2005    |
| Zehnter Doktor     | Specials 2005/06      | 2005/06 |
| Zehnter Doktor     | Staffel 2             | 2006    |
| Zehnter Doktor     | Specials 2006/07      | 2006/07 |
| Zehnter Doktor     | Staffel 3             | 2007    |
| Zehnter Doktor     | Specials 2007         | 2007    |
| Zehnter Doktor     | Staffel 4             | 2008    |
| Zehnter Doktor     | Specials 2008–10      | 2008–10 |
| Elfter Doktor      | Staffel 5             | 2010    |
| Elfter Doktor      | Specials 2010/11      | 2010/11 |
| Elfter Doktor      | Staffel 6             | 2011    |
| Elfter Doktor      | Specials 2011/12      | 2011/12 |
| Elfter Doktor      | Staffel 7             | 2012    |
| Elfter Doktor      | Specials 2012/13      | 2012/13 |
| Elfter Doktor      | Staffel 7             | 2013    |
| Elfter Doktor      | Specials 2013         | 2013    |
| Zwölfter Doktor    | Staffel 8             | 2014    |
| Zwölfter Doktor    | Specials 2014/15      | 2014/15 |
| Zwölfter Doktor    | Staffel 9             | 2015    |
| Zwölfter Doktor    | Special 2015          | 2015    |
| Zwölfter Doktor    | Specials 2016/17      | 2016/17 |
| Zwölfter Doktor    | Staffel 10            | 2017    |
| Zwölfter Doktor    | Special 2017          | 2017    |
| Dreizehnter Doktor | Staffel 11            | 2018    |
| Dreizehnter Doktor | Special 2019          | 2019    |
| Dreizehnter Doktor | Staffel 12            | 2020    |
| Dreizehnter Doktor | Special 2021          | 2021    |
| Dreizehnter Doktor | Staffel 13            | 2021    |
| Dreizehnter Doktor | Specials 2022         | 2022    |

| Doktor             | Staffeln und Specials | Jahr(e) |
| ------------------ | --------------------- | ------- |
| Vierzehnter Doktor | Specials 2023         | 2023    |
| Fünfzehnter Doktor | Special 2023          | 2023    |
| Fünfzehnter Doktor | Staffel 1             | 2024    |
| Fünfzehnter Doktor | Special 2024          | 2024    |
| Fünfzehnter Doktor | Staffel 2             | 2025    |

| Besondere Episoden Weblinks Einzelnachweise |

## Besondere Episoden

### Verschollene Episoden
Als verschollene Episoden (Missing/Lost Episodes) werden die Episoden bezeichnet, die aufgrund der Wiping-Politik der BBC zwischen 1967 und 1978 in den Archiven der BBC vernichtet wurden und von denen bislang keine Kopien aufgefunden wurden. Von einigen dieser Episoden sind noch Filmschnipsel erhalten, die z. B. in der Kinderserie Blue Peter gezeigt wurden, deren Filmbänder aufgehoben wurden, oder die in diversen Ländern zunächst der Zensur zum Opfer fielen und deshalb im Gegensatz zum ausgestrahlten Material erhalten blieben. Bei den meisten Folgen sind auch Promo-Bilder und sogenannte Telesnaps vorhanden, die als Vorschau-Bilder für den eventuellen Weiterverkauf vor einem Fernseher von John Cura angefertigt wurden. Auch haben viele Fans von den Fernsehern Bilder abfotografiert, den Ton aufgenommen oder sogar den Bildschirm mit handelsüblichen 8 mm-Kameras abgefilmt, sodass jede Episode zumindest im Audioformat vollständig erhalten ist. Anhand dieser erhaltenen Teile konnten Teams von Fans, die sich extra zu diesem Zweck gegründet haben, Rekonstruktionen anfertigen, um so die Folgen besser vermitteln zu können. Alle verschollenen Episoden wurden von der BBC als Hörbücher herausgegeben, denen noch eine Erzählstimme eines der beteiligten Hauptdarsteller hinzugefügt wurde.
Die letzten Funde von ehemals verschollenen Episoden stammen aus den Jahren 2011 und 2013. Trotzdem sind bis heute 97 Episoden verschollen, davon 9 aus Staffel 1, 2 aus Staffel 2, 28 aus Staffel 3, 33 (5 erster und 28 zweiter Doktor) aus Staffel 4, 18 aus Staffel 5 und 7 aus Staffel 6. Umfangreiche Information zu Hintergründen und Ergebnissen der Rekonstruktion sind in der englischen Wikipedia unter Doctor Who missing episodes zu finden.

### Verwaiste Episoden
Als verwaiste Episoden (Orphan Episodes) bezeichnet man die noch erhaltenen Teile eines teilweise verschollenen Handlungsstranges. Einige dieser Episoden wurden zusammen auf dem Lost In Time-DVD-Boxset veröffentlicht. Weiterhin wurden im Laufe der Zeit einige der fehlenden Episoden nachanimiert und auf DVD veröffentlicht, wie zum Beispiel die fehlenden Teile 1 und 4 des achtteiligen Handlungsstranges The Invasion.

## Erster Doktor

### Staffel 1
➨ Staffel wurde im britischen 405-Zeilen-Schwarz-Weiß-System (CCIR System A) gedreht.
| ⚫ Von Episode 1 (1.01) / Handlungsstrang 1 Das Kind von den Sternen bis Episode 134 (4.08) / Handlungsstrang 29 The Tenth Planet wird der Doktor von William Hartnell dargestellt. | ⚫ Von Episode 1 (1.01) / Handlungsstrang 1 Das Kind von den Sternen bis Episode 134 (4.08) / Handlungsstrang 29 The Tenth Planet wird der Doktor von William Hartnell dargestellt. | ⚫ Von Episode 1 (1.01) / Handlungsstrang 1 Das Kind von den Sternen bis Episode 134 (4.08) / Handlungsstrang 29 The Tenth Planet wird der Doktor von William Hartnell dargestellt. | ⚫ Von Episode 1 (1.01) / Handlungsstrang 1 Das Kind von den Sternen bis Episode 134 (4.08) / Handlungsstrang 29 The Tenth Planet wird der Doktor von William Hartnell dargestellt. | ⚫ Von Episode 1 (1.01) / Handlungsstrang 1 Das Kind von den Sternen bis Episode 134 (4.08) / Handlungsstrang 29 The Tenth Planet wird der Doktor von William Hartnell dargestellt. | ⚫ Von Episode 1 (1.01) / Handlungsstrang 1 Das Kind von den Sternen bis Episode 134 (4.08) / Handlungsstrang 29 The Tenth Planet wird der Doktor von William Hartnell dargestellt. | ⚫ Von Episode 1 (1.01) / Handlungsstrang 1 Das Kind von den Sternen bis Episode 134 (4.08) / Handlungsstrang 29 The Tenth Planet wird der Doktor von William Hartnell dargestellt. | ⚫ Von Episode 1 (1.01) / Handlungsstrang 1 Das Kind von den Sternen bis Episode 134 (4.08) / Handlungsstrang 29 The Tenth Planet wird der Doktor von William Hartnell dargestellt. | ⚫ Von Episode 1 (1.01) / Handlungsstrang 1 Das Kind von den Sternen bis Episode 134 (4.08) / Handlungsstrang 29 The Tenth Planet wird der Doktor von William Hartnell dargestellt. | ⚫ Von Episode 1 (1.01) / Handlungsstrang 1 Das Kind von den Sternen bis Episode 134 (4.08) / Handlungsstrang 29 The Tenth Planet wird der Doktor von William Hartnell dargestellt. |
| Nr. | Episode | Episode | Titel | Titel | Handlungsstrang | Erstausstrahlung | Erstausstrahlung | Regie | Drehbuch |
| Nr. | ges. | Stfl. | original | deutsch | Handlungsstrang | UK (BBC) | deutsch | Regie | Drehbuch |
| --- | --- | --- | --- | --- | --- | --- | --- | --- | --- |
| 1 | Neu 1 | 1.01 | An Unearthly Child | Das Kind von den Sternen | Das Kind von den Sternen (An Unearthly Child) (4 Episoden) | 23. Nov. 1963 | 27. Apr. 2018 (DVD) | Waris Hussein | Anthony Coburn |
| 1 | 2 | 1.02 | The Cave of Skulls | Die Schädelhöhle | Das Kind von den Sternen (An Unearthly Child) (4 Episoden) | 30. Nov. 1963 | 27. Apr. 2018 (DVD) | Waris Hussein | Anthony Coburn |
| 1 | 3 | 1.03 | The Forest of Fear | Der Wald der Angst | Das Kind von den Sternen (An Unearthly Child) (4 Episoden) | 7. Dez. 1963 | 27. Apr. 2018 (DVD) | Waris Hussein | Anthony Coburn |
| 1 | 4 | 1.04 | The Firemaker | Der Feuermacher | Das Kind von den Sternen (An Unearthly Child) (4 Episoden) | 14. Dez. 1963 | 27. Apr. 2018 (DVD) | Waris Hussein | Anthony Coburn |
| 2 | 5 | 1.05 | The Dead Planet | Der tote Planet | Die Daleks (The Daleks) (7 Episoden) | 21. Dez. 1963 | 29. Juni 2018 (DVD) | Christopher Barry | Terry Nation |
| 2 | 6 | 1.06 | The Survivors | Die Überlebenden | Die Daleks (The Daleks) (7 Episoden) | 28. Dez. 1963 | 29. Juni 2018 (DVD) | Christopher Barry | Terry Nation |
| 2 | 7 | 1.07 | The Escape | Die Flucht | Die Daleks (The Daleks) (7 Episoden) | 4. Jan. 1964 | 29. Juni 2018 (DVD) | Richard Martin | Terry Nation |
| 2 | 8 | 1.08 | The Ambush | Der Hinterhalt | Die Daleks (The Daleks) (7 Episoden) | 11. Jan. 1964 | 29. Juni 2018 (DVD) | Christopher Barry | Terry Nation |
| 2 | 9 | 1.09 | The Expedition | Die Expedition | Die Daleks (The Daleks) (7 Episoden) | 18. Jan. 1964 | 29. Juni 2018 (DVD) | Christopher Barry | Terry Nation |
| 2 | 10 | 1.10 | The Ordeal | Die Feuerprobe | Die Daleks (The Daleks) (7 Episoden) | 25. Jan. 1964 | 29. Juni 2018 (DVD) | Richard Martin | Terry Nation |
| 2 | 11 | 1.11 | The Rescue | Die Rettung | Die Daleks (The Daleks) (7 Episoden) | 1. Feb. 1964 | 29. Juni 2018 (DVD) | Richard Martin | Terry Nation |
| 3 | 12 | 1.12 | The Edge of Destruction | Am Rande der Vernichtung | Am Rande der Vernichtung (The Edge of Destruction) (2 Episoden) | 8. Feb. 1964 | 31. Aug. 2018 (DVD) | Frank Cox | David Whitaker |
| 3 | 13 | 1.13 | The Brink of Disaster | An der Schwelle des Unheils | Am Rande der Vernichtung (The Edge of Destruction) (2 Episoden) | 15. Feb. 1964 | 31. Aug. 2018 (DVD) | Frank Cox | David Whitaker |
| 4 | † 14 | 1.14 | The Roof of the World | – | Marco Polo (7 Episoden) | 22. Feb. 1964 | – | John Crockett, Waris Hussein | John Lucarotti |
| 4 | † 15 | 1.15 | The Singing Sands | – | Marco Polo (7 Episoden) | 29. Feb. 1964 | – | John Crockett, Waris Hussein | John Lucarotti |
| 4 | † 16 | 1.16 | Five Hundred Eyes | – | Marco Polo (7 Episoden) | 7. März 1964 | – | John Crockett, Waris Hussein | John Lucarotti |
| 4 | † 17 | 1.17 | The Wall of Lies | – | Marco Polo (7 Episoden) | 14. März 1964 | – | John Crockett | John Lucarotti |
| 4 | † 18 | 1.18 | Rider from Shang-Tu | – | Marco Polo (7 Episoden) | 21. März 1964 | – | John Crockett, Waris Hussein | John Lucarotti |
| 4 | † 19 | 1.19 | Mighty Kublai Khan | – | Marco Polo (7 Episoden) | 28. März 1964 | – | John Crockett, Waris Hussein | John Lucarotti |
| 4 | † 20 | 1.20 | Assassin at Peking | – | Marco Polo (7 Episoden) | 4. Apr. 1964 | – | John Crockett, Waris Hussein | John Lucarotti |
| 5 | 21 | 1.21 | The Sea of Death | – | The Keys of Marinus (6 Episoden) | 11. Apr. 1964 | – | John Gorrie | Terry Nation |
| 5 | 22 | 1.22 | The Velvet Web | – | The Keys of Marinus (6 Episoden) | 18. Apr. 1964 | – | John Gorrie | Terry Nation |
| 5 | 23 | 1.23 | The Screaming Jungle | – | The Keys of Marinus (6 Episoden) | 25. Apr. 1964 | – | John Gorrie | Terry Nation |
| 5 | 24 | 1.24 | The Snows of Terror | – | The Keys of Marinus (6 Episoden) | 2. Mai 1964 | – | John Gorrie | Terry Nation |
| 5 | 25 | 1.25 | Sentence of Death | – | The Keys of Marinus (6 Episoden) | 9. Mai 1964 | – | John Gorrie | Terry Nation |
| 5 | 26 | 1.26 | The Keys of Marinus | – | The Keys of Marinus (6 Episoden) | 16. Mai 1964 | – | John Gorrie | Terry Nation |
| 6 | 27 | 1.27 | The Temple of Evil | – | The Aztecs (4 Episoden) | 23. Mai 1964 | – | John Crockett | John Lucarotti |
| 6 | 28 | 1.28 | The Warriors of Death | – | The Aztecs (4 Episoden) | 30. Mai 1964 | – | John Crockett | John Lucarotti |
| 6 | 29 | 1.29 | The Bride of Sacrifice | – | The Aztecs (4 Episoden) | 6. Juni 1964 | – | John Crockett | John Lucarotti |
| 6 | 30 | 1.30 | The Day of Darkness | – | The Aztecs (4 Episoden) | 13. Juni 1964 | – | John Crockett | John Lucarotti |
| 7 | 31 | 1.31 | Strangers in Space | – | The Sensorites (6 Episoden) | 20. Juni 1964 | – | Mervyn Pinfield | Peter R. Newman |
| 7 | 32 | 1.32 | The Unwilling Warriors | – | The Sensorites (6 Episoden) | 27. Juni 1964 | – | Mervyn Pinfield | Peter R. Newman |
| 7 | 33 | 1.33 | Hidden Dangers | – | The Sensorites (6 Episoden) | 11. Juli 1964 | – | Mervyn Pinfield | Peter R. Newman |
| 7 | 34 | 1.34 | A Race Against Death | – | The Sensorites (6 Episoden) | 18. Juli 1964 | – | Mervyn Pinfield | Peter R. Newman |
| 7 | 35 | 1.35 | Kidnap | – | The Sensorites (6 Episoden) | 25. Juli 1964 | – | Frank Cox | Peter R. Newman |
| 7 | 36 | 1.36 | A Desperate Venture | – | The Sensorites (6 Episoden) | 1. Aug. 1964 | – | Frank Cox | Peter R. Newman |
| 8 | 37 | 1.37 | A Land of Fear | – | The Reign of Terror (6 Episoden) | 8. Aug. 1964 | – | Henric Hirsch, John Gorrie | Dennis Spooner |
| 8 | 38 | 1.38 | Guests of Madame Guillotine | – | The Reign of Terror (6 Episoden) | 15. Aug. 1964 | – | Henric Hirsch, John Gorrie | Dennis Spooner |
| 8 | 39 | 1.39 | A Change of Identity | – | The Reign of Terror (6 Episoden) | 22. Aug. 1964 | – | Henric Hirsch, John Gorrie | Dennis Spooner |
| 8 | R 40 | 1.40 | The Tyrant of France | – | The Reign of Terror (6 Episoden) | 29. Aug. 1964 | – | Henric Hirsch, John Gorrie | Dennis Spooner |
| 8 | R 41 | 1.41 | A Bargain of Necessity | – | The Reign of Terror (6 Episoden) | 5. Sep. 1964 | – | Henric Hirsch, John Gorrie | Dennis Spooner |
| 8 | 42 | 1.42 | Prisoners of Conciergerie | – | The Reign of Terror (6 Episoden) | 12. Sep. 1964 | – | Henric Hirsch, John Gorrie | Dennis Spooner |

### Staffel 2
| Nr. | Episode | Episode | Titel                   | Titel | Handlungsstrang                          | Erstausstrahlung | Erstausstrahlung | Regie                             | Drehbuch       |
| Nr. | ges.    | Stfl.   | original                | dt.   | Handlungsstrang                          | UK (BBC)         | dt.              | Regie                             | Drehbuch       |
| --- | ------- | ------- | ----------------------- | ----- | ---------------------------------------- | ---------------- | ---------------- | --------------------------------- | -------------- |
| 9   | 43      | 2.01    | Planet of Giants        | –     | Planet of Giants (3 Episoden)            | 31. Okt. 1964    | –                | Mervyn Pinfield, Douglas Camfield | Louis Marks    |
| 9   | 44      | 2.02    | Dangerous Journey       | –     | Planet of Giants (3 Episoden)            | 7. Nov. 1964     | –                | Mervyn Pinfield, Douglas Camfield | Louis Marks    |
| 9   | 45      | 2.03    | Crisis                  | –     | Planet of Giants (3 Episoden)            | 14. Nov. 1964    | –                | Mervyn Pinfield, Douglas Camfield | Louis Marks    |
| 10  | 46      | 2.04    | World’s End             | –     | The Dalek Invasion of Earth (6 Episoden) | 21. Nov. 1964    | –                | Richard Martin                    | Terry Nation   |
| 10  | 47      | 2.05    | The Daleks              | –     | The Dalek Invasion of Earth (6 Episoden) | 28. Nov. 1964    | –                | Richard Martin                    | Terry Nation   |
| 10  | 48      | 2.06    | Day Of Reckoning        | –     | The Dalek Invasion of Earth (6 Episoden) | 5. Dez. 1964     | –                | Richard Martin                    | Terry Nation   |
| 10  | 49      | 2.07    | The End Of Tomorrow     | –     | The Dalek Invasion of Earth (6 Episoden) | 12. Dez. 1964    | –                | Richard Martin                    | Terry Nation   |
| 10  | 50      | 2.08    | The Waking Ally         | –     | The Dalek Invasion of Earth (6 Episoden) | 19. Dez. 1964    | –                | Richard Martin                    | Terry Nation   |
| 10  | 51      | 2.09    | Flashpoint              | –     | The Dalek Invasion of Earth (6 Episoden) | 26. Dez. 1964    | –                | Richard Martin                    | Terry Nation   |
| 11  | 52      | 2.10    | The Powerful Enemy      | –     | The Rescue (2 Episoden)                  | 2. Jan. 1965     | –                | Christopher Barry                 | David Whitaker |
| 11  | 53      | 2.11    | Desperate Measures      | –     | The Rescue (2 Episoden)                  | 9. Jan. 1965     | –                | Christopher Barry                 | David Whitaker |
| 12  | 54      | 2.12    | The Slave Traders       | –     | The Romans (4 Episoden)                  | 16. Jan. 1965    | –                | Christopher Barry                 | Dennis Spooner |
| 12  | 55      | 2.13    | All Roads Lead to Rome  | –     | The Romans (4 Episoden)                  | 23. Jan. 1965    | –                | Christopher Barry                 | Dennis Spooner |
| 12  | 56      | 2.14    | Conspiracy              | –     | The Romans (4 Episoden)                  | 30. Jan. 1965    | –                | Christopher Barry                 | Dennis Spooner |
| 12  | 57      | 2.15    | Inferno                 | –     | The Romans (4 Episoden)                  | 6. Feb. 1965     | –                | Christopher Barry                 | Dennis Spooner |
| 13  | 58      | 2.16    | The Web Planet          | –     | The Web Planet (6 Episoden)              | 13. Feb. 1965    | –                | Richard Martin                    | Bill Strutton  |
| 13  | 59      | 2.17    | The Zarbi               | –     | The Web Planet (6 Episoden)              | 20. Feb. 1965    | –                | Richard Martin                    | Bill Strutton  |
| 13  | 60      | 2.18    | Escape to Danger        | –     | The Web Planet (6 Episoden)              | 27. Feb. 1965    | –                | Richard Martin                    | Bill Strutton  |
| 13  | 61      | 2.19    | Crater of Needles       | –     | The Web Planet (6 Episoden)              | 6. März 1965     | –                | Richard Martin                    | Bill Strutton  |
| 13  | 62      | 2.20    | Invasion                | –     | The Web Planet (6 Episoden)              | 13. März 1965    | –                | Richard Martin                    | Bill Strutton  |
| 13  | 63      | 2.21    | The Centre              | –     | The Web Planet (6 Episoden)              | 20. März 1965    | –                | Richard Martin                    | Bill Strutton  |
| 14  | 64      | 2.22    | The Lion                | –     | The Crusade (4 Episoden)                 | 27. März 1965    | –                | Douglas Camfield                  | David Whitaker |
| 14  | † 65    | 2.23    | The Knight of Jaffa     | –     | The Crusade (4 Episoden)                 | 3. Apr. 1965     | –                | Douglas Camfield                  | David Whitaker |
| 14  | 66      | 2.24    | The Wheel of Fortune    | –     | The Crusade (4 Episoden)                 | 10. Apr. 1965    | –                | Douglas Camfield                  | David Whitaker |
| 14  | † 67    | 2.25    | The Warlords            | –     | The Crusade (4 Episoden)                 | 17. Apr. 1965    | –                | Douglas Camfield                  | David Whitaker |
| 15  | 68      | 2.26    | The Space Museum        | –     | The Space Museum (4 Episoden)            | 24. Apr. 1965    | –                | Mervyn Pinfield                   | Glyn Jones     |
| 15  | 69      | 2.27    | The Dimensions of Time  | –     | The Space Museum (4 Episoden)            | 1. Mai 1965      | –                | Mervyn Pinfield                   | Glyn Jones     |
| 15  | 70      | 2.28    | The Search              | –     | The Space Museum (4 Episoden)            | 8. Mai 1965      | –                | Mervyn Pinfield                   | Glyn Jones     |
| 15  | 71      | 2.29    | The Final Phase         | –     | The Space Museum (4 Episoden)            | 15. Mai 1965     | –                | Mervyn Pinfield                   | Glyn Jones     |
| 16  | 72      | 2.30    | The Executioners        | –     | The Chase (6 Episoden)                   | 22. Mai 1965     | –                | Richard Martin                    | Terry Nation   |
| 16  | 73      | 2.31    | The Death of Time       | –     | The Chase (6 Episoden)                   | 29. Mai 1965     | –                | Richard Martin                    | Terry Nation   |
| 16  | 74      | 2.32    | Flight Through Eternity | –     | The Chase (6 Episoden)                   | 5. Juni 1965     | –                | Richard Martin                    | Terry Nation   |
| 16  | 75      | 2.33    | Journey Into Terror     | –     | The Chase (6 Episoden)                   | 12. Juni 1965    | –                | Richard Martin                    | Terry Nation   |
| 16  | 76      | 2.34    | The Death of Doctor Who | –     | The Chase (6 Episoden)                   | 19. Juni 1965    | –                | Richard Martin                    | Terry Nation   |
| 16  | 77      | 2.35    | The Planet of Decision  | –     | The Chase (6 Episoden)                   | 26. Juni 1965    | –                | Richard Martin                    | Terry Nation   |
| 17  | 78      | 2.36    | The Watcher             | –     | The Time Meddler (4 Episoden)            | 3. Juli 1965     | –                | Douglas Camfield                  | Dennis Spooner |
| 17  | 79      | 2.37    | The Meddling Monk       | –     | The Time Meddler (4 Episoden)            | 10. Juli 1965    | –                | Douglas Camfield                  | Dennis Spooner |
| 17  | 80      | 2.38    | A Battle of Wits        | –     | The Time Meddler (4 Episoden)            | 17. Juli 1965    | –                | Douglas Camfield                  | Dennis Spooner |
| 17  | 81      | 2.39    | Checkmate               | –     | The Time Meddler (4 Episoden)            | 24. Juli 1965    | –                | Douglas Camfield                  | Dennis Spooner |

### Staffel 3
| Nr. | Episode | Episode | Titel                         | Titel                         | Titel   | Handlungsstrang                                      | Erstausstrahlung | Erstausstrahlung | Regie                           | Drehbuch                     |
| Nr. | ges.    | Stfl.   | original                      | dt.                           | dt.     | Handlungsstrang                                      | UK (BBC)         | dt.              | Regie                           | Drehbuch                     |
| --- | ------- | ------- | ----------------------------- | ----------------------------- | ------- | ---------------------------------------------------- | ---------------- | ---------------- | ------------------------------- | ---------------------------- |
| 18 | R 82    | 3.01    | Four Hundred Dawns            | –                             | –       | Galaxy 4 (4 Episoden)                                | 11. Sep. 1965    | –                | Derek Martinus, Mervyn Pinfield | William Emms                 |
| 18 | R 83    | 3.02    | Trap of Steel                 | –                             | –       | Galaxy 4 (4 Episoden)                                | 18. Sep. 1965    | –                | Derek Martinus, Mervyn Pinfield | William Emms                 |
| 18 | 84      | 3.03    | Airlock                       | –                             | –       | Galaxy 4 (4 Episoden)                                | 25. Sep. 1965    | –                | Derek Martinus, Mervyn Pinfield | William Emms                 |
| 18 | R 85    | 3.04    | The Exploding Planet          | –                             | –       | Galaxy 4 (4 Episoden)                                | 2. Okt. 1965     | –                | Derek Martinus, Mervyn Pinfield | William Emms                 |
| 19 | Y 86    | 3.05    | Mission to the Unknown        | –                             | –       | Mission to the Unknown                               | 9. Okt. 1965     | –                | Derek Martinus                  | Terry Nation                 |
| 20 | † 87    | 3.06    | Temple of Secrets             | –                             | –       | The Myth Makers (4 Episoden)                         | 16. Okt. 1965    | –                | Michael Leeston-Smith           | Donald Cotton                |
| 20 | † 88    | 3.07    | Small Prophet, Quick Return   | –                             | –       | The Myth Makers (4 Episoden)                         | 23. Okt. 1965    | –                | Michael Leeston-Smith           | Donald Cotton                |
| 20 | † 89    | 3.08    | Death of a Spy                | –                             | –       | The Myth Makers (4 Episoden)                         | 30. Okt. 1965    | –                | Michael Leeston-Smith           | Donald Cotton                |
| 20 | † 90    | 3.09    | Horse of Destruction          | –                             | –       | The Myth Makers (4 Episoden)                         | 6. Nov. 1965     | –                | Michael Leeston-Smith           | Donald Cotton                |
| 21 | † 91    | 3.10    | The Nightmare Begins          | –                             | –       | The Daleks’ Master Plan (12 Episoden)                | 13. Nov. 1965    | –                | Douglas Camfield                | Terry Nation, Dennis Spooner |
| 21 | 92      | 3.11    | Day of Armageddon             | –                             | –       | The Daleks’ Master Plan (12 Episoden)                | 20. Nov. 1965    | –                | Douglas Camfield                | Terry Nation, Dennis Spooner |
| 21 | † 93    | 3.12    | Devil’s Planet                | –                             | –       | The Daleks’ Master Plan (12 Episoden)                | 27. Nov. 1965    | –                | Douglas Camfield                | Terry Nation, Dennis Spooner |
| 21 | † 94    | 3.13    | The Traitors                  | –                             | –       | The Daleks’ Master Plan (12 Episoden)                | 4. Dez. 1965     | –                | Douglas Camfield                | Terry Nation, Dennis Spooner |
| 21 | 95      | 3.14    | Counter Plot                  | –                             | –       | The Daleks’ Master Plan (12 Episoden)                | 11. Dez. 1965    | –                | Douglas Camfield                | Terry Nation, Dennis Spooner |
| 21 | † 96    | 3.15    | Coronas of the Sun            | –                             | –       | The Daleks’ Master Plan (12 Episoden)                | 18. Dez. 1965    | –                | Douglas Camfield                | Terry Nation, Dennis Spooner |
| 21 | † 97    | 3.16    | The Feast of Steven           | –                             | –       | The Daleks’ Master Plan (12 Episoden)                | 25. Dez. 1965    | –                | Douglas Camfield                | Terry Nation, Dennis Spooner |
| 21 | † 98    | 3.17    | Volcano                       | –                             | –       | The Daleks’ Master Plan (12 Episoden)                | 1. Jan. 1966     | –                | Douglas Camfield                | Terry Nation, Dennis Spooner |
| 21 | † 99    | 3.18    | Golden Death                  | –                             | –       | The Daleks’ Master Plan (12 Episoden)                | 8. Jan. 1966     | –                | Douglas Camfield                | Terry Nation, Dennis Spooner |
| 21 | 100     | 3.19    | Escape Switch                 | –                             | –       | The Daleks’ Master Plan (12 Episoden)                | 15. Jan. 1966    | –                | Douglas Camfield                | Terry Nation, Dennis Spooner |
| 21 | † 101   | 3.20    | The Abandoned Planet          | –                             | –       | The Daleks’ Master Plan (12 Episoden)                | 22. Jan. 1966    | –                | Douglas Camfield                | Terry Nation, Dennis Spooner |
| 21 | † 102   | 3.21    | Destruction of Time           | –                             | –       | The Daleks’ Master Plan (12 Episoden)                | 29. Jan. 1966    | –                | Douglas Camfield                | Terry Nation, Dennis Spooner |
| 22 | † 103   | 3.22    | War of God                    | –                             | –       | The Massacre (of St. Bartholomew’s Eve) (4 Episoden) | 5. Feb. 1966     | –                | Paddy Russell                   | John Lucarotti, Donald Tosh  |
| 22 | † 104   | 3.23    | The Sea Beggar                | –                             | –       | The Massacre (of St. Bartholomew’s Eve) (4 Episoden) | 12. Feb. 1966    | –                | Paddy Russell                   | John Lucarotti, Donald Tosh  |
| 22 | † 105   | 3.24    | Priest of Death               | –                             | –       | The Massacre (of St. Bartholomew’s Eve) (4 Episoden) | 19. Feb. 1966    | –                | Paddy Russell                   | John Lucarotti, Donald Tosh  |
| 22 | † 106   | 3.25    | Bell of Doom                  | –                             | –       | The Massacre (of St. Bartholomew’s Eve) (4 Episoden) | 26. Feb. 1966    | –                | Paddy Russell                   | John Lucarotti, Donald Tosh  |
| 23 | 107     | 3.26    | The Steel Sky                 | –                             | –       | The Ark (4 Episoden)                                 | 5. März 1966     | –                | Michael Imison                  | Paul Erickson, Lesley Scott  |
| 23 | 108     | 3.27    | The Plague                    | –                             | –       | The Ark (4 Episoden)                                 | 12. März 1966    | –                | Michael Imison                  | Paul Erickson, Lesley Scott  |
| 23 | 109     | 3.28    | The Return                    | –                             | –       | The Ark (4 Episoden)                                 | 19. März 1966    | –                | Michael Imison                  | Paul Erickson, Lesley Scott  |
| 23 | 110     | 3.29    | The Bomb                      | –                             | –       | The Ark (4 Episoden)                                 | 26. März 1966    | –                | Michael Imison                  | Paul Erickson, Lesley Scott  |
| 24 | R 111   | 3.30    | The Celestial Toyroom         | –                             | –       | The Celestial Toymaker (4 Episoden)                  | 2. Apr. 1966     | –                | Bill Sellars                    | Brian Hayles, Donald Tosh    |
| 24 | R 112   | 3.31    | The Hall of Dolls             | –                             | –       | The Celestial Toymaker (4 Episoden)                  | 9. Apr. 1966     | –                | Bill Sellars                    | Brian Hayles, Donald Tosh    |
| 24 | R 113   | 3.32    | The Dancing Floor             | –                             | –       | The Celestial Toymaker (4 Episoden)                  | 16. Apr. 1966    | –                | Bill Sellars                    | Brian Hayles, Donald Tosh    |
| 24 | 114     | 3.33    | The Final Test                | –                             | –       | The Celestial Toymaker (4 Episoden)                  | 23. Apr. 1966    | –                | Bill Sellars                    | Brian Hayles, Donald Tosh    |
| 25 | 115     | 3.34    | A Holiday for the Doctor      | –                             | –       | The Gunfighters (4 Episoden)                         | 30. Apr. 1966    | –                | Rex Tucker                      | Donald Cotton                |
| 25 | 116     | 3.35    | Don’t Shoot the Pianist       | –                             | –       | The Gunfighters (4 Episoden)                         | 7. Mai 1966      | –                | Rex Tucker                      | Donald Cotton                |
| 25 | 117     | 3.36    | Johnny Ringo                  | –                             | –       | The Gunfighters (4 Episoden)                         | 14. Mai 1966     | –                | Rex Tucker                      | Donald Cotton                |
| 25 | 118     | 3.37    | The O.K. Corral               | –                             | –       | The Gunfighters (4 Episoden)                         | 21. Mai 1966     | –                | Rex Tucker                      | Donald Cotton                |
| Ab hier haben die Einzelfolgen eines Handlungsstranges keine individuellen Titel mehr, sondern tragen den Titel des Handlungsstranges gefolgt vom Zusatz Part 1, Part 2 usw. |         |         |                               |                               |         |                                                      |                  |                  |                                 |                              |
| Nr. | Episode | Episode | Titel                         | Titel                         | Titel   | Titel                                                | Erstausstrahlung | Erstausstrahlung | Regie                           | Drehbuch                     |
| Nr. | ges.    | Stfl.   | original                      | original                      | deutsch | deutsch                                              | UK (BBC)         | dt.              | Regie                           | Drehbuch                     |
| 26 | R 119   | 3.38    | The Savages (4 Episoden)      | The Savages (4 Episoden)      | –       | –                                                    | 28. Mai 1966     | –                | Christopher Barry               | Ian Stuart Black             |
| 26 | R 120   | 3.39    | The Savages (4 Episoden)      | The Savages (4 Episoden)      | –       | –                                                    | 4. Juni 1966     | –                | Christopher Barry               | Ian Stuart Black             |
| 26 | R 121   | 3.40    | The Savages (4 Episoden)      | The Savages (4 Episoden)      | –       | –                                                    | 11. Juni 1966    | –                | Christopher Barry               | Ian Stuart Black             |
| 26 | R 122   | 3.41    | The Savages (4 Episoden)      | The Savages (4 Episoden)      | –       | –                                                    | 18. Juni 1966    | –                | Christopher Barry               | Ian Stuart Black             |
| 27 | 123     | 3.42    | The War Machines (4 Episoden) | The War Machines (4 Episoden) | –       | –                                                    | 25. Juni 1966    | –                | Michael Ferguson                | Ian Stuart Black, Kit Pedler |
| 27 | 124     | 3.43    | The War Machines (4 Episoden) | The War Machines (4 Episoden) | –       | –                                                    | 2. Juli 1966     | –                | Michael Ferguson                | Ian Stuart Black, Kit Pedler |
| 27 | 125     | 3.44    | The War Machines (4 Episoden) | The War Machines (4 Episoden) | –       | –                                                    | 9. Juli 1966     | –                | Michael Ferguson                | Ian Stuart Black, Kit Pedler |
| 27 | 126     | 3.45    | The War Machines (4 Episoden) | The War Machines (4 Episoden) | –       | –                                                    | 16. Juli 1966    | –                | Michael Ferguson                | Ian Stuart Black, Kit Pedler |

## Zweiter Doktor

### Staffel 4
| Nr. | Episode    | Episode | Titel                                | Titel | Erstausstrahlung | Erstausstrahlung | Regie             | Drehbuch                       |
| Nr. | ges.       | Stfl.   | original                             | dt.   | UK (BBC)         | dt.              | Regie             | Drehbuch                       |
| --- | ---------- | ------- | ------------------------------------ | ----- | ---------------- | ---------------- | ----------------- | ------------------------------ |
| 28 | † 127      | 4.01    | The Smugglers (4 Episoden)           | –     | 10. Sep. 1966    | –                | Julia Smith       | Brian Hayles                   |
| 28 | † 128      | 4.02    | The Smugglers (4 Episoden)           | –     | 17. Sep. 1966    | –                | Julia Smith       | Brian Hayles                   |
| 28 | † 129      | 4.03    | The Smugglers (4 Episoden)           | –     | 24. Sep. 1966    | –                | Julia Smith       | Brian Hayles                   |
| 28 | † 130      | 4.04    | The Smugglers (4 Episoden)           | –     | 1. Okt. 1966     | –                | Julia Smith       | Brian Hayles                   |
| 29 | 131        | 4.05    | The Tenth Planet (4 Episoden)        | –     | 8. Okt. 1966     | –                | Derek Martinus    | Kit Pedler, Gerry Davis        |
| 29 | 132        | 4.06    | The Tenth Planet (4 Episoden)        | –     | 15. Okt. 1966    | –                | Derek Martinus    | Kit Pedler, Gerry Davis        |
| 29 | 133        | 4.07    | The Tenth Planet (4 Episoden)        | –     | 22. Okt. 1966    | –                | Derek Martinus    | Kit Pedler, Gerry Davis        |
| 29 | Neu, R 134 | 4.08    | The Tenth Planet (4 Episoden)        | –     | 29. Okt. 1966    | –                | Derek Martinus    | Kit Pedler, Gerry Davis        |
| ⚫ Von Episode 134 (4.08) / Handlungsstrang 29 The Tenth Planet bis zum Ende von Episode 253 (6.44) / Handlungsstrang 50 Kriegsspiele wird der Doktor von Patrick Troughton dargestellt. |            |         |                                      |       |                  |                  |                   |                                |
| 30 | R 135      | 4.09    | The Power of the Daleks (6 Episoden) | –     | 5. Nov. 1966     | –                | Christopher Barry | David Whitaker, Dennis Spooner |
| 30 | R 136      | 4.10    | The Power of the Daleks (6 Episoden) | –     | 12. Nov. 1966    | –                | Christopher Barry | David Whitaker, Dennis Spooner |
| 30 | R 137      | 4.11    | The Power of the Daleks (6 Episoden) | –     | 19. Nov. 1966    | –                | Christopher Barry | David Whitaker, Dennis Spooner |
| 30 | R 138      | 4.12    | The Power of the Daleks (6 Episoden) | –     | 26. Nov. 1966    | –                | Christopher Barry | David Whitaker, Dennis Spooner |
| 30 | R 139      | 4.13    | The Power of the Daleks (6 Episoden) | –     | 3. Dez. 1966     | –                | Christopher Barry | David Whitaker, Dennis Spooner |
| 30 | R 140      | 4.14    | The Power of the Daleks (6 Episoden) | –     | 10. Dez. 1966    | –                | Christopher Barry | David Whitaker, Dennis Spooner |
| 31 | † 141      | 4.15    | The Highlanders (4 Episoden)         | –     | 17. Dez. 1966    | –                | Hugh David        | Elwyn Jones, Gerry Davis       |
| 31 | † 142      | 4.16    | The Highlanders (4 Episoden)         | –     | 24. Dez. 1966    | –                | Hugh David        | Elwyn Jones, Gerry Davis       |
| 31 | † 143      | 4.17    | The Highlanders (4 Episoden)         | –     | 31. Dez. 1966    | –                | Hugh David        | Elwyn Jones, Gerry Davis       |
| 31 | † 144      | 4.18    | The Highlanders (4 Episoden)         | –     | 7. Jan. 1967     | –                | Hugh David        | Elwyn Jones, Gerry Davis       |
| 32 | R 145      | 4.19    | The Underwater Menace (4 Episoden)   | –     | 14. Jan. 1967    | –                | Julia Smith       | Geoffrey Orme                  |
| 32 | 146        | 4.20    | The Underwater Menace (4 Episoden)   | –     | 21. Jan. 1967    | –                | Julia Smith       | Geoffrey Orme                  |
| 32 | 147        | 4.21    | The Underwater Menace (4 Episoden)   | –     | 28. Jan. 1967    | –                | Julia Smith       | Geoffrey Orme                  |
| 32 | R 148      | 4.22    | The Underwater Menace (4 Episoden)   | –     | 4. Feb. 1967     | –                | Julia Smith       | Geoffrey Orme                  |
| 33 | R 149      | 4.23    | The Moonbase (4 Episoden)            | –     | 11. Feb. 1967    | –                | Morris Barry      | Kit Pedler                     |
| 33 | 150        | 4.24    | The Moonbase (4 Episoden)            | –     | 18. Feb. 1967    | –                | Morris Barry      | Kit Pedler                     |
| 33 | R 151      | 4.25    | The Moonbase (4 Episoden)            | –     | 25. Feb. 1967    | –                | Morris Barry      | Kit Pedler                     |
| 33 | 152        | 4.26    | The Moonbase (4 Episoden)            | –     | 4. März 1967     | –                | Morris Barry      | Kit Pedler                     |
| 34 | R 153      | 4.27    | The Macra Terror (4 Episoden)        | –     | 11. März 1967    | –                | John Davies       | Ian Stuart Black               |
| 34 | R 154      | 4.28    | The Macra Terror (4 Episoden)        | –     | 18. März 1967    | –                | John Davies       | Ian Stuart Black               |
| 34 | R 155      | 4.29    | The Macra Terror (4 Episoden)        | –     | 25. März 1967    | –                | John Davies       | Ian Stuart Black               |
| 34 | R 156      | 4.30    | The Macra Terror (4 Episoden)        | –     | 1. Apr. 1967     | –                | John Davies       | Ian Stuart Black               |
| 35 | 157        | 4.31    | The Faceless Ones (6 Episoden)       | –     | 8. Apr. 1967     | –                | Gerry Mill        | David Ellis, Malcolm Hulke     |
| 35 | R 158      | 4.32    | The Faceless Ones (6 Episoden)       | –     | 15. Apr. 1967    | –                | Gerry Mill        | David Ellis, Malcolm Hulke     |
| 35 | 159        | 4.33    | The Faceless Ones (6 Episoden)       | –     | 22. Apr. 1967    | –                | Gerry Mill        | David Ellis, Malcolm Hulke     |
| 35 | R 160      | 4.34    | The Faceless Ones (6 Episoden)       | –     | 29. Apr. 1967    | –                | Gerry Mill        | David Ellis, Malcolm Hulke     |
| 35 | R 161      | 4.35    | The Faceless Ones (6 Episoden)       | –     | 6. Mai 1967      | –                | Gerry Mill        | David Ellis, Malcolm Hulke     |
| 35 | R 162      | 4.36    | The Faceless Ones (6 Episoden)       | –     | 13. Mai 1967     | –                | Gerry Mill        | David Ellis, Malcolm Hulke     |
| 36 | R 163      | 4.37    | The Evil of the Daleks (7 Episoden)  | –     | 20. Mai 1967     | –                | Derek Martinus    | David Whitaker                 |
| 36 | 164        | 4.38    | The Evil of the Daleks (7 Episoden)  | –     | 27. Mai 1967     | –                | Derek Martinus    | David Whitaker                 |
| 36 | R 165      | 4.39    | The Evil of the Daleks (7 Episoden)  | –     | 3. Juni 1967     | –                | Derek Martinus    | David Whitaker                 |
| 36 | R 166      | 4.40    | The Evil of the Daleks (7 Episoden)  | –     | 10. Juni 1967    | –                | Derek Martinus    | David Whitaker                 |
| 36 | R 167      | 4.41    | The Evil of the Daleks (7 Episoden)  | –     | 17. Juni 1967    | –                | Derek Martinus    | David Whitaker                 |
| 36 | R 168      | 4.42    | The Evil of the Daleks (7 Episoden)  | –     | 24. Juni 1967    | –                | Derek Martinus    | David Whitaker                 |
| 36 | R 169      | 4.43    | The Evil of the Daleks (7 Episoden)  | –     | 1. Juli 1967     | –                | Derek Martinus    | David Whitaker                 |

### Staffel 5
➨ Mit Episode 186 (5.17) / Handlungsstrang 40 Der Feind der Welt erfolgte der Wechsel vom britischen 405-Zeilen-Schwarz-Weiß-System (CCIR System A) zum 625-Zeilen-Schwarz-Weiß-System (CCIR System I) in Vorbereitung auf die Umstellung auf das PAL-Farbsystem zwei Jahre später.
| Nr.                                                       | Episode | Episode | Titel                                 | Titel                              | Erstausstrahlung | Erstausstrahlung           | Regie               | Drehbuch                      |
| Nr.                                                       | ges.    | Stfl.   | original                              | deutsch                            | UK (BBC)         | deutsch                    | Regie               | Drehbuch                      |
| --------------------------------------------------------- | ------- | ------- | ------------------------------------- | ---------------------------------- | ---------------- | -------------------------- | ------------------- | ----------------------------- |
| 37                                                        | 170     | 5.01    | The Tomb of the Cybermen (4 Episoden) | Das Grab der Cybermen (4 Episoden) | 2. Sep. 1967     | 30. Apr. 2020 (DVD)        | Morris Barry        | Kit Pedler, Gerry Davis       |
| 37                                                        | 171     | 5.02    | The Tomb of the Cybermen (4 Episoden) | Das Grab der Cybermen (4 Episoden) | 9. Sep. 1967     | 30. Apr. 2020 (DVD)        | Morris Barry        | Kit Pedler, Gerry Davis       |
| 37                                                        | 172     | 5.03    | The Tomb of the Cybermen (4 Episoden) | Das Grab der Cybermen (4 Episoden) | 16. Sep. 1967    | 30. Apr. 2020 (DVD)        | Morris Barry        | Kit Pedler, Gerry Davis       |
| 37                                                        | 173     | 5.04    | The Tomb of the Cybermen (4 Episoden) | Das Grab der Cybermen (4 Episoden) | 23. Sep. 1967    | 30. Apr. 2020 (DVD)        | Morris Barry        | Kit Pedler, Gerry Davis       |
| 38                                                        | R 174   | 5.05    | The Abominable Snowmen (6 Episoden)   | –                                  | 30. Sep. 1967    | –                          | Gerald Blake        | Mervyn Haisman, Henry Lincoln |
| 38                                                        | 175     | 5.06    | The Abominable Snowmen (6 Episoden)   | –                                  | 7. Okt. 1967     | –                          | Gerald Blake        | Mervyn Haisman, Henry Lincoln |
| 38                                                        | R 176   | 5.07    | The Abominable Snowmen (6 Episoden)   | –                                  | 14. Okt. 1967    | –                          | Gerald Blake        | Mervyn Haisman, Henry Lincoln |
| 38                                                        | R 177   | 5.08    | The Abominable Snowmen (6 Episoden)   | –                                  | 21. Okt. 1967    | –                          | Gerald Blake        | Mervyn Haisman, Henry Lincoln |
| 38                                                        | R 178   | 5.09    | The Abominable Snowmen (6 Episoden)   | –                                  | 28. Okt. 1967    | –                          | Gerald Blake        | Mervyn Haisman, Henry Lincoln |
| 38                                                        | R 179   | 5.10    | The Abominable Snowmen (6 Episoden)   | –                                  | 4. Nov. 1967     | –                          | Gerald Blake        | Mervyn Haisman, Henry Lincoln |
| 39                                                        | 180     | 5.11    | The Ice Warriors (6 Episoden)         | –                                  | 11. Nov. 1967    | –                          | Derek Martinus      | Brian Hayles                  |
| 39                                                        | R 181   | 5.12    | The Ice Warriors (6 Episoden)         | –                                  | 18. Nov. 1967    | –                          | Derek Martinus      | Brian Hayles                  |
| 39                                                        | R 182   | 5.13    | The Ice Warriors (6 Episoden)         | –                                  | 25. Nov. 1967    | –                          | Derek Martinus      | Brian Hayles                  |
| 39                                                        | 183     | 5.14    | The Ice Warriors (6 Episoden)         | –                                  | 2. Dez. 1967     | –                          | Derek Martinus      | Brian Hayles                  |
| 39                                                        | 184     | 5.15    | The Ice Warriors (6 Episoden)         | –                                  | 9. Dez. 1967     | –                          | Derek Martinus      | Brian Hayles                  |
| 39                                                        | 185     | 5.16    | The Ice Warriors (6 Episoden)         | –                                  | 16. Dez. 1967    | –                          | Derek Martinus      | Brian Hayles                  |
| ➨ Erstmals 625-Zeilen-Schwarz-Weiß-System (CCIR System I) |         |         |                                       |                                    |                  |                            |                     |                               |
| 40                                                        | 186     | 5.17    | The Enemy of the World (6 Episoden)   | Der Feind der Welt (6 Episoden)    | 23. Dez. 1967    | 30. Juli 2021 (DVD)        | Barry Letts         | David Whitaker                |
| 40                                                        | 187     | 5.18    | The Enemy of the World (6 Episoden)   | Der Feind der Welt (6 Episoden)    | 30. Dez. 1967    | 30. Juli 2021 (DVD)        | Barry Letts         | David Whitaker                |
| 40                                                        | 188     | 5.19    | The Enemy of the World (6 Episoden)   | Der Feind der Welt (6 Episoden)    | 6. Jan. 1968     | 30. Juli 2021 (DVD)        | Barry Letts         | David Whitaker                |
| 40                                                        | 189     | 5.20    | The Enemy of the World (6 Episoden)   | Der Feind der Welt (6 Episoden)    | 13. Jan. 1968    | 30. Juli 2021 (DVD)        | Barry Letts         | David Whitaker                |
| 40                                                        | 190     | 5.21    | The Enemy of the World (6 Episoden)   | Der Feind der Welt (6 Episoden)    | 20. Jan. 1968    | 30. Juli 2021 (DVD)        | Barry Letts         | David Whitaker                |
| 40                                                        | 191     | 5.22    | The Enemy of the World (6 Episoden)   | Der Feind der Welt (6 Episoden)    | 27. Jan. 1968    | 30. Juli 2021 (DVD)        | Barry Letts         | David Whitaker                |
| 41                                                        | 192     | 5.23    | The Web of Fear (6 Episoden)          | Das Netz der Angst (6 Episoden)    | 3. Feb. 1968     | 11. März 2022 (DVD & BD)   | Douglas Camfield    | Mervyn Haisman, Henry Lincoln |
| 41                                                        | 193     | 5.24    | The Web of Fear (6 Episoden)          | Das Netz der Angst (6 Episoden)    | 10. Feb. 1968    | 11. März 2022 (DVD & BD)   | Douglas Camfield    | Mervyn Haisman, Henry Lincoln |
| 41                                                        | R 194   | 5.25    | The Web of Fear (6 Episoden)          | Das Netz der Angst (6 Episoden)    | 17. Feb. 1968    | 11. März 2022 (DVD & BD)   | Douglas Camfield    | Mervyn Haisman, Henry Lincoln |
| 41                                                        | 195     | 5.26    | The Web of Fear (6 Episoden)          | Das Netz der Angst (6 Episoden)    | 24. Feb. 1968    | 11. März 2022 (DVD & BD)   | Douglas Camfield    | Mervyn Haisman, Henry Lincoln |
| 41                                                        | 196     | 5.27    | The Web of Fear (6 Episoden)          | Das Netz der Angst (6 Episoden)    | 2. März 1968     | 11. März 2022 (DVD & BD)   | Douglas Camfield    | Mervyn Haisman, Henry Lincoln |
| 41                                                        | 197     | 5.28    | The Web of Fear (6 Episoden)          | Das Netz der Angst (6 Episoden)    | 9. März 1968     | 11. März 2022 (DVD & BD)   | Douglas Camfield    | Mervyn Haisman, Henry Lincoln |
| 42                                                        | R 198   | 5.29    | Fury from the Deep (6 Episoden)       | –                                  | 16. März 1968    | 25. Feb. 2022 (DVD in OmU) | Hugh David          | Victor Pemberton              |
| 42                                                        | R 199   | 5.30    | Fury from the Deep (6 Episoden)       | –                                  | 23. März 1968    | 25. Feb. 2022 (DVD in OmU) | Hugh David          | Victor Pemberton              |
| 42                                                        | R 200   | 5.31    | Fury from the Deep (6 Episoden)       | –                                  | 30. März 1968    | 25. Feb. 2022 (DVD in OmU) | Hugh David          | Victor Pemberton              |
| 42                                                        | R 201   | 5.32    | Fury from the Deep (6 Episoden)       | –                                  | 6. Apr. 1968     | 25. Feb. 2022 (DVD in OmU) | Hugh David          | Victor Pemberton              |
| 42                                                        | R 202   | 5.33    | Fury from the Deep (6 Episoden)       | –                                  | 13. Apr. 1968    | 25. Feb. 2022 (DVD in OmU) | Hugh David          | Victor Pemberton              |
| 42                                                        | R 203   | 5.34    | Fury from the Deep (6 Episoden)       | –                                  | 20. Apr. 1968    | 25. Feb. 2022 (DVD in OmU) | Hugh David          | Victor Pemberton              |
| 43                                                        | † 204   | 5.35    | The Wheel in Space (6 Episoden)       | –                                  | 27. Apr. 1968    | –                          | Tristan DeVere Cole | David Whitaker, Kit Pedler    |
| 43                                                        | † 205   | 5.36    | The Wheel in Space (6 Episoden)       | –                                  | 4. Mai 1968      | –                          | Tristan DeVere Cole | David Whitaker, Kit Pedler    |
| 43                                                        | 206     | 5.37    | The Wheel in Space (6 Episoden)       | –                                  | 11. Mai 1968     | –                          | Tristan DeVere Cole | David Whitaker, Kit Pedler    |
| 43                                                        | † 207   | 5.38    | The Wheel in Space (6 Episoden)       | –                                  | 18. Mai 1968     | –                          | Tristan DeVere Cole | David Whitaker, Kit Pedler    |
| 43                                                        | † 208   | 5.39    | The Wheel in Space (6 Episoden)       | –                                  | 25. Mai 1968     | –                          | Tristan DeVere Cole | David Whitaker, Kit Pedler    |
| 43                                                        | 209     | 5.40    | The Wheel in Space (6 Episoden)       | –                                  | 1. Juni 1968     | –                          | Tristan DeVere Cole | David Whitaker, Kit Pedler    |

### Staffel 6
| Nr. | Episode | Episode | Titel                           | Titel                           | Erstausstrahlung | Erstausstrahlung         | Regie            | Drehbuch                      |
| Nr. | ges.    | Stfl.   | original                        | deutsch                         | UK (BBC)         | deutsch                  | Regie            | Drehbuch                      |
| --- | ------- | ------- | ------------------------------- | ------------------------------- | ---------------- | ------------------------ | ---------------- | ----------------------------- |
| 44  | 210     | 6.01    | The Dominators (5 Episoden)     | –                               | 10. Aug. 1968    | –                        | Morris Barry     | Mervyn Haisman, Henry Lincoln |
| 44  | 211     | 6.02    | The Dominators (5 Episoden)     | –                               | 17. Aug. 1968    | –                        | Morris Barry     | Mervyn Haisman, Henry Lincoln |
| 44  | 212     | 6.03    | The Dominators (5 Episoden)     | –                               | 24. Aug. 1968    | –                        | Morris Barry     | Mervyn Haisman, Henry Lincoln |
| 44  | 213     | 6.04    | The Dominators (5 Episoden)     | –                               | 31. Aug. 1968    | –                        | Morris Barry     | Mervyn Haisman, Henry Lincoln |
| 44  | 214     | 6.05    | The Dominators (5 Episoden)     | –                               | 7. Sep. 1968     | –                        | Morris Barry     | Mervyn Haisman, Henry Lincoln |
| 45  | 215     | 6.06    | The Mind Robber (5 Episoden)    | –                               | 14. Sep. 1968    | –                        | David Maloney    | Peter Ling                    |
| 45  | 216     | 6.07    | The Mind Robber (5 Episoden)    | –                               | 21. Sep. 1968    | –                        | David Maloney    | Peter Ling                    |
| 45  | 217     | 6.08    | The Mind Robber (5 Episoden)    | –                               | 28. Sep. 1968    | –                        | David Maloney    | Peter Ling                    |
| 45  | 218     | 6.09    | The Mind Robber (5 Episoden)    | –                               | 5. Okt. 1968     | –                        | David Maloney    | Peter Ling                    |
| 45  | 219     | 6.10    | The Mind Robber (5 Episoden)    | –                               | 12. Okt. 1968    | –                        | David Maloney    | Peter Ling                    |
| 46  | R 220   | 6.11    | The Invasion (8 Episoden)       | –                               | 2. Nov. 1968     | –                        | Douglas Camfield | Derrick Sherwin, Kit Pedler   |
| 46  | 221     | 6.12    | The Invasion (8 Episoden)       | –                               | 9. Nov. 1968     | –                        | Douglas Camfield | Derrick Sherwin, Kit Pedler   |
| 46  | 222     | 6.13    | The Invasion (8 Episoden)       | –                               | 16. Nov. 1968    | –                        | Douglas Camfield | Derrick Sherwin, Kit Pedler   |
| 46  | R 223   | 6.14    | The Invasion (8 Episoden)       | –                               | 23. Nov. 1968    | –                        | Douglas Camfield | Derrick Sherwin, Kit Pedler   |
| 46  | 224     | 6.15    | The Invasion (8 Episoden)       | –                               | 30. Nov. 1968    | –                        | Douglas Camfield | Derrick Sherwin, Kit Pedler   |
| 46  | 225     | 6.16    | The Invasion (8 Episoden)       | –                               | 7. Dez. 1968     | –                        | Douglas Camfield | Derrick Sherwin, Kit Pedler   |
| 46  | 226     | 6.17    | The Invasion (8 Episoden)       | –                               | 14. Dez. 1968    | –                        | Douglas Camfield | Derrick Sherwin, Kit Pedler   |
| 46  | 227     | 6.18    | The Invasion (8 Episoden)       | –                               | 21. Dez. 1968    | –                        | Douglas Camfield | Derrick Sherwin, Kit Pedler   |
| 47  | 228     | 6.19    | The Krotons (4 Episoden)        | –                               | 28. Dez. 1968    | –                        | David Maloney    | Robert Holmes                 |
| 47  | 229     | 6.20    | The Krotons (4 Episoden)        | –                               | 4. Jan. 1969     | –                        | David Maloney    | Robert Holmes                 |
| 47  | 230     | 6.21    | The Krotons (4 Episoden)        | –                               | 11. Jan. 1969    | –                        | David Maloney    | Robert Holmes                 |
| 47  | 231     | 6.22    | The Krotons (4 Episoden)        | –                               | 18. Jan. 1969    | –                        | David Maloney    | Robert Holmes                 |
| 48  | 232     | 6.23    | The Seeds of Death (6 Episoden) | Die Saat des Todes (6 Episoden) | 25. Jan. 1969    | 21. Okt. 2022 (DVD & BD) | Michael Ferguson | Brian Hayles                  |
| 48  | 233     | 6.24    | The Seeds of Death (6 Episoden) | Die Saat des Todes (6 Episoden) | 1. Feb. 1969     | 21. Okt. 2022 (DVD & BD) | Michael Ferguson | Brian Hayles                  |
| 48  | 234     | 6.25    | The Seeds of Death (6 Episoden) | Die Saat des Todes (6 Episoden) | 8. Feb. 1969     | 21. Okt. 2022 (DVD & BD) | Michael Ferguson | Terrance Dicks                |
| 48  | 235     | 6.26    | The Seeds of Death (6 Episoden) | Die Saat des Todes (6 Episoden) | 15. Feb. 1969    | 21. Okt. 2022 (DVD & BD) | Michael Ferguson | Terrance Dicks                |
| 48  | 236     | 6.27    | The Seeds of Death (6 Episoden) | Die Saat des Todes (6 Episoden) | 22. Feb. 1969    | 21. Okt. 2022 (DVD & BD) | Michael Ferguson | Terrance Dicks                |
| 48  | 237     | 6.28    | The Seeds of Death (6 Episoden) | Die Saat des Todes (6 Episoden) | 1. März 1969     | 21. Okt. 2022 (DVD & BD) | Michael Ferguson | Terrance Dicks                |
| 49  | † 238   | 6.29    | The Space Pirates (6 Episoden)  | –                               | 8. März 1969     | –                        | Michael Hart     | Robert Holmes                 |
| 49  | 239     | 6.30    | The Space Pirates (6 Episoden)  | –                               | 15. März 1969    | –                        | Michael Hart     | Robert Holmes                 |
| 49  | † 240   | 6.31    | The Space Pirates (6 Episoden)  | –                               | 22. März 1969    | –                        | Michael Hart     | Robert Holmes                 |
| 49  | † 241   | 6.32    | The Space Pirates (6 Episoden)  | –                               | 29. März 1969    | –                        | Michael Hart     | Robert Holmes                 |
| 49  | † 242   | 6.33    | The Space Pirates (6 Episoden)  | –                               | 5. Apr. 1969     | –                        | Michael Hart     | Robert Holmes                 |
| 49  | † 243   | 6.34    | The Space Pirates (6 Episoden)  | –                               | 12. Apr. 1969    | –                        | Michael Hart     | Robert Holmes                 |
| 50  | 244     | 6.35    | The War Games (10 Episoden)     | Kriegsspiele (10 Episoden)      | 19. Apr. 1969    | 28. Juni 2019 (DVD)      | David Maloney    | Malcolm Hulke, Terrance Dicks |
| 50  | 245     | 6.36    | The War Games (10 Episoden)     | Kriegsspiele (10 Episoden)      | 26. Apr. 1969    | 28. Juni 2019 (DVD)      | David Maloney    | Malcolm Hulke, Terrance Dicks |
| 50  | 246     | 6.37    | The War Games (10 Episoden)     | Kriegsspiele (10 Episoden)      | 3. Mai 1969      | 28. Juni 2019 (DVD)      | David Maloney    | Malcolm Hulke, Terrance Dicks |
| 50  | 247     | 6.38    | The War Games (10 Episoden)     | Kriegsspiele (10 Episoden)      | 10. Mai 1969     | 28. Juni 2019 (DVD)      | David Maloney    | Malcolm Hulke, Terrance Dicks |
| 50  | 248     | 6.39    | The War Games (10 Episoden)     | Kriegsspiele (10 Episoden)      | 17. Mai 1969     | 28. Juni 2019 (DVD)      | David Maloney    | Malcolm Hulke, Terrance Dicks |
| 50  | 249     | 6.40    | The War Games (10 Episoden)     | Kriegsspiele (10 Episoden)      | 24. Mai 1969     | 28. Juni 2019 (DVD)      | David Maloney    | Malcolm Hulke, Terrance Dicks |
| 50  | 250     | 6.41    | The War Games (10 Episoden)     | Kriegsspiele (10 Episoden)      | 31. Mai 1969     | 28. Juni 2019 (DVD)      | David Maloney    | Malcolm Hulke, Terrance Dicks |
| 50  | 251     | 6.42    | The War Games (10 Episoden)     | Kriegsspiele (10 Episoden)      | 7. Juni 1969     | 28. Juni 2019 (DVD)      | David Maloney    | Malcolm Hulke, Terrance Dicks |
| 50  | 252     | 6.43    | The War Games (10 Episoden)     | Kriegsspiele (10 Episoden)      | 14. Juni 1969    | 28. Juni 2019 (DVD)      | David Maloney    | Malcolm Hulke, Terrance Dicks |
| 50  | 253     | 6.44    | The War Games (10 Episoden)     | Kriegsspiele (10 Episoden)      | 21. Juni 1969    | 28. Juni 2019 (DVD)      | David Maloney    | Malcolm Hulke, Terrance Dicks |

## Dritter Doktor

### Staffel 7
➨ Erste Staffel, die in Farbe gedreht wurde
| ⚫ Von Anfang der Episode 254 (7.01) / Handlungsstrang 51 Spearhead from Space bis Episode 381 (11.26) / Handlungsstrang 74 Planet of the Spiders wird der Doktor von Jon Pertwee dargestellt. | ⚫ Von Anfang der Episode 254 (7.01) / Handlungsstrang 51 Spearhead from Space bis Episode 381 (11.26) / Handlungsstrang 74 Planet of the Spiders wird der Doktor von Jon Pertwee dargestellt. | ⚫ Von Anfang der Episode 254 (7.01) / Handlungsstrang 51 Spearhead from Space bis Episode 381 (11.26) / Handlungsstrang 74 Planet of the Spiders wird der Doktor von Jon Pertwee dargestellt. | ⚫ Von Anfang der Episode 254 (7.01) / Handlungsstrang 51 Spearhead from Space bis Episode 381 (11.26) / Handlungsstrang 74 Planet of the Spiders wird der Doktor von Jon Pertwee dargestellt. | ⚫ Von Anfang der Episode 254 (7.01) / Handlungsstrang 51 Spearhead from Space bis Episode 381 (11.26) / Handlungsstrang 74 Planet of the Spiders wird der Doktor von Jon Pertwee dargestellt. | ⚫ Von Anfang der Episode 254 (7.01) / Handlungsstrang 51 Spearhead from Space bis Episode 381 (11.26) / Handlungsstrang 74 Planet of the Spiders wird der Doktor von Jon Pertwee dargestellt. | ⚫ Von Anfang der Episode 254 (7.01) / Handlungsstrang 51 Spearhead from Space bis Episode 381 (11.26) / Handlungsstrang 74 Planet of the Spiders wird der Doktor von Jon Pertwee dargestellt. | ⚫ Von Anfang der Episode 254 (7.01) / Handlungsstrang 51 Spearhead from Space bis Episode 381 (11.26) / Handlungsstrang 74 Planet of the Spiders wird der Doktor von Jon Pertwee dargestellt. | ⚫ Von Anfang der Episode 254 (7.01) / Handlungsstrang 51 Spearhead from Space bis Episode 381 (11.26) / Handlungsstrang 74 Planet of the Spiders wird der Doktor von Jon Pertwee dargestellt. |
| Nr. | Episode | Episode | Titel | Titel | Erstausstrahlung | Erstausstrahlung | Regie | Drehbuch |
| Nr. | ges. | Stfl. | original | dt. | UK (BBC) | dt. | Regie | Drehbuch |
| --- | --- | --- | --- | --- | --- | --- | --- | --- |
| 51 | Neu 254 | 7.01 | Spearhead from Space (4 Episoden) | – | 3. Jan. 1970 | – | Derek Martinus | Robert Holmes |
| 51 | 255 | 7.02 | Spearhead from Space (4 Episoden) | – | 10. Jan. 1970 | – | Derek Martinus | Robert Holmes |
| 51 | 256 | 7.03 | Spearhead from Space (4 Episoden) | – | 17. Jan. 1970 | – | Derek Martinus | Robert Holmes |
| 51 | 257 | 7.04 | Spearhead from Space (4 Episoden) | – | 24. Jan. 1970 | – | Derek Martinus | Robert Holmes |
| 52 | 258 | 7.05 | Doctor Who and the Silurians (7 Episoden) | – | 31. Jan. 1970 | – | Timothy Combe | Malcolm Hulke |
| 52 | 259 | 7.06 | Doctor Who and the Silurians (7 Episoden) | – | 7. Feb. 1970 | – | Timothy Combe | Malcolm Hulke |
| 52 | 260 | 7.07 | Doctor Who and the Silurians (7 Episoden) | – | 14. Feb. 1970 | – | Timothy Combe | Malcolm Hulke |
| 52 | 261 | 7.08 | Doctor Who and the Silurians (7 Episoden) | – | 21. Feb. 1970 | – | Timothy Combe | Malcolm Hulke |
| 52 | 262 | 7.09 | Doctor Who and the Silurians (7 Episoden) | – | 28. Feb. 1970 | – | Timothy Combe | Malcolm Hulke |
| 52 | 263 | 7.10 | Doctor Who and the Silurians (7 Episoden) | – | 7. März 1970 | – | Timothy Combe | Malcolm Hulke |
| 52 | 264 | 7.11 | Doctor Who and the Silurians (7 Episoden) | – | 14. März 1970 | – | Timothy Combe | Malcolm Hulke |
| 53 | 265 | 7.12 | The Ambassadors of Death (7 Episoden) | – | 21. März 1970 | – | Michael Ferguson | David Whitaker, Trevor Ray, Malcolm Hulke |
| 53 | C 266 | 7.13 | The Ambassadors of Death (7 Episoden) | – | 28. März 1970 | – | Michael Ferguson | David Whitaker, Trevor Ray, Malcolm Hulke |
| 53 | C 267 | 7.14 | The Ambassadors of Death (7 Episoden) | – | 4. Apr. 1970 | – | Michael Ferguson | David Whitaker, Trevor Ray, Malcolm Hulke |
| 53 | C 268 | 7.15 | The Ambassadors of Death (7 Episoden) | – | 11. Apr. 1970 | – | Michael Ferguson | David Whitaker, Trevor Ray, Malcolm Hulke |
| 53 | C 269 | 7.16 | The Ambassadors of Death (7 Episoden) | – | 18. Apr. 1970 | – | Michael Ferguson | David Whitaker, Trevor Ray, Malcolm Hulke |
| 53 | C 270 | 7.17 | The Ambassadors of Death (7 Episoden) | – | 25. Apr. 1970 | – | Michael Ferguson | David Whitaker, Trevor Ray, Malcolm Hulke |
| 53 | C 271 | 7.18 | The Ambassadors of Death (7 Episoden) | – | 2. Mai 1970 | – | Michael Ferguson | David Whitaker, Trevor Ray, Malcolm Hulke |
| 54 | 272 | 7.19 | Inferno (7 Episoden) | – | 9. Mai 1970 | – | Douglas Camfield | Don Houghton |
| 54 | 273 | 7.20 | Inferno (7 Episoden) | – | 16. Mai 1970 | – | Douglas Camfield | Don Houghton |
| 54 | 274 | 7.21 | Inferno (7 Episoden) | – | 23. Mai 1970 | – | Barry Letts | Don Houghton |
| 54 | 275 | 7.22 | Inferno (7 Episoden) | – | 30. Mai 1970 | – | Barry Letts | Don Houghton |
| 54 | 276 | 7.23 | Inferno (7 Episoden) | – | 6. Juni 1970 | – | Barry Letts | Don Houghton |
| 54 | 277 | 7.24 | Inferno (7 Episoden) | – | 13. Juni 1970 | – | Barry Letts | Don Houghton |
| 54 | 278 | 7.25 | Inferno (7 Episoden) | – | 20. Juni 1970 | – | Barry Letts | Don Houghton |

### Staffel 8
| Nr. | Episode | Episode | Titel                             | Titel                               | Erstausstrahlung | Erstausstrahlung          | Regie             | Drehbuch                                |
| Nr. | ges.    | Stfl.   | original                          | deutsch                             | UK (BBC)         | deutsch                   | Regie             | Drehbuch                                |
| --- | ------- | ------- | --------------------------------- | ----------------------------------- | ---------------- | ------------------------- | ----------------- | --------------------------------------- |
| 55  | 279     | 8.01    | Terror of the Autons (4 Episoden) | –                                   | 2. Jan. 1971     | –                         | Barry Letts       | Robert Holmes                           |
| 55  | 280     | 8.02    | Terror of the Autons (4 Episoden) | –                                   | 9. Jan. 1971     | –                         | Barry Letts       | Robert Holmes                           |
| 55  | 281     | 8.03    | Terror of the Autons (4 Episoden) | –                                   | 16. Jan. 1971    | –                         | Barry Letts       | Robert Holmes                           |
| 55  | 282     | 8.04    | Terror of the Autons (4 Episoden) | –                                   | 23. Jan. 1971    | –                         | Barry Letts       | Robert Holmes                           |
| 56  | C 283   | 8.05    | The Mind of Evil (6 Episoden)     | Die Maschine des Bösen (6 Episoden) | 30. Jan. 1971    | 14. April 2023 (DVD & BD) | Timothy Combe     | Don Houghton                            |
| 56  | C 284   | 8.06    | The Mind of Evil (6 Episoden)     | Die Maschine des Bösen (6 Episoden) | 6. Feb. 1971     | 14. April 2023 (DVD & BD) | Timothy Combe     | Don Houghton                            |
| 56  | C 285   | 8.07    | The Mind of Evil (6 Episoden)     | Die Maschine des Bösen (6 Episoden) | 13. Feb. 1971    | 14. April 2023 (DVD & BD) | Timothy Combe     | Don Houghton                            |
| 56  | C 286   | 8.08    | The Mind of Evil (6 Episoden)     | Die Maschine des Bösen (6 Episoden) | 20. Feb. 1971    | 14. April 2023 (DVD & BD) | Timothy Combe     | Don Houghton                            |
| 56  | C 287   | 8.09    | The Mind of Evil (6 Episoden)     | Die Maschine des Bösen (6 Episoden) | 27. Feb. 1971    | 14. April 2023 (DVD & BD) | Timothy Combe     | Don Houghton                            |
| 56  | C 288   | 8.10    | The Mind of Evil (6 Episoden)     | Die Maschine des Bösen (6 Episoden) | 6. März 1971     | 14. April 2023 (DVD & BD) | Timothy Combe     | Don Houghton                            |
| 57  | 289     | 8.11    | The Claws of Axos (4 Episoden)    | –                                   | 13. März 1971    | –                         | Michael Ferguson  | Bob Baker, Dave Martin                  |
| 57  | 290     | 8.12    | The Claws of Axos (4 Episoden)    | –                                   | 20. März 1971    | –                         | Michael Ferguson  | Bob Baker, Dave Martin                  |
| 57  | 291     | 8.13    | The Claws of Axos (4 Episoden)    | –                                   | 27. März 1971    | –                         | Michael Ferguson  | Bob Baker, Dave Martin                  |
| 57  | 292     | 8.14    | The Claws of Axos (4 Episoden)    | –                                   | 3. Apr. 1971     | –                         | Michael Ferguson  | Bob Baker, Dave Martin                  |
| 58  | 293     | 8.15    | Colony in Space (6 Episoden)      | –                                   | 10. Apr. 1971    | –                         | Michael E. Briant | Malcolm Hulke                           |
| 58  | 294     | 8.16    | Colony in Space (6 Episoden)      | –                                   | 17. Apr. 1971    | –                         | Michael E. Briant | Malcolm Hulke                           |
| 58  | 295     | 8.17    | Colony in Space (6 Episoden)      | –                                   | 24. Apr. 1971    | –                         | Michael E. Briant | Malcolm Hulke                           |
| 58  | 296     | 8.18    | Colony in Space (6 Episoden)      | –                                   | 1. Mai 1971      | –                         | Michael E. Briant | Malcolm Hulke                           |
| 58  | 297     | 8.19    | Colony in Space (6 Episoden)      | –                                   | 8. Mai 1971      | –                         | Michael E. Briant | Malcolm Hulke                           |
| 58  | 298     | 8.20    | Colony in Space (6 Episoden)      | –                                   | 15. Mai 1971     | –                         | Michael E. Briant | Malcolm Hulke                           |
| 59  | 299     | 8.21    | The Dæmons (5 Episoden)           | –                                   | 22. Mai 1971     | –                         | Christopher Barry | Guy Leopold, Robert Sloman, Barry Letts |
| 59  | 300     | 8.22    | The Dæmons (5 Episoden)           | –                                   | 29. Mai 1971     | –                         | Christopher Barry | Guy Leopold, Robert Sloman, Barry Letts |
| 59  | 301     | 8.23    | The Dæmons (5 Episoden)           | –                                   | 5. Juni 1971     | –                         | Christopher Barry | Guy Leopold, Robert Sloman, Barry Letts |
| 59  | 302     | 8.24    | The Dæmons (5 Episoden)           | –                                   | 12. Juni 1971    | –                         | Christopher Barry | Guy Leopold, Robert Sloman, Barry Letts |
| 59  | 303     | 8.25    | The Dæmons (5 Episoden)           | –                                   | 19. Juni 1971    | –                         | Christopher Barry | Guy Leopold, Robert Sloman, Barry Letts |

### Staffel 9
| Nr. | Episode | Episode | Titel                             | Titel                      | Erstausstrahlung | Erstausstrahlung         | Regie             | Drehbuch               |
| Nr. | ges.    | Stfl.   | original                          | deutsch                    | UK (BBC)         | deutsch                  | Regie             | Drehbuch               |
| --- | ------- | ------- | --------------------------------- | -------------------------- | ---------------- | ------------------------ | ----------------- | ---------------------- |
| 60  | 304     | 9.01    | Day of the Daleks (4 Episoden)    | –                          | 1. Jan. 1972     | –                        | Paul Bernard      | Louis Marks            |
| 60  | 305     | 9.02    | Day of the Daleks (4 Episoden)    | –                          | 8. Jan. 1972     | –                        | Paul Bernard      | Louis Marks            |
| 60  | 306     | 9.03    | Day of the Daleks (4 Episoden)    | –                          | 15. Jan. 1972    | –                        | Paul Bernard      | Louis Marks            |
| 60  | 307     | 9.04    | Day of the Daleks (4 Episoden)    | –                          | 22. Jan. 1972    | –                        | Paul Bernard      | Louis Marks            |
| 61  | 308     | 9.05    | The Curse of Peladon (4 Episoden) | –                          | 29. Jan. 1972    | –                        | Lennie Mayne      | Brian Hayles           |
| 61  | 309     | 9.06    | The Curse of Peladon (4 Episoden) | –                          | 5. Feb. 1972     | –                        | Lennie Mayne      | Brian Hayles           |
| 61  | 310     | 9.07    | The Curse of Peladon (4 Episoden) | –                          | 12. Feb. 1972    | –                        | Lennie Mayne      | Brian Hayles           |
| 61  | 311     | 9.08    | The Curse of Peladon (4 Episoden) | –                          | 19. Feb. 1972    | –                        | Lennie Mayne      | Brian Hayles           |
| 62  | 312     | 9.09    | The Sea Devils (6 Episoden)       | Die Seeteufel (6 Episoden) | 26. Feb. 1972    | 27. Okt. 2023 (DVD & BD) | Michael E. Briant | Malcolm Hulke          |
| 62  | 313     | 9.10    | The Sea Devils (6 Episoden)       | Die Seeteufel (6 Episoden) | 4. März 1972     | 27. Okt. 2023 (DVD & BD) | Michael E. Briant | Malcolm Hulke          |
| 62  | 314     | 9.11    | The Sea Devils (6 Episoden)       | Die Seeteufel (6 Episoden) | 11. März 1972    | 27. Okt. 2023 (DVD & BD) | Michael E. Briant | Malcolm Hulke          |
| 62  | 315     | 9.12    | The Sea Devils (6 Episoden)       | Die Seeteufel (6 Episoden) | 18. März 1972    | 27. Okt. 2023 (DVD & BD) | Michael E. Briant | Malcolm Hulke          |
| 62  | 316     | 9.13    | The Sea Devils (6 Episoden)       | Die Seeteufel (6 Episoden) | 25. März 1972    | 27. Okt. 2023 (DVD & BD) | Michael E. Briant | Malcolm Hulke          |
| 62  | 317     | 9.14    | The Sea Devils (6 Episoden)       | Die Seeteufel (6 Episoden) | 1. Apr. 1972     | 27. Okt. 2023 (DVD & BD) | Michael E. Briant | Malcolm Hulke          |
| 63  | 318     | 9.15    | The Mutants (6 Episoden)          | Die Mutanten (6 Episoden)  | 8. Apr. 1972     | 23. Feb. 2024 (DVD & BD) | Christopher Barry | Bob Baker, Dave Martin |
| 63  | 319     | 9.16    | The Mutants (6 Episoden)          | Die Mutanten (6 Episoden)  | 15. Apr. 1972    | 23. Feb. 2024 (DVD & BD) | Christopher Barry | Bob Baker, Dave Martin |
| 63  | 320     | 9.17    | The Mutants (6 Episoden)          | Die Mutanten (6 Episoden)  | 22. Apr. 1972    | 23. Feb. 2024 (DVD & BD) | Christopher Barry | Bob Baker, Dave Martin |
| 63  | 321     | 9.18    | The Mutants (6 Episoden)          | Die Mutanten (6 Episoden)  | 29. Apr. 1972    | 23. Feb. 2024 (DVD & BD) | Christopher Barry | Bob Baker, Dave Martin |
| 63  | 322     | 9.19    | The Mutants (6 Episoden)          | Die Mutanten (6 Episoden)  | 6. Mai 1972      | 23. Feb. 2024 (DVD & BD) | Christopher Barry | Bob Baker, Dave Martin |
| 63  | 323     | 9.20    | The Mutants (6 Episoden)          | Die Mutanten (6 Episoden)  | 13. Mai 1972     | 23. Feb. 2024 (DVD & BD) | Christopher Barry | Bob Baker, Dave Martin |
| 64  | 324     | 9.21    | The Time Monster (6 Episoden)     | –                          | 20. Mai 1972     | –                        | Paul Bernard      | Robert Sloman          |
| 64  | 325     | 9.22    | The Time Monster (6 Episoden)     | –                          | 27. Mai 1972     | –                        | Paul Bernard      | Robert Sloman          |
| 64  | 326     | 9.23    | The Time Monster (6 Episoden)     | –                          | 3. Juni 1972     | –                        | Paul Bernard      | Robert Sloman          |
| 64  | 327     | 9.24    | The Time Monster (6 Episoden)     | –                          | 10. Juni 1972    | –                        | Paul Bernard      | Robert Sloman          |
| 64  | 328     | 9.25    | The Time Monster (6 Episoden)     | –                          | 17. Juni 1972    | –                        | Paul Bernard      | Robert Sloman          |
| 64  | 329     | 9.26    | The Time Monster (6 Episoden)     | –                          | 24. Juni 1972    | –                        | Paul Bernard      | Robert Sloman          |

### Staffel 10
| Nr. | Episode | Episode | Titel                             | Titel | Erstausstrahlung | Erstausstrahlung | Regie             | Drehbuch               |
| Nr. | ges.    | Stfl.   | original                          | dt.   | UK (BBC)         | dt.              | Regie             | Drehbuch               |
| --- | ------- | ------- | --------------------------------- | ----- | ---------------- | ---------------- | ----------------- | ---------------------- |
| 65  | 330     | 10.01   | The Three Doctors M (4 Episoden)  | –     | 30. Dez. 1972    | –                | Lennie Mayne      | Bob Baker, Dave Martin |
| 65  | 331     | 10.02   | The Three Doctors M (4 Episoden)  | –     | 6. Jan. 1973     | –                | Lennie Mayne      | Bob Baker, Dave Martin |
| 65  | 332     | 10.03   | The Three Doctors M (4 Episoden)  | –     | 13. Jan. 1973    | –                | Lennie Mayne      | Bob Baker, Dave Martin |
| 65  | 333     | 10.04   | The Three Doctors M (4 Episoden)  | –     | 20. Jan. 1973    | –                | Lennie Mayne      | Bob Baker, Dave Martin |
| 66  | 334     | 10.05   | Carnival of Monsters (4 Episoden) | –     | 27. Jan. 1973    | –                | Barry Letts       | Robert Holmes          |
| 66  | 335     | 10.06   | Carnival of Monsters (4 Episoden) | –     | 3. Feb. 1973     | –                | Barry Letts       | Robert Holmes          |
| 66  | 336     | 10.07   | Carnival of Monsters (4 Episoden) | –     | 10. Feb. 1973    | –                | Barry Letts       | Robert Holmes          |
| 66  | 337     | 10.08   | Carnival of Monsters (4 Episoden) | –     | 17. Feb. 1973    | –                | Barry Letts       | Robert Holmes          |
| 67  | 338     | 10.09   | Frontier in Space (6 Episoden)    | –     | 24. Feb. 1973    | –                | Paul Bernard      | Malcolm Hulke          |
| 67  | 339     | 10.10   | Frontier in Space (6 Episoden)    | –     | 3. März 1973     | –                | Paul Bernard      | Malcolm Hulke          |
| 67  | 340     | 10.11   | Frontier in Space (6 Episoden)    | –     | 10. März 1973    | –                | Paul Bernard      | Malcolm Hulke          |
| 67  | 341     | 10.12   | Frontier in Space (6 Episoden)    | –     | 17. März 1973    | –                | Paul Bernard      | Malcolm Hulke          |
| 67  | 342     | 10.13   | Frontier in Space (6 Episoden)    | –     | 24. März 1973    | –                | Paul Bernard      | Malcolm Hulke          |
| 67  | 343     | 10.14   | Frontier in Space (6 Episoden)    | –     | 31. März 1973    | –                | Paul Bernard      | Malcolm Hulke          |
| 68  | 344     | 10.15   | Planet of the Daleks (6 Episoden) | –     | 7. Apr. 1973     | –                | David Maloney     | Terry Nation           |
| 68  | 345     | 10.16   | Planet of the Daleks (6 Episoden) | –     | 14. Apr. 1973    | –                | David Maloney     | Terry Nation           |
| 68  | C 346   | 10.17   | Planet of the Daleks (6 Episoden) | –     | 21. Apr. 1973    | –                | David Maloney     | Terry Nation           |
| 68  | 347     | 10.18   | Planet of the Daleks (6 Episoden) | –     | 28. Apr. 1973    | –                | David Maloney     | Terry Nation           |
| 68  | 348     | 10.19   | Planet of the Daleks (6 Episoden) | –     | 5. Mai 1973      | –                | David Maloney     | Terry Nation           |
| 68  | 349     | 10.20   | Planet of the Daleks (6 Episoden) | –     | 12. Mai 1973     | –                | David Maloney     | Terry Nation           |
| 69  | 350     | 10.21   | The Green Death (6 Episoden)      | –     | 19. Mai 1973     | –                | Michael E. Briant | Robert Sloman          |
| 69  | 351     | 10.22   | The Green Death (6 Episoden)      | –     | 26. Mai 1973     | –                | Michael E. Briant | Robert Sloman          |
| 69  | 352     | 10.23   | The Green Death (6 Episoden)      | –     | 2. Juni 1973     | –                | Michael E. Briant | Robert Sloman          |
| 69  | 353     | 10.24   | The Green Death (6 Episoden)      | –     | 9. Juni 1973     | –                | Michael E. Briant | Robert Sloman          |
| 69  | 354     | 10.25   | The Green Death (6 Episoden)      | –     | 16. Juni 1973    | –                | Michael E. Briant | Robert Sloman          |
| 69  | 355     | 10.26   | The Green Death (6 Episoden)      | –     | 23. Juni 1973    | –                | Michael E. Briant | Robert Sloman          |

### Staffel 11
| Nr. | Episode | Episode | Titel                                  | Titel | Erstausstrahlung | Erstausstrahlung | Regie             | Drehbuch      |
| Nr. | ges.    | Stfl.   | original                               | dt.   | UK (BBC)         | dt.              | Regie             | Drehbuch      |
| --- | ------- | ------- | -------------------------------------- | ----- | ---------------- | ---------------- | ----------------- | ------------- |
| 70 | 356     | 11.01   | The Time Warrior (4 Episoden)          | –     | 15. Dez. 1973    | –                | Alan Bromly       | Robert Holmes |
| 70 | 357     | 11.02   | The Time Warrior (4 Episoden)          | –     | 22. Dez. 1973    | –                | Alan Bromly       | Robert Holmes |
| 70 | 358     | 11.03   | The Time Warrior (4 Episoden)          | –     | 29. Dez. 1973    | –                | Alan Bromly       | Robert Holmes |
| 70 | 359     | 11.04   | The Time Warrior (4 Episoden)          | –     | 5. Jan. 1974     | –                | Alan Bromly       | Robert Holmes |
| 71 | C 360   | 11.05   | Invasion of the Dinosaurs (6 Episoden) | –     | 12. Jan. 1974    | –                | Paddy Russell     | Malcolm Hulke |
| 71 | 361     | 11.06   | Invasion of the Dinosaurs (6 Episoden) | –     | 19. Jan. 1974    | –                | Paddy Russell     | Malcolm Hulke |
| 71 | 362     | 11.07   | Invasion of the Dinosaurs (6 Episoden) | –     | 26. Jan. 1974    | –                | Paddy Russell     | Malcolm Hulke |
| 71 | 363     | 11.08   | Invasion of the Dinosaurs (6 Episoden) | –     | 2. Feb. 1974     | –                | Paddy Russell     | Malcolm Hulke |
| 71 | 364     | 11.09   | Invasion of the Dinosaurs (6 Episoden) | –     | 9. Feb. 1974     | –                | Paddy Russell     | Malcolm Hulke |
| 71 | 365     | 11.10   | Invasion of the Dinosaurs (6 Episoden) | –     | 16. Feb. 1974    | –                | Paddy Russell     | Malcolm Hulke |
| Invasion of the Dinosaurs startete zunächst mit dem Titel Invasion, auf Grund von möglichen Verwechslungen mit dem Titel der Episoden 220–227 (6.11–6.18) / Handlungsstrang 46 wurde dieser geändert. Die DVD enthält zusätzlich zur Farbversion auch die Schwarz-Weiß-Fassung der ersten Episode. |         |         |                                        |       |                  |                  |                   |               |
| 72 | 366     | 11.11   | Death to the Daleks (4 Episoden)       | –     | 23. Feb. 1974    | –                | Michael E. Briant | Terry Nation  |
| 72 | 367     | 11.12   | Death to the Daleks (4 Episoden)       | –     | 2. März 1974     | –                | Michael E. Briant | Terry Nation  |
| 72 | 368     | 11.13   | Death to the Daleks (4 Episoden)       | –     | 9. März 1974     | –                | Michael E. Briant | Terry Nation  |
| 72 | 369     | 11.14   | Death to the Daleks (4 Episoden)       | –     | 16. März 1974    | –                | Michael E. Briant | Terry Nation  |
| 73 | 370     | 11.15   | The Monster of Peladon (6 Episoden)    | –     | 23. März 1974    | –                | Lennie Mayne      | Brian Hayles  |
| 73 | 371     | 11.16   | The Monster of Peladon (6 Episoden)    | –     | 30. März 1974    | –                | Lennie Mayne      | Brian Hayles  |
| 73 | 372     | 11.17   | The Monster of Peladon (6 Episoden)    | –     | 6. Apr. 1974     | –                | Lennie Mayne      | Brian Hayles  |
| 73 | 373     | 11.18   | The Monster of Peladon (6 Episoden)    | –     | 13. Apr. 1974    | –                | Lennie Mayne      | Brian Hayles  |
| 73 | 374     | 11.19   | The Monster of Peladon (6 Episoden)    | –     | 20. Apr. 1974    | –                | Lennie Mayne      | Brian Hayles  |
| 73 | 375     | 11.20   | The Monster of Peladon (6 Episoden)    | –     | 27. Apr. 1974    | –                | Lennie Mayne      | Brian Hayles  |
| 74 | 376     | 11.21   | Planet of the Spiders (6 Episoden)     | –     | 4. Mai 1974      | –                | Barry Letts       | Robert Sloman |
| 74 | 377     | 11.22   | Planet of the Spiders (6 Episoden)     | –     | 11. Mai 1974     | –                | Barry Letts       | Robert Sloman |
| 74 | 378     | 11.23   | Planet of the Spiders (6 Episoden)     | –     | 18. Mai 1974     | –                | Barry Letts       | Robert Sloman |
| 74 | 379     | 11.24   | Planet of the Spiders (6 Episoden)     | –     | 25. Mai 1974     | –                | Barry Letts       | Robert Sloman |
| 74 | 380     | 11.25   | Planet of the Spiders (6 Episoden)     | –     | 1. Juni 1974     | –                | Barry Letts       | Robert Sloman |
| 74 | Neu 381 | 11.26   | Planet of the Spiders (6 Episoden)     | –     | 8. Juni 1974     | –                | Barry Letts       | Robert Sloman |
| ⚫ Von Episode 381 (11.26) / Handlungsstrang 74 Planet of the Spiders bis Episode 553 (18.28) / Handlungsstrang 115 Logopolis wird der Doktor von Tom Baker dargestellt. |         |         |                                        |       |                  |                  |                   |               |

## Vierter Doktor

### Staffel 12
| Nr. | Episode | Episode | Titel                                | Titel                                     | Erstausstrahlung | Erstausstrahlung                  | Regie             | Drehbuch               |
| Nr. | ges.    | Stfl.   | original                             | deutsch                                   | UK (BBC)         | deutsch                           | Regie             | Drehbuch               |
| --- | ------- | ------- | ------------------------------------ | ----------------------------------------- | ---------------- | --------------------------------- | ----------------- | ---------------------- |
| 75  | 382     | 12.01   | Robot (4 Episoden)                   | –                                         | 28. Dez. 1974    | –                                 | Christopher Barry | Terrance Dicks         |
| 75  | 383     | 12.02   | Robot (4 Episoden)                   | –                                         | 4. Jan. 1975     | –                                 | Christopher Barry | Terrance Dicks         |
| 75  | 384     | 12.03   | Robot (4 Episoden)                   | –                                         | 11. Jan. 1975    | –                                 | Christopher Barry | Terrance Dicks         |
| 75  | 385     | 12.04   | Robot (4 Episoden)                   | –                                         | 18. Jan. 1975    | –                                 | Christopher Barry | Terrance Dicks         |
| 76  | 386     | 12.05   | The Ark in Space (4 Episoden)        | Die Arche im Weltraum (4 Episoden)        | 25. Jan. 1975    | 27. Jan. 2023 (Digital)           | Rodney Bennett    | Robert Holmes          |
| 76  | 387     | 12.06   | The Ark in Space (4 Episoden)        | Die Arche im Weltraum (4 Episoden)        | 1. Feb. 1975     | 27. Jan. 2023 (Digital)           | Rodney Bennett    | Robert Holmes          |
| 76  | 388     | 12.07   | The Ark in Space (4 Episoden)        | Die Arche im Weltraum (4 Episoden)        | 8. Feb. 1975     | 27. Jan. 2023 (Digital)           | Rodney Bennett    | Robert Holmes          |
| 76  | 389     | 12.08   | The Ark in Space (4 Episoden)        | Die Arche im Weltraum (4 Episoden)        | 15. Feb. 1975    | 27. Jan. 2023 (Digital)           | Rodney Bennett    | Robert Holmes          |
| 77  | 390     | 12.09   | The Sontaran Experiment (2 Episoden) | Das sontaranische Experiment (2 Episoden) | 22. Feb. 1975    | 25. März 2022 (Digital)           | Rodney Bennett    | Bob Baker, Dave Martin |
| 77  | 391     | 12.10   | The Sontaran Experiment (2 Episoden) | Das sontaranische Experiment (2 Episoden) | 1. März 1975     | 25. März 2022 (Digital)           | Rodney Bennett    | Bob Baker, Dave Martin |
| 78  | 392     | 12.11   | Genesis of the Daleks (6 Episoden)   | Genesis der Daleks (6 Episoden)           | 8. März 1975     | 26. Mai 2023 (Digital)            | David Maloney     | Terry Nation           |
| 78  | 393     | 12.12   | Genesis of the Daleks (6 Episoden)   | Genesis der Daleks (6 Episoden)           | 15. März 1975    | 26. Mai 2023 (Digital)            | David Maloney     | Terry Nation           |
| 78  | 394     | 12.13   | Genesis of the Daleks (6 Episoden)   | Genesis der Daleks (6 Episoden)           | 22. März 1975    | 26. Mai 2023 (Digital)            | David Maloney     | Terry Nation           |
| 78  | 395     | 12.14   | Genesis of the Daleks (6 Episoden)   | Genesis der Daleks (6 Episoden)           | 29. März 1975    | 26. Mai 2023 (Digital)            | David Maloney     | Terry Nation           |
| 78  | 396     | 12.15   | Genesis of the Daleks (6 Episoden)   | Genesis der Daleks (6 Episoden)           | 5. Apr. 1975     | 26. Mai 2023 (Digital)            | David Maloney     | Terry Nation           |
| 78  | 397     | 12.16   | Genesis of the Daleks (6 Episoden)   | Genesis der Daleks (6 Episoden)           | 12. Apr. 1975    | 26. Mai 2023 (Digital)            | David Maloney     | Terry Nation           |
| 79  | 398     | 12.17   | Revenge of the Cybermen (4 Episoden) | Die Rache der Cybermen (4 Episoden)       | 19. Apr. 1975    | 15. März 2019 (DVD, BD & Digital) | Michael E. Briant | Gerry Davis            |
| 79  | 399     | 12.18   | Revenge of the Cybermen (4 Episoden) | Die Rache der Cybermen (4 Episoden)       | 26. Apr. 1975    | 15. März 2019 (DVD, BD & Digital) | Michael E. Briant | Gerry Davis            |
| 79  | 400     | 12.19   | Revenge of the Cybermen (4 Episoden) | Die Rache der Cybermen (4 Episoden)       | 3. Mai 1975      | 15. März 2019 (DVD, BD & Digital) | Michael E. Briant | Gerry Davis            |
| 79  | 401     | 12.20   | Revenge of the Cybermen (4 Episoden) | Die Rache der Cybermen (4 Episoden)       | 10. Mai 1975     | 15. März 2019 (DVD, BD & Digital) | Michael E. Briant | Gerry Davis            |

### Staffel 13
| Nr. | Episode | Episode | Titel                             | Titel | Erstausstrahlung | Erstausstrahlung | Regie             | Drehbuch             |
| Nr. | ges.    | Stfl.   | original                          | dt.   | UK (BBC)         | dt.              | Regie             | Drehbuch             |
| --- | ------- | ------- | --------------------------------- | ----- | ---------------- | ---------------- | ----------------- | -------------------- |
| 80  | 402     | 13.01   | Terror of the Zygons (4 Episoden) | –     | 30. Aug. 1975    | –                | Douglas Camfield  | Robert Banks Stewart |
| 80  | 403     | 13.02   | Terror of the Zygons (4 Episoden) | –     | 6. Sep. 1975     | –                | Douglas Camfield  | Robert Banks Stewart |
| 80  | 404     | 13.03   | Terror of the Zygons (4 Episoden) | –     | 13. Sep. 1975    | –                | Douglas Camfield  | Robert Banks Stewart |
| 80  | 405     | 13.04   | Terror of the Zygons (4 Episoden) | –     | 20. Sep. 1975    | –                | Douglas Camfield  | Robert Banks Stewart |
| 81  | 406     | 13.05   | Planet of Evil (4 Episoden)       | –     | 27. Sep. 1975    | –                | David Maloney     | Louis Marks          |
| 81  | 407     | 13.06   | Planet of Evil (4 Episoden)       | –     | 4. Okt. 1975     | –                | David Maloney     | Louis Marks          |
| 81  | 408     | 13.07   | Planet of Evil (4 Episoden)       | –     | 11. Okt. 1975    | –                | David Maloney     | Louis Marks          |
| 81  | 409     | 13.08   | Planet of Evil (4 Episoden)       | –     | 18. Okt. 1975    | –                | David Maloney     | Louis Marks          |
| 82  | 410     | 13.09   | Pyramids of Mars (4 Episoden)     | –     | 25. Okt. 1975    | –                | Paddy Russell     | Stephen Harris       |
| 82  | 411     | 13.10   | Pyramids of Mars (4 Episoden)     | –     | 1. Nov. 1975     | –                | Paddy Russell     | Stephen Harris       |
| 82  | 412     | 13.11   | Pyramids of Mars (4 Episoden)     | –     | 8. Nov. 1975     | –                | Paddy Russell     | Stephen Harris       |
| 82  | 413     | 13.12   | Pyramids of Mars (4 Episoden)     | –     | 15. Nov. 1975    | –                | Paddy Russell     | Stephen Harris       |
| 83  | 414     | 13.13   | The Android Invasion (4 Episoden) | –     | 22. Nov. 1975    | –                | Barry Letts       | Terry Nation         |
| 83  | 415     | 13.14   | The Android Invasion (4 Episoden) | –     | 29. Nov. 1975    | –                | Barry Letts       | Terry Nation         |
| 83  | 416     | 13.15   | The Android Invasion (4 Episoden) | –     | 6. Dez. 1975     | –                | Barry Letts       | Terry Nation         |
| 83  | 417     | 13.16   | The Android Invasion (4 Episoden) | –     | 13. Dez. 1975    | –                | Barry Letts       | Terry Nation         |
| 84  | 418     | 13.17   | The Brain of Morbius (4 Episoden) | –     | 3. Jan. 1976     | –                | Christopher Barry | Robin Bland          |
| 84  | 419     | 13.18   | The Brain of Morbius (4 Episoden) | –     | 10. Jan. 1976    | –                | Christopher Barry | Robin Bland          |
| 84  | 420     | 13.19   | The Brain of Morbius (4 Episoden) | –     | 17. Jan. 1976    | –                | Christopher Barry | Robin Bland          |
| 84  | 421     | 13.20   | The Brain of Morbius (4 Episoden) | –     | 24. Jan. 1976    | –                | Christopher Barry | Robin Bland          |
| 85  | 422     | 13.21   | The Seeds of Doom (6 Episoden)    | –     | 31. Jan. 1976    | –                | Douglas Camfield  | Robert Banks Stewart |
| 85  | 423     | 13.22   | The Seeds of Doom (6 Episoden)    | –     | 7. Feb. 1976     | –                | Douglas Camfield  | Robert Banks Stewart |
| 85  | 424     | 13.23   | The Seeds of Doom (6 Episoden)    | –     | 14. Feb. 1976    | –                | Douglas Camfield  | Robert Banks Stewart |
| 85  | 425     | 13.24   | The Seeds of Doom (6 Episoden)    | –     | 21. Feb. 1976    | –                | Douglas Camfield  | Robert Banks Stewart |
| 85  | 426     | 13.25   | The Seeds of Doom (6 Episoden)    | –     | 28. Feb. 1976    | –                | Douglas Camfield  | Robert Banks Stewart |
| 85  | 427     | 13.26   | The Seeds of Doom (6 Episoden)    | –     | 6. März 1976     | –                | Douglas Camfield  | Robert Banks Stewart |

### Staffel 14
| Nr. | Episode | Episode | Titel                                  | Titel | Erstausstrahlung | Erstausstrahlung | Regie             | Drehbuch               |
| Nr. | ges.    | Stfl.   | original                               | dt.   | UK (BBC)         | dt.              | Regie             | Drehbuch               |
| --- | ------- | ------- | -------------------------------------- | ----- | ---------------- | ---------------- | ----------------- | ---------------------- |
| 86  | 428     | 14.01   | The Masque of Mandragora (4 Episoden)  | –     | 4. Sep. 1976     | –                | Rodney Bennett    | Louis Marks            |
| 86  | 429     | 14.02   | The Masque of Mandragora (4 Episoden)  | –     | 11. Sep. 1976    | –                | Rodney Bennett    | Louis Marks            |
| 86  | 430     | 14.03   | The Masque of Mandragora (4 Episoden)  | –     | 18. Sep. 1976    | –                | Rodney Bennett    | Louis Marks            |
| 86  | 431     | 14.04   | The Masque of Mandragora (4 Episoden)  | –     | 25. Sep. 1976    | –                | Rodney Bennett    | Louis Marks            |
| 87  | 432     | 14.05   | The Hand of Fear (4 Episoden)          | –     | 2. Okt. 1976     | –                | Lennie Mayne      | Bob Baker, Dave Martin |
| 87  | 433     | 14.06   | The Hand of Fear (4 Episoden)          | –     | 9. Okt. 1976     | –                | Lennie Mayne      | Bob Baker, Dave Martin |
| 87  | 434     | 14.07   | The Hand of Fear (4 Episoden)          | –     | 16. Okt. 1976    | –                | Lennie Mayne      | Bob Baker, Dave Martin |
| 87  | 435     | 14.08   | The Hand of Fear (4 Episoden)          | –     | 23. Okt. 1976    | –                | Lennie Mayne      | Bob Baker, Dave Martin |
| 88  | 436     | 14.09   | The Deadly Assassin (4 Episoden)       | –     | 30. Okt. 1976    | –                | David Maloney     | Robert Holmes          |
| 88  | 437     | 14.10   | The Deadly Assassin (4 Episoden)       | –     | 6. Nov. 1976     | –                | David Maloney     | Robert Holmes          |
| 88  | 438     | 14.11   | The Deadly Assassin (4 Episoden)       | –     | 13. Nov. 1976    | –                | David Maloney     | Robert Holmes          |
| 88  | 439     | 14.12   | The Deadly Assassin (4 Episoden)       | –     | 20. Nov. 1976    | –                | David Maloney     | Robert Holmes          |
| 89  | 440     | 14.13   | The Face of Evil (4 Episoden)          | –     | 1. Jan. 1977     | –                | Pennant Roberts   | Chris Boucher          |
| 89  | 441     | 14.14   | The Face of Evil (4 Episoden)          | –     | 8. Jan. 1977     | –                | Pennant Roberts   | Chris Boucher          |
| 89  | 442     | 14.15   | The Face of Evil (4 Episoden)          | –     | 15. Jan. 1977    | –                | Pennant Roberts   | Chris Boucher          |
| 89  | 443     | 14.16   | The Face of Evil (4 Episoden)          | –     | 22. Jan. 1977    | –                | Pennant Roberts   | Chris Boucher          |
| 90  | 444     | 14.17   | The Robots of Death (4 Episoden)       | –     | 29. Jan. 1977    | –                | Michael E. Briant | Chris Boucher          |
| 90  | 445     | 14.18   | The Robots of Death (4 Episoden)       | –     | 5. Feb. 1977     | –                | Michael E. Briant | Chris Boucher          |
| 90  | 446     | 14.19   | The Robots of Death (4 Episoden)       | –     | 12. Feb. 1977    | –                | Michael E. Briant | Chris Boucher          |
| 90  | 447     | 14.20   | The Robots of Death (4 Episoden)       | –     | 19. Feb. 1977    | –                | Michael E. Briant | Chris Boucher          |
| 91  | 448     | 14.21   | The Talons of Weng-Chiang (6 Episoden) | –     | 26. Feb. 1977    | –                | David Maloney     | Robert Holmes          |
| 91  | 449     | 14.22   | The Talons of Weng-Chiang (6 Episoden) | –     | 5. März 1977     | –                | David Maloney     | Robert Holmes          |
| 91  | 450     | 14.23   | The Talons of Weng-Chiang (6 Episoden) | –     | 12. März 1977    | –                | David Maloney     | Robert Holmes          |
| 91  | 451     | 14.24   | The Talons of Weng-Chiang (6 Episoden) | –     | 19. März 1977    | –                | David Maloney     | Robert Holmes          |
| 91  | 452     | 14.25   | The Talons of Weng-Chiang (6 Episoden) | –     | 26. März 1977    | –                | David Maloney     | Robert Holmes          |
| 91  | 453     | 14.26   | The Talons of Weng-Chiang (6 Episoden) | –     | 2. Apr. 1977     | –                | David Maloney     | Robert Holmes          |

### Staffel 15
| Nr. | Episode | Episode | Titel                             | Titel | Erstausstrahlung | Erstausstrahlung | Regie                 | Drehbuch               |
| Nr. | ges.    | Stfl.   | original                          | dt.   | UK (BBC)         | dt.              | Regie                 | Drehbuch               |
| --- | ------- | ------- | --------------------------------- | ----- | ---------------- | ---------------- | --------------------- | ---------------------- |
| 92  | 454     | 15.01   | Horror of Fang Rock (4 Episoden)  | –     | 3. Sep. 1977     | –                | Paddy Russell         | Terrance Dicks         |
| 92  | 455     | 15.02   | Horror of Fang Rock (4 Episoden)  | –     | 10. Sep. 1977    | –                | Paddy Russell         | Terrance Dicks         |
| 92  | 456     | 15.03   | Horror of Fang Rock (4 Episoden)  | –     | 17. Sep. 1977    | –                | Paddy Russell         | Terrance Dicks         |
| 92  | 457     | 15.04   | Horror of Fang Rock (4 Episoden)  | –     | 24. Sep. 1977    | –                | Paddy Russell         | Terrance Dicks         |
| 93  | 458     | 15.05   | The Invisible Enemy (4 Episoden)  | –     | 1. Okt. 1977     | –                | Derrick Goodwin       | Bob Baker, Dave Martin |
| 93  | 459     | 15.06   | The Invisible Enemy (4 Episoden)  | –     | 8. Okt. 1977     | –                | Derrick Goodwin       | Bob Baker, Dave Martin |
| 93  | 460     | 15.07   | The Invisible Enemy (4 Episoden)  | –     | 15. Okt. 1977    | –                | Derrick Goodwin       | Bob Baker, Dave Martin |
| 93  | 461     | 15.08   | The Invisible Enemy (4 Episoden)  | –     | 22. Okt. 1977    | –                | Derrick Goodwin       | Bob Baker, Dave Martin |
| 94  | 462     | 15.09   | Image of the Fendahl (4 Episoden) | –     | 29. Okt. 1977    | –                | George Spenton-Foster | Chris Boucher          |
| 94  | 463     | 15.10   | Image of the Fendahl (4 Episoden) | –     | 5. Nov. 1977     | –                | George Spenton-Foster | Chris Boucher          |
| 94  | 464     | 15.11   | Image of the Fendahl (4 Episoden) | –     | 12. Nov. 1977    | –                | George Spenton-Foster | Chris Boucher          |
| 94  | 465     | 15.12   | Image of the Fendahl (4 Episoden) | –     | 19. Nov. 1977    | –                | George Spenton-Foster | Chris Boucher          |
| 95  | 466     | 15.13   | The Sun Makers (4 Episoden)       | –     | 26. Nov. 1977    | –                | Pennant Roberts       | Robert Holmes          |
| 95  | 467     | 15.14   | The Sun Makers (4 Episoden)       | –     | 3. Dez. 1977     | –                | Pennant Roberts       | Robert Holmes          |
| 95  | 468     | 15.15   | The Sun Makers (4 Episoden)       | –     | 10. Dez. 1977    | –                | Pennant Roberts       | Robert Holmes          |
| 95  | 469     | 15.16   | The Sun Makers (4 Episoden)       | –     | 17. Dez. 1977    | –                | Pennant Roberts       | Robert Holmes          |
| 96  | 470     | 15.17   | Underworld (4 Episoden)           | –     | 7. Jan. 1978     | –                | Norman Stewart        | Bob Baker, Dave Martin |
| 96  | 471     | 15.18   | Underworld (4 Episoden)           | –     | 14. Jan. 1978    | –                | Norman Stewart        | Bob Baker, Dave Martin |
| 96  | 472     | 15.19   | Underworld (4 Episoden)           | –     | 21. Jan. 1978    | –                | Norman Stewart        | Bob Baker, Dave Martin |
| 96  | 473     | 15.20   | Underworld (4 Episoden)           | –     | 28. Jan. 1978    | –                | Norman Stewart        | Bob Baker, Dave Martin |
| 97  | 474     | 15.21   | The Invasion of Time (6 Episoden) | –     | 4. Feb. 1978     | –                | Gerald Blake          | David Agnew            |
| 97  | 475     | 15.22   | The Invasion of Time (6 Episoden) | –     | 11. Feb. 1978    | –                | Gerald Blake          | David Agnew            |
| 97  | 476     | 15.23   | The Invasion of Time (6 Episoden) | –     | 18. Feb. 1978    | –                | Gerald Blake          | David Agnew            |
| 97  | 477     | 15.24   | The Invasion of Time (6 Episoden) | –     | 25. Feb. 1978    | –                | Gerald Blake          | David Agnew            |
| 97  | 478     | 15.25   | The Invasion of Time (6 Episoden) | –     | 4. März 1978     | –                | Gerald Blake          | David Agnew            |
| 97  | 479     | 15.26   | The Invasion of Time (6 Episoden) | –     | 11. März 1978    | –                | Gerald Blake          | David Agnew            |

### Staffel 16
| Nr. | Episode | Episode | Titel                              | Titel | Erstausstrahlung | Erstausstrahlung | Regie                 | Drehbuch               |
| Nr. | ges.    | Stfl.   | original                           | dt.   | UK (BBC)         | dt.              | Regie                 | Drehbuch               |
| --- | ------- | ------- | ---------------------------------- | ----- | ---------------- | ---------------- | --------------------- | ---------------------- |
| 98  | 480     | 16.01   | The Ribos Operation (4 Episoden)   | –     | 2. Sep. 1978     | –                | George Spenton-Foster | Robert Holmes          |
| 98  | 481     | 16.02   | The Ribos Operation (4 Episoden)   | –     | 9. Sep. 1978     | –                | George Spenton-Foster | Robert Holmes          |
| 98  | 482     | 16.03   | The Ribos Operation (4 Episoden)   | –     | 16. Sep. 1978    | –                | George Spenton-Foster | Robert Holmes          |
| 98  | 483     | 16.04   | The Ribos Operation (4 Episoden)   | –     | 23. Sep. 1978    | –                | George Spenton-Foster | Robert Holmes          |
| 99  | 484     | 16.05   | The Pirate Planet (4 Episoden)     | –     | 30. Sep. 1978    | –                | Pennant Roberts       | Douglas Adams          |
| 99  | 485     | 16.06   | The Pirate Planet (4 Episoden)     | –     | 7. Okt. 1978     | –                | Pennant Roberts       | Douglas Adams          |
| 99  | 486     | 16.07   | The Pirate Planet (4 Episoden)     | –     | 14. Okt. 1978    | –                | Pennant Roberts       | Douglas Adams          |
| 99  | 487     | 16.08   | The Pirate Planet (4 Episoden)     | –     | 21. Okt. 1978    | –                | Pennant Roberts       | Douglas Adams          |
| 100 | 488     | 16.09   | The Stones of Blood (4 Episoden)   | –     | 28. Okt. 1978    | –                | Darrol Blake          | David Fisher           |
| 100 | 489     | 16.10   | The Stones of Blood (4 Episoden)   | –     | 4. Nov. 1978     | –                | Darrol Blake          | David Fisher           |
| 100 | 490     | 16.11   | The Stones of Blood (4 Episoden)   | –     | 11. Nov. 1978    | –                | Darrol Blake          | David Fisher           |
| 100 | 491     | 16.12   | The Stones of Blood (4 Episoden)   | –     | 18. Nov. 1978    | –                | Darrol Blake          | David Fisher           |
| 101 | 492     | 16.13   | The Androids of Tara (4 Episoden)  | –     | 25. Nov. 1978    | –                | Michael Hayes         | David Fisher           |
| 101 | 493     | 16.14   | The Androids of Tara (4 Episoden)  | –     | 2. Dez. 1978     | –                | Michael Hayes         | David Fisher           |
| 101 | 494     | 16.15   | The Androids of Tara (4 Episoden)  | –     | 9. Dez. 1978     | –                | Michael Hayes         | David Fisher           |
| 101 | 495     | 16.16   | The Androids of Tara (4 Episoden)  | –     | 16. Dez. 1978    | –                | Michael Hayes         | David Fisher           |
| 102 | 496     | 16.17   | The Power of Kroll (4 Episoden)    | –     | 23. Dez. 1978    | –                | Norman Stewart        | Robert Holmes          |
| 102 | 497     | 16.18   | The Power of Kroll (4 Episoden)    | –     | 30. Dez. 1978    | –                | Norman Stewart        | Robert Holmes          |
| 102 | 498     | 16.19   | The Power of Kroll (4 Episoden)    | –     | 6. Jan. 1979     | –                | Norman Stewart        | Robert Holmes          |
| 102 | 499     | 16.20   | The Power of Kroll (4 Episoden)    | –     | 13. Jan. 1979    | –                | Norman Stewart        | Robert Holmes          |
| 103 | 500     | 16.21   | The Armageddon Factor (6 Episoden) | –     | 20. Jan. 1979    | –                | Michael Hayes         | Bob Baker, Dave Martin |
| 103 | 501     | 16.22   | The Armageddon Factor (6 Episoden) | –     | 27. Jan. 1979    | –                | Michael Hayes         | Bob Baker, Dave Martin |
| 103 | 502     | 16.23   | The Armageddon Factor (6 Episoden) | –     | 3. Feb. 1979     | –                | Michael Hayes         | Bob Baker, Dave Martin |
| 103 | 503     | 16.24   | The Armageddon Factor (6 Episoden) | –     | 10. Feb. 1979    | –                | Michael Hayes         | Bob Baker, Dave Martin |
| 103 | 504     | 16.25   | The Armageddon Factor (6 Episoden) | –     | 17. Feb. 1979    | –                | Michael Hayes         | Bob Baker, Dave Martin |
| 103 | 505     | 16.26   | The Armageddon Factor (6 Episoden) | –     | 24. Feb. 1979    | –                | Michael Hayes         | Bob Baker, Dave Martin |

### Staffel 17
| Nr. | Episode | Episode | Titel                                  | Titel                                  | Erstausstrahlung   | Erstausstrahlung         | Regie             | Drehbuch      |
| Nr. | ges.    | Stfl.   | original                               | deutsch                                | UK (BBC)           | deutsch                  | Regie             | Drehbuch      |
| --- | ------- | ------- | -------------------------------------- | -------------------------------------- | ------------------ | ------------------------ | ----------------- | ------------- |
| 104 | 506     | 17.01   | Destiny of the Daleks (4 Episoden)     | Die Bestimmung der Daleks (4 Episoden) | 1. Sep. 1979       | 30. Juni 2023 (DVD & BD) | Ken Grieve        | Terry Nation  |
| 104 | 507     | 17.02   | Destiny of the Daleks (4 Episoden)     | Die Bestimmung der Daleks (4 Episoden) | 8. Sep. 1979       | 30. Juni 2023 (DVD & BD) | Ken Grieve        | Terry Nation  |
| 104 | 508     | 17.03   | Destiny of the Daleks (4 Episoden)     | Die Bestimmung der Daleks (4 Episoden) | 15. Sep. 1979      | 30. Juni 2023 (DVD & BD) | Ken Grieve        | Terry Nation  |
| 104 | 509     | 17.04   | Destiny of the Daleks (4 Episoden)     | Die Bestimmung der Daleks (4 Episoden) | 22. Sep. 1979      | 30. Juni 2023 (DVD & BD) | Ken Grieve        | Terry Nation  |
| 105 | 510     | 17.05   | City of Death (4 Episoden)             | –                                      | 29. Sep. 1979      | –                        | Michael Hayes     | David Agnew   |
| 105 | 511     | 17.06   | City of Death (4 Episoden)             | –                                      | 6. Okt. 1979       | –                        | Michael Hayes     | David Agnew   |
| 105 | 512     | 17.07   | City of Death (4 Episoden)             | –                                      | 13. Okt. 1979      | –                        | Michael Hayes     | David Agnew   |
| 105 | 513     | 17.08   | City of Death (4 Episoden)             | –                                      | 20. Okt. 1979      | –                        | Michael Hayes     | David Agnew   |
| 106 | 514     | 17.09   | The Creature from the Pit (4 Episoden) | –                                      | 27. Okt. 1979      | –                        | Christopher Barry | David Fisher  |
| 106 | 515     | 17.10   | The Creature from the Pit (4 Episoden) | –                                      | 3. Nov. 1979       | –                        | Christopher Barry | David Fisher  |
| 106 | 516     | 17.11   | The Creature from the Pit (4 Episoden) | –                                      | 10. Nov. 1979      | –                        | Christopher Barry | David Fisher  |
| 106 | 517     | 17.12   | The Creature from the Pit (4 Episoden) | –                                      | 17. Nov. 1979      | –                        | Christopher Barry | David Fisher  |
| 107 | 518     | 17.13   | Nightmare of Eden (4 Episoden)         | –                                      | 24. Nov. 1979      | –                        | Alan Bromly       | Bob Baker     |
| 107 | 519     | 17.14   | Nightmare of Eden (4 Episoden)         | –                                      | 1. Dez. 1979       | –                        | Alan Bromly       | Bob Baker     |
| 107 | 520     | 17.15   | Nightmare of Eden (4 Episoden)         | –                                      | 8. Dez. 1979       | –                        | Alan Bromly       | Bob Baker     |
| 107 | 521     | 17.16   | Nightmare of Eden (4 Episoden)         | –                                      | 15. Dez. 1979      | –                        | Alan Bromly       | Bob Baker     |
| 108 | 522     | 17.17   | The Horns of Nimon (4 Episoden)        | –                                      | 22. Dez. 1979      | –                        | Kenny McBain      | Anthony Read  |
| 108 | 523     | 17.18   | The Horns of Nimon (4 Episoden)        | –                                      | 29. Dez. 1979      | –                        | Kenny McBain      | Anthony Read  |
| 108 | 524     | 17.19   | The Horns of Nimon (4 Episoden)        | –                                      | 5. Jan. 1980       | –                        | Kenny McBain      | Anthony Read  |
| 108 | 525     | 17.20   | The Horns of Nimon (4 Episoden)        | –                                      | 12. Jan. 1980      | –                        | Kenny McBain      | Anthony Read  |
| Wegen eines Streiks wurde der Shada-Handlungsstrang nicht fertiggestellt und daher auch nie im Fernsehen ausgestrahlt. Jedoch wurde der Handlungsstrang 1992 auf VHS veröffentlicht, wobei Erzählungen von Tom Baker, dem Doktor des Handlungsstrangs, verwendet wurden, um das fehlende Bildmaterial zu ergänzen bzw. zu überbrücken. Die Folgen des Handlungsstrangs werden nicht zur Gesamtfolgenzahl gezählt. Im Dezember 2017 erschien Shada nach 38 Jahren erstmals komplett. Hierzu wurden die fehlenden Teile der Folgen mit von den Originalschauspielern gesprochenen animierten Szenen aufgefüllt sowie neue Szenen mit originalem Kamera- und Fernsehequipment aus den 1970ern sowie den Originalschauspielern nachgedreht. |         |         |                                        |                                        |                    |                          |                   |               |
| – | –       | 17.21   | Shada (6 Episoden)                     | Shada (6 Episoden)                     | 6. Juli 1992 (VHS) | 24. Juni 2022 (DVD & BD) | Pennant Roberts   | Douglas Adams |
| – | –       | 17.22   | Shada (6 Episoden)                     | Shada (6 Episoden)                     | 6. Juli 1992 (VHS) | 24. Juni 2022 (DVD & BD) | Pennant Roberts   | Douglas Adams |
| – | –       | 17.23   | Shada (6 Episoden)                     | Shada (6 Episoden)                     | 6. Juli 1992 (VHS) | 24. Juni 2022 (DVD & BD) | Pennant Roberts   | Douglas Adams |
| – | –       | 17.24   | Shada (6 Episoden)                     | Shada (6 Episoden)                     | 6. Juli 1992 (VHS) | 24. Juni 2022 (DVD & BD) | Pennant Roberts   | Douglas Adams |
| – | –       | 17.25   | Shada (6 Episoden)                     | Shada (6 Episoden)                     | 6. Juli 1992 (VHS) | 24. Juni 2022 (DVD & BD) | Pennant Roberts   | Douglas Adams |
| – | –       | 17.26   | Shada (6 Episoden)                     | Shada (6 Episoden)                     | 6. Juli 1992 (VHS) | 24. Juni 2022 (DVD & BD) | Pennant Roberts   | Douglas Adams |

### Staffel 18
Die Staffel wurde vom 7. September 2021 bis zum 19. Oktober 2021 auf dem Sender One in deutscher Erstausstrahlung gesendet.
| Nr. | Episode | Episode | Titel                             | Titel                               | Erstausstrahlung | Erstausstrahlung                  | Regie                     | Drehbuch                        |
| Nr. | ges.    | Stfl.   | original                          | deutsch                             | UK (BBC)         | deutsch                           | Regie                     | Drehbuch                        |
| --- | ------- | ------- | --------------------------------- | ----------------------------------- | ---------------- | --------------------------------- | ------------------------- | ------------------------------- |
| 109 | 526     | 18.01   | The Leisure Hive (4 Episoden)     | Leisure Hive (4 Episoden)           | 30. Aug. 1980    | 27. Nov. 2020 (Digital)           | Lovett Bickford           | David Fisher                    |
| 109 | 527     | 18.02   | The Leisure Hive (4 Episoden)     | Leisure Hive (4 Episoden)           | 6. Sep. 1980     | 27. Nov. 2020 (Digital)           | Lovett Bickford           | David Fisher                    |
| 109 | 528     | 18.03   | The Leisure Hive (4 Episoden)     | Leisure Hive (4 Episoden)           | 13. Sep. 1980    | 27. Nov. 2020 (Digital)           | Lovett Bickford           | David Fisher                    |
| 109 | 529     | 18.04   | The Leisure Hive (4 Episoden)     | Leisure Hive (4 Episoden)           | 20. Sep. 1980    | 27. Nov. 2020 (Digital)           | Lovett Bickford           | David Fisher                    |
| 110 | 530     | 18.05   | Meglos (4 Episoden)               | Meglos (4 Episoden)                 | 27. Sep. 1980    | 26. Feb. 2021 (DVD, BD & Digital) | Terence Dudley            | John Flanagan, Andrew McCulloch |
| 110 | 531     | 18.06   | Meglos (4 Episoden)               | Meglos (4 Episoden)                 | 4. Okt. 1980     | 26. Feb. 2021 (DVD, BD & Digital) | Terence Dudley            | John Flanagan, Andrew McCulloch |
| 110 | 532     | 18.07   | Meglos (4 Episoden)               | Meglos (4 Episoden)                 | 11. Okt. 1980    | 26. Feb. 2021 (DVD, BD & Digital) | Terence Dudley            | John Flanagan, Andrew McCulloch |
| 110 | 533     | 18.08   | Meglos (4 Episoden)               | Meglos (4 Episoden)                 | 18. Okt. 1980    | 26. Feb. 2021 (DVD, BD & Digital) | Terence Dudley            | John Flanagan, Andrew McCulloch |
| 111 | 534     | 18.09   | Full Circle (4 Episoden)          | Verschollen im E-Space (4 Episoden) | 25. Okt. 1980    | 30. Apr. 2021 (Digital)           | Peter Grimwade            | Andrew Smith                    |
| 111 | 535     | 18.10   | Full Circle (4 Episoden)          | Verschollen im E-Space (4 Episoden) | 1. Nov. 1980     | 30. Apr. 2021 (Digital)           | Peter Grimwade            | Andrew Smith                    |
| 111 | 536     | 18.11   | Full Circle (4 Episoden)          | Verschollen im E-Space (4 Episoden) | 8. Nov. 1980     | 30. Apr. 2021 (Digital)           | Peter Grimwade            | Andrew Smith                    |
| 111 | 537     | 18.12   | Full Circle (4 Episoden)          | Verschollen im E-Space (4 Episoden) | 15. Nov. 1980    | 30. Apr. 2021 (Digital)           | Peter Grimwade            | Andrew Smith                    |
| 112 | 538     | 18.13   | State of Decay (4 Episoden)       | Horror im E-Space (4 Episoden)      | 22. Nov. 1980    | 30. Juli 2021 (Digital)           | Peter Moffatt             | Terrance Dicks                  |
| 112 | 539     | 18.14   | State of Decay (4 Episoden)       | Horror im E-Space (4 Episoden)      | 29. Nov. 1980    | 30. Juli 2021 (Digital)           | Peter Moffatt             | Terrance Dicks                  |
| 112 | 540     | 18.15   | State of Decay (4 Episoden)       | Horror im E-Space (4 Episoden)      | 6. Dez. 1980     | 30. Juli 2021 (Digital)           | Peter Moffatt             | Terrance Dicks                  |
| 112 | 541     | 18.16   | State of Decay (4 Episoden)       | Horror im E-Space (4 Episoden)      | 13. Dez. 1980    | 30. Juli 2021 (Digital)           | Peter Moffatt             | Terrance Dicks                  |
| 113 | 542     | 18.17   | Warriors’ Gate (4 Episoden)       | Flucht aus dem E-Space (4 Episoden) | 3. Jan. 1981     | 15. Sep. 2021 (Pluto TV)          | Paul Joyce, Graeme Harper | Stephen Gallagher               |
| 113 | 543     | 18.18   | Warriors’ Gate (4 Episoden)       | Flucht aus dem E-Space (4 Episoden) | 10. Jan. 1981    | 15. Sep. 2021 (Pluto TV)          | Paul Joyce, Graeme Harper | Stephen Gallagher               |
| 113 | 544     | 18.19   | Warriors’ Gate (4 Episoden)       | Flucht aus dem E-Space (4 Episoden) | 17. Jan. 1981    | 15. Sep. 2021 (Pluto TV)          | Paul Joyce, Graeme Harper | Stephen Gallagher               |
| 113 | 545     | 18.20   | Warriors’ Gate (4 Episoden)       | Flucht aus dem E-Space (4 Episoden) | 24. Jan. 1981    | 15. Sep. 2021 (Pluto TV)          | Paul Joyce, Graeme Harper | Stephen Gallagher               |
| 114 | 546     | 18.21   | The Keeper of Traken (4 Episoden) | Der Wächter von Traken (4 Episoden) | 31. Jan. 1981    | 13. Sep. 2019 (Digital)           | John Black                | Johnny Byrne                    |
| 114 | 547     | 18.22   | The Keeper of Traken (4 Episoden) | Der Wächter von Traken (4 Episoden) | 7. Feb. 1981     | 13. Sep. 2019 (Digital)           | John Black                | Johnny Byrne                    |
| 114 | 548     | 18.23   | The Keeper of Traken (4 Episoden) | Der Wächter von Traken (4 Episoden) | 14. Feb. 1981    | 13. Sep. 2019 (Digital)           | John Black                | Johnny Byrne                    |
| 114 | 549     | 18.24   | The Keeper of Traken (4 Episoden) | Der Wächter von Traken (4 Episoden) | 21. Feb. 1981    | 13. Sep. 2019 (Digital)           | John Black                | Johnny Byrne                    |
| 115 | 550     | 18.25   | Logopolis (4 Episoden)            | Logopolis (4 Episoden)              | 28. Feb. 1981    | 22. Nov. 2019 (DVD & BD)          | Peter Grimwade            | Christopher H. Bidmead          |
| 115 | 551     | 18.26   | Logopolis (4 Episoden)            | Logopolis (4 Episoden)              | 7. März 1981     | 22. Nov. 2019 (DVD & BD)          | Peter Grimwade            | Christopher H. Bidmead          |
| 115 | 552     | 18.27   | Logopolis (4 Episoden)            | Logopolis (4 Episoden)              | 14. März 1981    | 22. Nov. 2019 (DVD & BD)          | Peter Grimwade            | Christopher H. Bidmead          |
| 115 | Neu 553 | 18.28   | Logopolis (4 Episoden)            | Logopolis (4 Episoden)              | 21. März 1981    | 22. Nov. 2019 (DVD & BD)          | Peter Grimwade            | Christopher H. Bidmead          |
| ⚫ Von Episode 553 (18.28) / Handlungsstrang 115 Logopolis bis Episode 622 (21.20) / Handlungsstrang 135 Die Höhlen von Androzani wird der Doktor von Peter Davison dargestellt. |         |         |                                   |                                     |                  |                                   |                           |                                 |

## Fünfter Doktor

### Staffel 19
Die Staffel wurde vom 26. Oktober 2021 bis zum 7. Dezember 2021 auf dem Sender One in deutscher Erstausstrahlung gesendet.
| Nr. | Episode | Episode | Titel                         | Titel                              | Erstausstrahlung | Erstausstrahlung                  | Regie          | Drehbuch               |
| Nr. | ges.    | Stfl.   | original                      | deutsch                            | UK (BBC)         | deutsch                           | Regie          | Drehbuch               |
| --- | ------- | ------- | ----------------------------- | ---------------------------------- | ---------------- | --------------------------------- | -------------- | ---------------------- |
| 116 | 554     | 19.01   | Castrovalva (4 Episoden)      | Castrovalva (4 Episoden)           | 4. Jan. 1982     | 29. Juni 2018 (DVD)               | Fiona Cumming  | Christopher H. Bidmead |
| 116 | 555     | 19.02   | Castrovalva (4 Episoden)      | Castrovalva (4 Episoden)           | 5. Jan. 1982     | 29. Juni 2018 (DVD)               | Fiona Cumming  | Christopher H. Bidmead |
| 116 | 556     | 19.03   | Castrovalva (4 Episoden)      | Castrovalva (4 Episoden)           | 11. Jan. 1982    | 29. Juni 2018 (DVD)               | Fiona Cumming  | Christopher H. Bidmead |
| 116 | 557     | 19.04   | Castrovalva (4 Episoden)      | Castrovalva (4 Episoden)           | 12. Jan. 1982    | 29. Juni 2018 (DVD)               | Fiona Cumming  | Christopher H. Bidmead |
| 117 | 558     | 19.05   | Four to Doomsday (4 Episoden) | Vier vor Zwölf (4 Episoden)        | 18. Jan. 1982    | 21. Feb. 2020 (DVD, BD & Digital) | John Black     | Terence Dudley         |
| 117 | 559     | 19.06   | Four to Doomsday (4 Episoden) | Vier vor Zwölf (4 Episoden)        | 19. Jan. 1982    | 21. Feb. 2020 (DVD, BD & Digital) | John Black     | Terence Dudley         |
| 117 | 560     | 19.07   | Four to Doomsday (4 Episoden) | Vier vor Zwölf (4 Episoden)        | 25. Jan. 1982    | 21. Feb. 2020 (DVD, BD & Digital) | John Black     | Terence Dudley         |
| 117 | 561     | 19.08   | Four to Doomsday (4 Episoden) | Vier vor Zwölf (4 Episoden)        | 26. Jan. 1982    | 21. Feb. 2020 (DVD, BD & Digital) | John Black     | Terence Dudley         |
| 118 | 562     | 19.09   | Kinda (4 Episoden)            | Kinda (4 Episoden)                 | 1. Feb. 1982     | 24. Apr. 2020 (Digital)           | Peter Grimwade | Christopher Bailey     |
| 118 | 563     | 19.10   | Kinda (4 Episoden)            | Kinda (4 Episoden)                 | 2. Feb. 1982     | 24. Apr. 2020 (Digital)           | Peter Grimwade | Christopher Bailey     |
| 118 | 564     | 19.11   | Kinda (4 Episoden)            | Kinda (4 Episoden)                 | 8. Feb. 1982     | 24. Apr. 2020 (Digital)           | Peter Grimwade | Christopher Bailey     |
| 118 | 565     | 19.12   | Kinda (4 Episoden)            | Kinda (4 Episoden)                 | 9. Feb. 1982     | 24. Apr. 2020 (Digital)           | Peter Grimwade | Christopher Bailey     |
| 119 | 566     | 19.13   | The Visitation (4 Episoden)   | Die Heimsuchung (4 Episoden)       | 15. Feb. 1982    | 17. Mai 2019 (DVD, BD & Digital)  | Peter Moffatt  | Eric Saward            |
| 119 | 567     | 19.14   | The Visitation (4 Episoden)   | Die Heimsuchung (4 Episoden)       | 16. Feb. 1982    | 17. Mai 2019 (DVD, BD & Digital)  | Peter Moffatt  | Eric Saward            |
| 119 | 568     | 19.15   | The Visitation (4 Episoden)   | Die Heimsuchung (4 Episoden)       | 22. Feb. 1982    | 17. Mai 2019 (DVD, BD & Digital)  | Peter Moffatt  | Eric Saward            |
| 119 | 569     | 19.16   | The Visitation (4 Episoden)   | Die Heimsuchung (4 Episoden)       | 23. Feb. 1982    | 17. Mai 2019 (DVD, BD & Digital)  | Peter Moffatt  | Eric Saward            |
| 120 | 570     | 19.17   | Black Orchid (2 Episoden)     | Die schwarze Orchidee (2 Episoden) | 1. März 1982     | 19. Juli 2019 (DVD, BD & Digital) | Ron Jones      | Terence Dudley         |
| 120 | 571     | 19.18   | Black Orchid (2 Episoden)     | Die schwarze Orchidee (2 Episoden) | 2. März 1982     | 19. Juli 2019 (DVD, BD & Digital) | Ron Jones      | Terence Dudley         |
| 121 | 572     | 19.19   | Earthshock (4 Episoden)       | Erdstoß (4 Episoden)               | 8. März 1982     | 5. Apr. 2018 (DVD)                | Peter Grimwade | Eric Saward            |
| 121 | 573     | 19.20   | Earthshock (4 Episoden)       | Erdstoß (4 Episoden)               | 9. März 1982     | 5. Apr. 2018 (DVD)                | Peter Grimwade | Eric Saward            |
| 121 | 574     | 19.21   | Earthshock (4 Episoden)       | Erdstoß (4 Episoden)               | 15. März 1982    | 5. Apr. 2018 (DVD)                | Peter Grimwade | Eric Saward            |
| 121 | 575     | 19.22   | Earthshock (4 Episoden)       | Erdstoß (4 Episoden)               | 16. März 1982    | 5. Apr. 2018 (DVD)                | Peter Grimwade | Eric Saward            |
| 122 | 576     | 19.23   | Time-Flight (4 Episoden)      | Zeitflug (4 Episoden)              | 22. März 1982    | 25. Sep. 2020 (DVD, BD & Digital) | Ron Jones      | Peter Grimwade         |
| 122 | 577     | 19.24   | Time-Flight (4 Episoden)      | Zeitflug (4 Episoden)              | 23. März 1982    | 25. Sep. 2020 (DVD, BD & Digital) | Ron Jones      | Peter Grimwade         |
| 122 | 578     | 19.25   | Time-Flight (4 Episoden)      | Zeitflug (4 Episoden)              | 29. März 1982    | 25. Sep. 2020 (DVD, BD & Digital) | Ron Jones      | Peter Grimwade         |
| 122 | 579     | 19.26   | Time-Flight (4 Episoden)      | Zeitflug (4 Episoden)              | 30. März 1982    | 25. Sep. 2020 (DVD, BD & Digital) | Ron Jones      | Peter Grimwade         |

### Staffel 20
| Nr. | Episode | Episode | Titel                          | Titel | Erstausstrahlung | Erstausstrahlung | Regie         | Drehbuch           |
| Nr. | ges.    | Stfl.   | original                       | dt.   | UK (BBC)         | dt.              | Regie         | Drehbuch           |
| --- | ------- | ------- | ------------------------------ | ----- | ---------------- | ---------------- | ------------- | ------------------ |
| 123 | 580     | 20.01   | Arc of Infinity (4 Episoden)   | –     | 3. Jan. 1983     | –                | Ron Jones     | Johnny Byrne       |
| 123 | 581     | 20.02   | Arc of Infinity (4 Episoden)   | –     | 4. Jan. 1983     | –                | Ron Jones     | Johnny Byrne       |
| 123 | 582     | 20.03   | Arc of Infinity (4 Episoden)   | –     | 11. Jan. 1983    | –                | Ron Jones     | Johnny Byrne       |
| 123 | 583     | 20.04   | Arc of Infinity (4 Episoden)   | –     | 12. Jan. 1983    | –                | Ron Jones     | Johnny Byrne       |
| 124 | 584     | 20.05   | Snakedance (4 Episoden)        | –     | 18. Jan. 1983    | –                | Fiona Cumming | Christopher Bailey |
| 124 | 585     | 20.06   | Snakedance (4 Episoden)        | –     | 19. Jan. 1983    | –                | Fiona Cumming | Christopher Bailey |
| 124 | 586     | 20.07   | Snakedance (4 Episoden)        | –     | 25. Jan. 1983    | –                | Fiona Cumming | Christopher Bailey |
| 124 | 587     | 20.08   | Snakedance (4 Episoden)        | –     | 26. Jan. 1983    | –                | Fiona Cumming | Christopher Bailey |
| 125 | 588     | 20.09   | Mawdryn Undead (4 Episoden)    | –     | 1. Feb. 1983     | –                | Peter Moffatt | Peter Grimwade     |
| 125 | 589     | 20.10   | Mawdryn Undead (4 Episoden)    | –     | 2. Feb. 1983     | –                | Peter Moffatt | Peter Grimwade     |
| 125 | 590     | 20.11   | Mawdryn Undead (4 Episoden)    | –     | 8. Feb. 1983     | –                | Peter Moffatt | Peter Grimwade     |
| 125 | 591     | 20.12   | Mawdryn Undead (4 Episoden)    | –     | 9. Feb. 1983     | –                | Peter Moffatt | Peter Grimwade     |
| 126 | 592     | 20.13   | Terminus (4 Episoden)          | –     | 15. Feb. 1983    | –                | Mary Ridge    | Stephen Gallagher  |
| 126 | 593     | 20.14   | Terminus (4 Episoden)          | –     | 16. Feb. 1983    | –                | Mary Ridge    | Stephen Gallagher  |
| 126 | 594     | 20.15   | Terminus (4 Episoden)          | –     | 22. Feb. 1983    | –                | Mary Ridge    | Stephen Gallagher  |
| 126 | 595     | 20.16   | Terminus (4 Episoden)          | –     | 23. Feb. 1983    | –                | Mary Ridge    | Stephen Gallagher  |
| 127 | 596     | 20.17   | Enlightenment (4 Episoden)     | –     | 1. März 1983     | –                | Fiona Cumming | Barbara Clegg      |
| 127 | 597     | 20.18   | Enlightenment (4 Episoden)     | –     | 2. März 1983     | –                | Fiona Cumming | Barbara Clegg      |
| 127 | 598     | 20.19   | Enlightenment (4 Episoden)     | –     | 8. März 1983     | –                | Fiona Cumming | Barbara Clegg      |
| 127 | 599     | 20.20   | Enlightenment (4 Episoden)     | –     | 9. März 1983     | –                | Fiona Cumming | Barbara Clegg      |
| 128 | 600     | 20.21   | The King’s Demons (2 Episoden) | –     | 15. März 1983    | –                | Tony Virgo    | Terence Dudley     |
| 128 | 601     | 20.22   | The King’s Demons (2 Episoden) | –     | 16. März 1983    | –                | Tony Virgo    | Terence Dudley     |

### Special 1983
Dies ist eine 90-minütige Sonderepisode zum 20-jährigen Jubiläum.

Sie wurde auch als 100-minütige Sonderedition mit 4 Folgen à 25 Minuten veröffentlicht, wird aber dennoch für die Gesamtfolgenzahl nur als eine Folge gezählt.

In Deutschland wurde die Episode vom Sender VOX in einer gekürzten Fassung mit 3 Folgen à 25 Minuten ausgestrahlt.
| Nr. | Episode | Episode | Titel              | Titel             | Erstausstrahlung | Erstausstrahlung | Regie         | Drehbuch       | Art                                       |
| Nr. | ges.    | Stfl.   | original           | deutsch           | UK (BBC)         | deutsch          | Regie         | Drehbuch       | Art                                       |
| --- | ------- | ------- | ------------------ | ----------------- | ---------------- | ---------------- | ------------- | -------------- | ----------------------------------------- |
| 129 | 602     | –       | The Five Doctors M | Die fünf Doktoren | 25. Nov. 1983    | 2. Feb. 1995     | Peter Moffatt | Terrance Dicks | Special zum 20-jährigen Jubiläum (90 min) |
| 129 | 602     | –       | The Five Doctors M | Die fünf Doktoren | 25. Nov. 1983    | 3. Feb. 1995     | Peter Moffatt | Terrance Dicks | Special zum 20-jährigen Jubiläum (90 min) |
| 129 | 602     | –       | The Five Doctors M | Die fünf Doktoren | 25. Nov. 1983    | 6. Feb. 1995     | Peter Moffatt | Terrance Dicks | Special zum 20-jährigen Jubiläum (90 min) |

### Staffel 21
| Nr. | Episode | Episode | Titel                                   | Titel                                    | Erstausstrahlung | Erstausstrahlung    | Regie               | Drehbuch               |
| Nr. | ges.    | Stfl.   | original                                | deutsch                                  | UK (BBC)         | deutsch             | Regie               | Drehbuch               |
| --- | ------- | ------- | --------------------------------------- | ---------------------------------------- | ---------------- | ------------------- | ------------------- | ---------------------- |
| 130 | 603     | 21.01   | Warriors of the Deep (4 Episoden)       | –                                        | 5. Jan. 1984     | –                   | Pennant Roberts     | Johnny Byrne           |
| 130 | 604     | 21.02   | Warriors of the Deep (4 Episoden)       | –                                        | 6. Jan. 1984     | –                   | Pennant Roberts     | Johnny Byrne           |
| 130 | 605     | 21.03   | Warriors of the Deep (4 Episoden)       | –                                        | 12. Jan. 1984    | –                   | Pennant Roberts     | Johnny Byrne           |
| 130 | 606     | 21.04   | Warriors of the Deep (4 Episoden)       | –                                        | 13. Jan. 1984    | –                   | Pennant Roberts     | Johnny Byrne           |
| 131 | 607     | 21.05   | The Awakening (2 Episoden)              | –                                        | 19. Jan. 1984    | –                   | Michael Owen Morris | Eric Pringle           |
| 131 | 608     | 21.06   | The Awakening (2 Episoden)              | –                                        | 20. Jan. 1984    | –                   | Michael Owen Morris | Eric Pringle           |
| 132 | 609     | 21.07   | Frontios (4 Episoden)                   | –                                        | 26. Jan. 1984    | –                   | Ron Jones           | Christopher H. Bidmead |
| 132 | 610     | 21.08   | Frontios (4 Episoden)                   | –                                        | 27. Jan. 1984    | –                   | Ron Jones           | Christopher H. Bidmead |
| 132 | 611     | 21.09   | Frontios (4 Episoden)                   | –                                        | 2. Feb. 1984     | –                   | Ron Jones           | Christopher H. Bidmead |
| 132 | 612     | 21.10   | Frontios (4 Episoden)                   | –                                        | 3. Feb. 1984     | –                   | Ron Jones           | Christopher H. Bidmead |
| 133 | 613     | 21.11   | Resurrection of the Daleks (2 Episoden) | Die Auferstehung der Daleks (2 Episoden) | 8. Feb. 1984     | 24. Nov. 2017 (DVD) | Matthew Robinson    | Eric Saward            |
| 133 | 614     | 21.12   | Resurrection of the Daleks (2 Episoden) | Die Auferstehung der Daleks (2 Episoden) | 15. Feb. 1984    | 24. Nov. 2017 (DVD) | Matthew Robinson    | Eric Saward            |
| Die Folgen des Handlungsstrangs Die Auferstehung der Daleks sind 45 Minuten lang (nicht wie die anderen Folgen 25 Minuten).                                                              |         |         |                                         |                                          |                  |                     |                     |                        |
| 134 | 615     | 21.13   | Planet of Fire (4 Episoden)             | Feuerplanet (4 Episoden)                 | 23. Feb. 1984    | 28. Sep. 2018 (DVD) | Fiona Cumming       | Peter Grimwade         |
| 134 | 616     | 21.14   | Planet of Fire (4 Episoden)             | Feuerplanet (4 Episoden)                 | 24. Feb. 1984    | 28. Sep. 2018 (DVD) | Fiona Cumming       | Peter Grimwade         |
| 134 | 617     | 21.15   | Planet of Fire (4 Episoden)             | Feuerplanet (4 Episoden)                 | 1. März 1984     | 28. Sep. 2018 (DVD) | Fiona Cumming       | Peter Grimwade         |
| 134 | 618     | 21.16   | Planet of Fire (4 Episoden)             | Feuerplanet (4 Episoden)                 | 2. März 1984     | 28. Sep. 2018 (DVD) | Fiona Cumming       | Peter Grimwade         |
| 135 | 619     | 21.17   | The Caves of Androzani (4 Episoden)     | Die Höhlen von Androzani (4 Episoden)    | 8. März 1984     | 25. Aug. 2017 (DVD) | Graeme Harper       | Robert Holmes          |
| 135 | 620     | 21.18   | The Caves of Androzani (4 Episoden)     | Die Höhlen von Androzani (4 Episoden)    | 9. März 1984     | 25. Aug. 2017 (DVD) | Graeme Harper       | Robert Holmes          |
| 135 | 621     | 21.19   | The Caves of Androzani (4 Episoden)     | Die Höhlen von Androzani (4 Episoden)    | 15. März 1984    | 25. Aug. 2017 (DVD) | Graeme Harper       | Robert Holmes          |
| 135 | Neu 622 | 21.20   | The Caves of Androzani (4 Episoden)     | Die Höhlen von Androzani (4 Episoden)    | 16. März 1984    | 25. Aug. 2017 (DVD) | Graeme Harper       | Robert Holmes          |
| ⚫ Von Episode 622 (21.20) / Handlungsstrang 135 Die Höhlen von Androzani bis Episode 654 (24.01) / Handlungsstrang 144 Terror auf Lakertia wird der Doktor von Colin Baker dargestellt. |         |         |                                         |                                          |                  |                     |                     |                        |
| 136 | 623     | 21.21   | The Twin Dilemma (4 Episoden)           | Zweimal Einstein (4 Episoden)            | 22. März 1984    | 4. Apr. 1995        | Peter Moffatt       | Anthony Steven         |
| 136 | 624     | 21.22   | The Twin Dilemma (4 Episoden)           | Zweimal Einstein (4 Episoden)            | 23. März 1984    | 5. Apr. 1995        | Peter Moffatt       | Anthony Steven         |
| 136 | 625     | 21.23   | The Twin Dilemma (4 Episoden)           | Zweimal Einstein (4 Episoden)            | 29. März 1984    | 6. Apr. 1995        | Peter Moffatt       | Anthony Steven         |
| 136 | 626     | 21.24   | The Twin Dilemma (4 Episoden)           | Zweimal Einstein (4 Episoden)            | 30. März 1984    | 7. Apr. 1995        | Peter Moffatt       | Anthony Steven         |

## Sechster Doktor

### Staffel 22
Alle Episoden dieser Staffel sind 45 Minuten statt wie bisher 25 Minuten lang. Für die deutsche Ausstrahlung wurden jeweils zwei 25-minütige Teile geschnitten.
| Nr. | Episode | Episode | Titel                                 | Titel                                | Erstausstrahlung | Erstausstrahlung | Regie            | Drehbuch              |
| Nr. | ges.    | Stfl.   | original                              | deutsch                              | BBC One          | VOX              | Regie            | Drehbuch              |
| --- | ------- | ------- | ------------------------------------- | ------------------------------------ | ---------------- | ---------------- | ---------------- | --------------------- |
| 137 | 627     | 22.01   | Attack of the Cybermen (2 Episoden)   | Angriff der Kybermänner (2 Episoden) | 5. Jan. 1985     | 29. März 1995    | Matthew Robinson | Paula Moore           |
| 137 | 627     | 22.01   | Attack of the Cybermen (2 Episoden)   | Angriff der Kybermänner (2 Episoden) | 5. Jan. 1985     | 30. März 1995    | Matthew Robinson | Paula Moore           |
| 137 | 628     | 22.02   | Attack of the Cybermen (2 Episoden)   | Angriff der Kybermänner (2 Episoden) | 12. Jan. 1985    | 31. März 1995    | Matthew Robinson | Paula Moore           |
| 137 | 628     | 22.02   | Attack of the Cybermen (2 Episoden)   | Angriff der Kybermänner (2 Episoden) | 12. Jan. 1985    | 3. Apr. 1995     | Matthew Robinson | Paula Moore           |
| 138 | 629     | 22.03   | Vengeance on Varos (2 Episoden)       | Revolte auf Varos (2 Episoden)       | 19. Jan. 1985    | 23. März 1995    | Ron Jones        | Philip Martin         |
| 138 | 629     | 22.03   | Vengeance on Varos (2 Episoden)       | Revolte auf Varos (2 Episoden)       | 19. Jan. 1985    | 24. März 1995    | Ron Jones        | Philip Martin         |
| 138 | 630     | 22.04   | Vengeance on Varos (2 Episoden)       | Revolte auf Varos (2 Episoden)       | 26. Jan. 1985    | 27. März 1995    | Ron Jones        | Philip Martin         |
| 138 | 630     | 22.04   | Vengeance on Varos (2 Episoden)       | Revolte auf Varos (2 Episoden)       | 26. Jan. 1985    | 28. März 1995    | Ron Jones        | Philip Martin         |
| 139 | 631     | 22.05   | The Mark of the Rani (2 Episoden)     | Die Rache des Meisters (2 Episoden)  | 2. Feb. 1985     | 17. März 1995    | Sarah Hellings   | Pip Baker, Jane Baker |
| 139 | 631     | 22.05   | The Mark of the Rani (2 Episoden)     | Die Rache des Meisters (2 Episoden)  | 2. Feb. 1985     | 20. März 1995    | Sarah Hellings   | Pip Baker, Jane Baker |
| 139 | 632     | 22.06   | The Mark of the Rani (2 Episoden)     | Die Rache des Meisters (2 Episoden)  | 9. Feb. 1985     | 21. März 1995    | Sarah Hellings   | Pip Baker, Jane Baker |
| 139 | 632     | 22.06   | The Mark of the Rani (2 Episoden)     | Die Rache des Meisters (2 Episoden)  | 9. Feb. 1985     | 22. März 1995    | Sarah Hellings   | Pip Baker, Jane Baker |
| 140 | 633     | 22.07   | The Two Doctors M (3 Episoden)        | Androiden in Sevilla (3 Episoden)    | 16. Feb. 1985    | 9. März 1995     | Peter Moffatt    | Robert Holmes         |
| 140 | 633     | 22.07   | The Two Doctors M (3 Episoden)        | Androiden in Sevilla (3 Episoden)    | 16. Feb. 1985    | 10. März 1995    | Peter Moffatt    | Robert Holmes         |
| 140 | 634     | 22.08   | The Two Doctors M (3 Episoden)        | Androiden in Sevilla (3 Episoden)    | 23. Feb. 1985    | 13. März 1995    | Peter Moffatt    | Robert Holmes         |
| 140 | 634     | 22.08   | The Two Doctors M (3 Episoden)        | Androiden in Sevilla (3 Episoden)    | 23. Feb. 1985    | 14. März 1995    | Peter Moffatt    | Robert Holmes         |
| 140 | 635     | 22.09   | The Two Doctors M (3 Episoden)        | Androiden in Sevilla (3 Episoden)    | 2. März 1985     | 15. März 1995    | Peter Moffatt    | Robert Holmes         |
| 140 | 635     | 22.09   | The Two Doctors M (3 Episoden)        | Androiden in Sevilla (3 Episoden)    | 2. März 1985     | 16. März 1995    | Peter Moffatt    | Robert Holmes         |
| 141 | 636     | 22.10   | Timelash (2 Episoden)                 | Das Amulett (2 Episoden)             | 9. März 1985     | 3. März 1995     | Pennant Roberts  | Glen McCoy            |
| 141 | 636     | 22.10   | Timelash (2 Episoden)                 | Das Amulett (2 Episoden)             | 9. März 1985     | 6. März 1995     | Pennant Roberts  | Glen McCoy            |
| 141 | 637     | 22.11   | Timelash (2 Episoden)                 | Das Amulett (2 Episoden)             | 16. März 1985    | 7. März 1995     | Pennant Roberts  | Glen McCoy            |
| 141 | 637     | 22.11   | Timelash (2 Episoden)                 | Das Amulett (2 Episoden)             | 16. März 1985    | 8. März 1995     | Pennant Roberts  | Glen McCoy            |
| 142 | 638     | 22.12   | Revelation of the Daleks (2 Episoden) | Planet der Toten (2 Episoden)        | 23. März 1985    | 27. Feb. 1995    | Graeme Harper    | Eric Saward           |
| 142 | 638     | 22.12   | Revelation of the Daleks (2 Episoden) | Planet der Toten (2 Episoden)        | 23. März 1985    | 28. Feb. 1995    | Graeme Harper    | Eric Saward           |
| 142 | 639     | 22.13   | Revelation of the Daleks (2 Episoden) | Planet der Toten (2 Episoden)        | 30. März 1985    | 1. März 1995     | Graeme Harper    | Eric Saward           |
| 142 | 639     | 22.13   | Revelation of the Daleks (2 Episoden) | Planet der Toten (2 Episoden)        | 30. März 1985    | 2. März 1995     | Graeme Harper    | Eric Saward           |

### Staffel 23
In dieser Staffel gibt es einen durchgehenden Handlungsstrang, Trial of a Time Lord (dt. Das Urteil), der in vier Substränge zu 4 bzw. 2 Folgen unterteilt ist.
Die Episodenlänge ist wieder 25 Minuten.
| Nr.  | Episode | Episode | Titel                               | Titel                               | Handlungsstrang                       | Erstausstrahlung | Erstausstrahlung | Regie            | Drehbuch              |
| Nr.  | ges.    | Stfl.   | original                            | deutsch                             | Handlungsstrang                       | UK (BBC)         | deutsch          | Regie            | Drehbuch              |
| ---- | ------- | ------- | ----------------------------------- | ----------------------------------- | ------------------------------------- | ---------------- | ---------------- | ---------------- | --------------------- |
| 143a | 640     | 23.01   | The Mysterious Planet (4 Episoden)  | Der rätselhafte Planet (4 Episoden) | Das Urteil (The Trial of a Time Lord) | 6. Sep. 1986     | 7. Feb. 1995     | Nicholas Mallett | Robert Holmes         |
| 143a | 641     | 23.02   | The Mysterious Planet (4 Episoden)  | Der rätselhafte Planet (4 Episoden) | Das Urteil (The Trial of a Time Lord) | 13. Sep. 1986    | 8. Feb. 1995     | Nicholas Mallett | Robert Holmes         |
| 143a | 642     | 23.03   | The Mysterious Planet (4 Episoden)  | Der rätselhafte Planet (4 Episoden) | Das Urteil (The Trial of a Time Lord) | 20. Sep. 1986    | 9. Feb. 1995     | Nicholas Mallett | Robert Holmes         |
| 143a | 643     | 23.04   | The Mysterious Planet (4 Episoden)  | Der rätselhafte Planet (4 Episoden) | Das Urteil (The Trial of a Time Lord) | 27. Sep. 1986    | 10. Feb. 1995    | Nicholas Mallett | Robert Holmes         |
| 143b | 644     | 23.05   | Mindwarp (4 Episoden)               | Mindwarp (4 Episoden)               | Das Urteil (The Trial of a Time Lord) | 4. Okt. 1986     | 13. Feb. 1995    | Ron Jones        | Philip Martin         |
| 143b | 645     | 23.06   | Mindwarp (4 Episoden)               | Mindwarp (4 Episoden)               | Das Urteil (The Trial of a Time Lord) | 11. Okt. 1986    | 14. Feb. 1995    | Ron Jones        | Philip Martin         |
| 143b | 646     | 23.07   | Mindwarp (4 Episoden)               | Mindwarp (4 Episoden)               | Das Urteil (The Trial of a Time Lord) | 18. Okt. 1986    | 15. Feb. 1995    | Ron Jones        | Philip Martin         |
| 143b | 647     | 23.08   | Mindwarp (4 Episoden)               | Mindwarp (4 Episoden)               | Das Urteil (The Trial of a Time Lord) | 25. Okt. 1986    | 16. Feb. 1995    | Ron Jones        | Philip Martin         |
| 143c | 648     | 23.09   | Terror of the Vervoids (4 Episoden) | Vervoid Terror (4 Episoden)         | Das Urteil (The Trial of a Time Lord) | 1. Nov. 1986     | 17. Feb. 1995    | Chris Clough     | Pip Baker, Jane Baker |
| 143c | 649     | 23.10   | Terror of the Vervoids (4 Episoden) | Vervoid Terror (4 Episoden)         | Das Urteil (The Trial of a Time Lord) | 8. Nov. 1986     | 20. Feb. 1995    | Chris Clough     | Pip Baker, Jane Baker |
| 143c | 650     | 23.11   | Terror of the Vervoids (4 Episoden) | Vervoid Terror (4 Episoden)         | Das Urteil (The Trial of a Time Lord) | 15. Nov. 1986    | 21. Feb. 1995    | Chris Clough     | Pip Baker, Jane Baker |
| 143c | 651     | 23.12   | Terror of the Vervoids (4 Episoden) | Vervoid Terror (4 Episoden)         | Das Urteil (The Trial of a Time Lord) | 22. Nov. 1986    | 22. Feb. 1995    | Chris Clough     | Pip Baker, Jane Baker |
| 143d | 652     | 23.13   | The Ultimate Foe (2 Episoden)       | Der schlimmste Feind (2 Episoden)   | Das Urteil (The Trial of a Time Lord) | 29. Nov. 1986    | 23. Feb. 1995    | Chris Clough     | Robert Holmes         |
| 143d | 653     | 23.14   | The Ultimate Foe (2 Episoden)       | Der schlimmste Feind (2 Episoden)   | Das Urteil (The Trial of a Time Lord) | 6. Dez. 1986     | 24. Feb. 1995    | Chris Clough     | Pip Baker, Jane Baker |

## Siebter Doktor

### Staffel 24
| ⚫ Von Episode 654 (24.01) / Handlungsstrang 144 Terror auf Lakertia bis Episode 695 (26.14) / Handlungsstrang 155 Der Tod auf leisen Sohlen wird der Doktor von Sylvester McCoy dargestellt. Damit enden die klassischen Staffeln. Weiterhin stellt McCoy den Doktor am Anfang von Doctor Who – Der Film (Handlungsstrang 156) dar. | ⚫ Von Episode 654 (24.01) / Handlungsstrang 144 Terror auf Lakertia bis Episode 695 (26.14) / Handlungsstrang 155 Der Tod auf leisen Sohlen wird der Doktor von Sylvester McCoy dargestellt. Damit enden die klassischen Staffeln. Weiterhin stellt McCoy den Doktor am Anfang von Doctor Who – Der Film (Handlungsstrang 156) dar. | ⚫ Von Episode 654 (24.01) / Handlungsstrang 144 Terror auf Lakertia bis Episode 695 (26.14) / Handlungsstrang 155 Der Tod auf leisen Sohlen wird der Doktor von Sylvester McCoy dargestellt. Damit enden die klassischen Staffeln. Weiterhin stellt McCoy den Doktor am Anfang von Doctor Who – Der Film (Handlungsstrang 156) dar. | ⚫ Von Episode 654 (24.01) / Handlungsstrang 144 Terror auf Lakertia bis Episode 695 (26.14) / Handlungsstrang 155 Der Tod auf leisen Sohlen wird der Doktor von Sylvester McCoy dargestellt. Damit enden die klassischen Staffeln. Weiterhin stellt McCoy den Doktor am Anfang von Doctor Who – Der Film (Handlungsstrang 156) dar. | ⚫ Von Episode 654 (24.01) / Handlungsstrang 144 Terror auf Lakertia bis Episode 695 (26.14) / Handlungsstrang 155 Der Tod auf leisen Sohlen wird der Doktor von Sylvester McCoy dargestellt. Damit enden die klassischen Staffeln. Weiterhin stellt McCoy den Doktor am Anfang von Doctor Who – Der Film (Handlungsstrang 156) dar. | ⚫ Von Episode 654 (24.01) / Handlungsstrang 144 Terror auf Lakertia bis Episode 695 (26.14) / Handlungsstrang 155 Der Tod auf leisen Sohlen wird der Doktor von Sylvester McCoy dargestellt. Damit enden die klassischen Staffeln. Weiterhin stellt McCoy den Doktor am Anfang von Doctor Who – Der Film (Handlungsstrang 156) dar. | ⚫ Von Episode 654 (24.01) / Handlungsstrang 144 Terror auf Lakertia bis Episode 695 (26.14) / Handlungsstrang 155 Der Tod auf leisen Sohlen wird der Doktor von Sylvester McCoy dargestellt. Damit enden die klassischen Staffeln. Weiterhin stellt McCoy den Doktor am Anfang von Doctor Who – Der Film (Handlungsstrang 156) dar. | ⚫ Von Episode 654 (24.01) / Handlungsstrang 144 Terror auf Lakertia bis Episode 695 (26.14) / Handlungsstrang 155 Der Tod auf leisen Sohlen wird der Doktor von Sylvester McCoy dargestellt. Damit enden die klassischen Staffeln. Weiterhin stellt McCoy den Doktor am Anfang von Doctor Who – Der Film (Handlungsstrang 156) dar. | ⚫ Von Episode 654 (24.01) / Handlungsstrang 144 Terror auf Lakertia bis Episode 695 (26.14) / Handlungsstrang 155 Der Tod auf leisen Sohlen wird der Doktor von Sylvester McCoy dargestellt. Damit enden die klassischen Staffeln. Weiterhin stellt McCoy den Doktor am Anfang von Doctor Who – Der Film (Handlungsstrang 156) dar. |
| Nr. | Episode | Episode | Titel | Titel | Erstausstrahlung | Erstausstrahlung | Regie | Drehbuch |
| Nr. | ges. | Stfl. | original | deutsch | UK (BBC) | deutsch | Regie | Drehbuch |
| --- | --- | --- | --- | --- | --- | --- | --- | --- |
| 144 | Neu 654 | 24.01 | Time and the Rani (4 Episoden) | Terror auf Lakertia (4 Episoden) | 7. Sep. 1987 | 22. Nov. 1989 | Andrew Morgan | Pip Baker, Jane Baker |
| 144 | 655 | 24.02 | Time and the Rani (4 Episoden) | Terror auf Lakertia (4 Episoden) | 14. Sep. 1987 | 26. Nov. 1989 | Andrew Morgan | Pip Baker, Jane Baker |
| 144 | 656 | 24.03 | Time and the Rani (4 Episoden) | Terror auf Lakertia (4 Episoden) | 21. Sep. 1987 | 3. Dez. 1989 | Andrew Morgan | Pip Baker, Jane Baker |
| 144 | 657 | 24.04 | Time and the Rani (4 Episoden) | Terror auf Lakertia (4 Episoden) | 28. Sep. 1987 | 10. Dez. 1989 | Andrew Morgan | Pip Baker, Jane Baker |
| 145 | 658 | 24.05 | Paradise Towers (4 Episoden) | Der Fluch des Kroagnon (4 Episoden) | 5. Okt. 1987 | 31. Dez. 1989 | Nicholas Mallett | Stephen Wyatt |
| 145 | 659 | 24.06 | Paradise Towers (4 Episoden) | Der Fluch des Kroagnon (4 Episoden) | 12. Okt. 1987 | 1. Jan. 1990 | Nicholas Mallett | Stephen Wyatt |
| 145 | 660 | 24.07 | Paradise Towers (4 Episoden) | Der Fluch des Kroagnon (4 Episoden) | 19. Okt. 1987 | 7. Jan. 1990 | Nicholas Mallett | Stephen Wyatt |
| 145 | 661 | 24.08 | Paradise Towers (4 Episoden) | Der Fluch des Kroagnon (4 Episoden) | 26. Okt. 1987 | 14. Jan. 1990 | Nicholas Mallett | Stephen Wyatt |
| 146 | 662 | 24.09 | Delta and the Bannermen (3 Episoden) | Delta und die Bannermänner (3 Episoden) | 2. Nov. 1987 | 17. Dez. 1989 | Chris Clough | Malcolm Kohll |
| 146 | 663 | 24.10 | Delta and the Bannermen (3 Episoden) | Delta und die Bannermänner (3 Episoden) | 9. Nov. 1987 | 25. Dez. 1989 | Chris Clough | Malcolm Kohll |
| 146 | 664 | 24.11 | Delta and the Bannermen (3 Episoden) | Delta und die Bannermänner (3 Episoden) | 16. Nov. 1987 | 26. Dez. 1989 | Chris Clough | Malcolm Kohll |
| 147 | 665 | 24.12 | Dragonfire (3 Episoden) | Das Feuer des Drachen (3 Episoden) | 23. Nov. 1987 | 21. Jan. 1990 | Chris Clough | Ian Briggs |
| 147 | 666 | 24.13 | Dragonfire (3 Episoden) | Das Feuer des Drachen (3 Episoden) | 30. Nov. 1987 | 28. Jan. 1990 | Chris Clough | Ian Briggs |
| 147 | 667 | 24.14 | Dragonfire (3 Episoden) | Das Feuer des Drachen (3 Episoden) | 7. Dez. 1987 | 4. Feb. 1990 | Chris Clough | Ian Briggs |

### Staffel 25
| Nr. | Episode | Episode | Titel                                        | Titel                                    | Erstausstrahlung | Erstausstrahlung | Regie         | Drehbuch        |
| Nr. | ges.    | Stfl.   | original                                     | deutsch                                  | UK (BBC)         | deutsch          | Regie         | Drehbuch        |
| --- | ------- | ------- | -------------------------------------------- | ---------------------------------------- | ---------------- | ---------------- | ------------- | --------------- |
| 148 | 668     | 25.01   | Remembrance of the Daleks (4 Episoden)       | Die Hand des Omega (4 Episoden)          | 5. Okt. 1988     | 11. Feb. 1990    | Andrew Morgan | Ben Aaronovitch |
| 148 | 669     | 25.02   | Remembrance of the Daleks (4 Episoden)       | Die Hand des Omega (4 Episoden)          | 12. Okt. 1988    | 18. Feb. 1990    | Andrew Morgan | Ben Aaronovitch |
| 148 | 670     | 25.03   | Remembrance of the Daleks (4 Episoden)       | Die Hand des Omega (4 Episoden)          | 19. Okt. 1988    | 25. Feb. 1990    | Andrew Morgan | Ben Aaronovitch |
| 148 | 671     | 25.04   | Remembrance of the Daleks (4 Episoden)       | Die Hand des Omega (4 Episoden)          | 26. Okt. 1988    | 4. März 1990     | Andrew Morgan | Ben Aaronovitch |
| 149 | 672     | 25.05   | The Happiness Patrol (3 Episoden)            | Die Macht der Fröhlichkeit (3 Episoden)  | 2. Nov. 1988     | 29. Apr. 1990    | Chris Clough  | Graeme Curry    |
| 149 | 673     | 25.06   | The Happiness Patrol (3 Episoden)            | Die Macht der Fröhlichkeit (3 Episoden)  | 9. Nov. 1988     | 6. Mai 1990      | Chris Clough  | Graeme Curry    |
| 149 | 674     | 25.07   | The Happiness Patrol (3 Episoden)            | Die Macht der Fröhlichkeit (3 Episoden)  | 16. Nov. 1988    | 13. Mai 1990     | Chris Clough  | Graeme Curry    |
| 150 | 675     | 25.08   | Silver Nemesis (3 Episoden)                  | Das Vermächtnis der Nemesis (3 Episoden) | 23. Nov. 1988    | 15. Apr. 1990    | Chris Clough  | Kevin Clarke    |
| 150 | 676     | 25.09   | Silver Nemesis (3 Episoden)                  | Das Vermächtnis der Nemesis (3 Episoden) | 30. Nov. 1988    | 16. Apr. 1990    | Chris Clough  | Kevin Clarke    |
| 150 | 677     | 25.10   | Silver Nemesis (3 Episoden)                  | Das Vermächtnis der Nemesis (3 Episoden) | 7. Dez. 1988     | 22. Apr. 1990    | Chris Clough  | Kevin Clarke    |
| 151 | 678     | 25.11   | The Greatest Show in the Galaxy (4 Episoden) | Die Todesmanege auf Segonax (4 Episoden) | 14. Dez. 1988    | 11. März 1990    | Alan Wareing  | Stephen Wyatt   |
| 151 | 679     | 25.12   | The Greatest Show in the Galaxy (4 Episoden) | Die Todesmanege auf Segonax (4 Episoden) | 21. Dez. 1988    | 18. März 1990    | Alan Wareing  | Stephen Wyatt   |
| 151 | 680     | 25.13   | The Greatest Show in the Galaxy (4 Episoden) | Die Todesmanege auf Segonax (4 Episoden) | 28. Dez. 1988    | 1. Apr. 1990     | Alan Wareing  | Stephen Wyatt   |
| 151 | 681     | 25.14   | The Greatest Show in the Galaxy (4 Episoden) | Die Todesmanege auf Segonax (4 Episoden) | 4. Jan. 1989     | 8. Apr. 1990     | Alan Wareing  | Stephen Wyatt   |

### Staffel 26
| Nr. | Episode | Episode | Titel                            | Titel                                       | Erstausstrahlung | Erstausstrahlung | Regie            | Drehbuch        |
| Nr. | ges.    | Stfl.   | original                         | deutsch                                     | UK (BBC)         | deutsch          | Regie            | Drehbuch        |
| --- | ------- | ------- | -------------------------------- | ------------------------------------------- | ---------------- | ---------------- | ---------------- | --------------- |
| 152 | 682     | 26.01   | Battlefield (4 Episoden)         | Excaliburs Vermächtnis (4 Episoden)         | 6. Sep. 1989     | 17. Juni 1990    | Michael Kerrigan | Ben Aaronovitch |
| 152 | 683     | 26.02   | Battlefield (4 Episoden)         | Excaliburs Vermächtnis (4 Episoden)         | 13. Sep. 1989    | 24. Juni 1990    | Michael Kerrigan | Ben Aaronovitch |
| 152 | 684     | 26.03   | Battlefield (4 Episoden)         | Excaliburs Vermächtnis (4 Episoden)         | 20. Sep. 1989    | 1. Juli 1990     | Michael Kerrigan | Ben Aaronovitch |
| 152 | 685     | 26.04   | Battlefield (4 Episoden)         | Excaliburs Vermächtnis (4 Episoden)         | 27. Sep. 1989    | 8. Juli 1990     | Michael Kerrigan | Ben Aaronovitch |
| 153 | 686     | 26.05   | Ghost Light (3 Episoden)         | Das Haus der tausend Schrecken (3 Episoden) | 4. Okt. 1989     | 5. Aug. 1990     | Alan Wareing     | Marc Platt      |
| 153 | 687     | 26.06   | Ghost Light (3 Episoden)         | Das Haus der tausend Schrecken (3 Episoden) | 11. Okt. 1989    | 12. Aug. 1990    | Alan Wareing     | Marc Platt      |
| 153 | 688     | 26.07   | Ghost Light (3 Episoden)         | Das Haus der tausend Schrecken (3 Episoden) | 18. Okt. 1989    | 19. Aug. 1990    | Alan Wareing     | Marc Platt      |
| 154 | 689     | 26.08   | The Curse of Fenric (4 Episoden) | Die Todesbucht der Wikinger (4 Episoden)    | 25. Okt. 1989    | 20. Mai 1990     | Nicholas Mallett | Ian Briggs      |
| 154 | 690     | 26.09   | The Curse of Fenric (4 Episoden) | Die Todesbucht der Wikinger (4 Episoden)    | 1. Nov. 1989     | 27. Mai 1990     | Nicholas Mallett | Ian Briggs      |
| 154 | 691     | 26.10   | The Curse of Fenric (4 Episoden) | Die Todesbucht der Wikinger (4 Episoden)    | 8. Nov. 1989     | 3. Juni 1990     | Nicholas Mallett | Ian Briggs      |
| 154 | 692     | 26.11   | The Curse of Fenric (4 Episoden) | Die Todesbucht der Wikinger (4 Episoden)    | 15. Nov. 1989    | 10. Juni 1990    | Nicholas Mallett | Ian Briggs      |
| 155 | 693     | 26.12   | Survival (3 Episoden)            | Der Tod auf leisen Sohlen (3 Episoden)      | 22. Nov. 1989    | 15. Juli 1990    | Alan Wareing     | Rona Munro      |
| 155 | 694     | 26.13   | Survival (3 Episoden)            | Der Tod auf leisen Sohlen (3 Episoden)      | 29. Nov. 1989    | 22. Juli 1990    | Alan Wareing     | Rona Munro      |
| 155 | 695     | 26.14   | Survival (3 Episoden)            | Der Tod auf leisen Sohlen (3 Episoden)      | 6. Dez. 1989     | 29. Juli 1990    | Alan Wareing     | Rona Munro      |

### Special 1993
Dabei handelt es sich um eine zweiteilige Sonderfolge zum 30-jährigen Jubiläum, in der alle noch lebenden Darsteller der Doktoren sowie viele der Begleiter ihre Rolle wieder aufnehmen.
Weiterhin handelt es sich um eine Crossover-Produktion mit der britischen Serie EastEnders.
| Nr. | Episode | Episode | Titel                         | Titel | Erstausstrahlung | Erstausstrahlung | Regie           | Drehbuch                        | Art                                                                                |
| Nr. | ges.    | Stfl.   | original                      | dt.   | UK (BBC)         | deutsch          | Regie           | Drehbuch                        | Art                                                                                |
| --- | ------- | ------- | ----------------------------- | ----- | ---------------- | ---------------- | --------------- | ------------------------------- | ---------------------------------------------------------------------------------- |
| –   | –       | –       | Dimensions in Time – Part 1 M | –     | 26. Nov. 1993    | –                | Stuart McDonald | David Roden, John Nathan-Turner | zweiteiliges Children-in-Need-Special zum 30-jährigen Jubiläum (7:30 und 5:50 min) |
| –   | –       | –       | Dimensions in Time – Part 2 M | –     | 27. Nov. 1993    | –                | Stuart McDonald | David Roden, John Nathan-Turner | zweiteiliges Children-in-Need-Special zum 30-jährigen Jubiläum (7:30 und 5:50 min) |

## Achter Doktor

### Doctor Who – Der Film
| ⚫ Nach einem Viertel der Spielzeit des Films regeneriert der siebte Doktor (Sylvester McCoy) und wird in der Folge von Paul McGann dargestellt. Dies blieb abgesehen von der Mini-Episode Die Nacht des Doktors der einzige Auftritt McGanns als Doktor. | ⚫ Nach einem Viertel der Spielzeit des Films regeneriert der siebte Doktor (Sylvester McCoy) und wird in der Folge von Paul McGann dargestellt. Dies blieb abgesehen von der Mini-Episode Die Nacht des Doktors der einzige Auftritt McGanns als Doktor. | ⚫ Nach einem Viertel der Spielzeit des Films regeneriert der siebte Doktor (Sylvester McCoy) und wird in der Folge von Paul McGann dargestellt. Dies blieb abgesehen von der Mini-Episode Die Nacht des Doktors der einzige Auftritt McGanns als Doktor. | ⚫ Nach einem Viertel der Spielzeit des Films regeneriert der siebte Doktor (Sylvester McCoy) und wird in der Folge von Paul McGann dargestellt. Dies blieb abgesehen von der Mini-Episode Die Nacht des Doktors der einzige Auftritt McGanns als Doktor. | ⚫ Nach einem Viertel der Spielzeit des Films regeneriert der siebte Doktor (Sylvester McCoy) und wird in der Folge von Paul McGann dargestellt. Dies blieb abgesehen von der Mini-Episode Die Nacht des Doktors der einzige Auftritt McGanns als Doktor. | ⚫ Nach einem Viertel der Spielzeit des Films regeneriert der siebte Doktor (Sylvester McCoy) und wird in der Folge von Paul McGann dargestellt. Dies blieb abgesehen von der Mini-Episode Die Nacht des Doktors der einzige Auftritt McGanns als Doktor. | ⚫ Nach einem Viertel der Spielzeit des Films regeneriert der siebte Doktor (Sylvester McCoy) und wird in der Folge von Paul McGann dargestellt. Dies blieb abgesehen von der Mini-Episode Die Nacht des Doktors der einzige Auftritt McGanns als Doktor. | ⚫ Nach einem Viertel der Spielzeit des Films regeneriert der siebte Doktor (Sylvester McCoy) und wird in der Folge von Paul McGann dargestellt. Dies blieb abgesehen von der Mini-Episode Die Nacht des Doktors der einzige Auftritt McGanns als Doktor. | ⚫ Nach einem Viertel der Spielzeit des Films regeneriert der siebte Doktor (Sylvester McCoy) und wird in der Folge von Paul McGann dargestellt. Dies blieb abgesehen von der Mini-Episode Die Nacht des Doktors der einzige Auftritt McGanns als Doktor. |
| Nr. | Episode | Episode | Titel | Titel | Erstausstrahlung | Erstausstrahlung | Regie | Drehbuch |
| Nr. | ges. | Stfl. | original | deutsch | UK (BBC) | deutsch | Regie | Drehbuch |
| --- | --- | --- | --- | --- | --- | --- | --- | --- |
| 156 | Neu 696 | – | Doctor Who | Doctor Who – Der Film | 27. Mai 1996 * | 1. Juli 1998 (VHS) | Geoffrey Sax | Matthew Jacobs |

## Neunter Doktor

### Staffel 1
➨ Wechsel vom 4:3-Bildformat auf das 16:9-Bildformat
| ⚫ Vom Anfang der Episode 1 (1.01) Rose bis zum Ende der Episode 13 (1.13) Getrennte Wege (44:23) wird der Doktor von Christopher Eccleston dargestellt. Es wird keine Regeneration aus der vorherigen Inkarnation gezeigt, dies geschieht erst in Episode 103 (7.15) Der Tag des Doktors. | ⚫ Vom Anfang der Episode 1 (1.01) Rose bis zum Ende der Episode 13 (1.13) Getrennte Wege (44:23) wird der Doktor von Christopher Eccleston dargestellt. Es wird keine Regeneration aus der vorherigen Inkarnation gezeigt, dies geschieht erst in Episode 103 (7.15) Der Tag des Doktors. | ⚫ Vom Anfang der Episode 1 (1.01) Rose bis zum Ende der Episode 13 (1.13) Getrennte Wege (44:23) wird der Doktor von Christopher Eccleston dargestellt. Es wird keine Regeneration aus der vorherigen Inkarnation gezeigt, dies geschieht erst in Episode 103 (7.15) Der Tag des Doktors. | ⚫ Vom Anfang der Episode 1 (1.01) Rose bis zum Ende der Episode 13 (1.13) Getrennte Wege (44:23) wird der Doktor von Christopher Eccleston dargestellt. Es wird keine Regeneration aus der vorherigen Inkarnation gezeigt, dies geschieht erst in Episode 103 (7.15) Der Tag des Doktors. | ⚫ Vom Anfang der Episode 1 (1.01) Rose bis zum Ende der Episode 13 (1.13) Getrennte Wege (44:23) wird der Doktor von Christopher Eccleston dargestellt. Es wird keine Regeneration aus der vorherigen Inkarnation gezeigt, dies geschieht erst in Episode 103 (7.15) Der Tag des Doktors. | ⚫ Vom Anfang der Episode 1 (1.01) Rose bis zum Ende der Episode 13 (1.13) Getrennte Wege (44:23) wird der Doktor von Christopher Eccleston dargestellt. Es wird keine Regeneration aus der vorherigen Inkarnation gezeigt, dies geschieht erst in Episode 103 (7.15) Der Tag des Doktors. | ⚫ Vom Anfang der Episode 1 (1.01) Rose bis zum Ende der Episode 13 (1.13) Getrennte Wege (44:23) wird der Doktor von Christopher Eccleston dargestellt. Es wird keine Regeneration aus der vorherigen Inkarnation gezeigt, dies geschieht erst in Episode 103 (7.15) Der Tag des Doktors. | ⚫ Vom Anfang der Episode 1 (1.01) Rose bis zum Ende der Episode 13 (1.13) Getrennte Wege (44:23) wird der Doktor von Christopher Eccleston dargestellt. Es wird keine Regeneration aus der vorherigen Inkarnation gezeigt, dies geschieht erst in Episode 103 (7.15) Der Tag des Doktors. | ⚫ Vom Anfang der Episode 1 (1.01) Rose bis zum Ende der Episode 13 (1.13) Getrennte Wege (44:23) wird der Doktor von Christopher Eccleston dargestellt. Es wird keine Regeneration aus der vorherigen Inkarnation gezeigt, dies geschieht erst in Episode 103 (7.15) Der Tag des Doktors. |
| Nr. | Episode | Episode | Titel | Titel | Erstausstrahlung | Erstausstrahlung | Regie | Drehbuch |
| Nr. | ges. | Stfl. | original | deutsch | BBC One | ProSieben | Regie | Drehbuch |
| --- | --- | --- | --- | --- | --- | --- | --- | --- |
| 157 | Neu 1 | 1.01 | Rose | Rose | 26. März 2005 | 26. Jan. 2008 | Keith Boak | Russell T Davies |
| 158 | 2 | 1.02 | The End of the World | Das Ende der Welt | 2. Apr. 2005 | 26. Jan. 2008 | Euros Lyn | Russell T Davies |
| 159 | 3 | 1.03 | The Unquiet Dead | Die rastlosen Toten | 9. Apr. 2005 | 2. Feb. 2008 | Euros Lyn | Mark Gatiss |
| 160 | 4 | 1.04 | Aliens of London | Aliens in London | 16. Apr. 2005 | 2. Feb. 2008 | Keith Boak | Russell T Davies |
| 160 | 5 | 1.05 | World War Three | Der dritte Weltkrieg | 23. Apr. 2005 | 9. Feb. 2008 | Keith Boak | Russell T Davies |
| 161 | 6 | 1.06 | Dalek | Dalek | 30. Apr. 2005 | 9. Feb. 2008 | Joe Ahearne | Robert Shearman |
| 162 | 7 | 1.07 | The Long Game | Langzeitstrategie | 7. Mai 2005 | 13. Apr. 2008 | Brian Grant | Russell T Davies |
| 163 | 8 | 1.08 | Father’s Day | Vatertag | 14. Mai 2005 | 20. Apr. 2008 | Joe Ahearne | Paul Cornell |
| 164 | 9 | 1.09 | The Empty Child | Das leere Kind | 21. Mai 2005 | 27. Apr. 2008 | James Hawes | Steven Moffat |
| 164 | 10 | 1.10 | The Doctor Dances | Der Doktor tanzt | 28. Mai 2005 | 4. Mai 2008 | James Hawes | Steven Moffat |
| 165 | 11 | 1.11 | Boom Town | Der Spalt | 4. Juni 2005 | 18. Mai 2008 | Joe Ahearne | Russell T Davies |
| 166 | 12 | 1.12 | Bad Wolf | Böser Wolf | 11. Juni 2005 | 25. Mai 2008 | Joe Ahearne | Russell T Davies |
| 166 | Neu 13 | 1.13 | The Parting of the Ways | Getrennte Wege | 18. Juni 2005 | 1. Juni 2008 | Joe Ahearne | Russell T Davies |
| ⚫ Vom Ende der Episode 13 (1.13) Getrennte Wege (44:23) bis zum Ende der Episode 60 (4.18) Das Ende der Zeit – Teil 2 wird der Doktor von David Tennant dargestellt. | | | | | | | | |

## Zehnter Doktor

### Specials 2005–2006
| Nr. | Episode | Episode | Titel                        | Titel                  | Erstausstrahlung      | Erstausstrahlung | Regie       | Drehbuch         | Art                                                                 |
| Nr. | ges.    | Stfl.   | original                     | deutsch                | BBC One               | ProSieben        | Regie       | Drehbuch         | Art                                                                 |
| --- | ------- | ------- | ---------------------------- | ---------------------- | --------------------- | ---------------- | ----------- | ---------------- | ------------------------------------------------------------------- |
| – | –       | –       | Doctor Who: Children in Need | –                      | 18. Nov. 2005         | –                | Euros Lyn   | Russell T Davies | Children-in-Need-Special (7 min)                                    |
| Das Special Children in Need schließt unmittelbar an die vorangegangene Folge an und zeigt die Minuten nach der Regeneration des neuen Doktors bis zum Absturz der TARDIS auf der Erde. |         |         |                              |                        |                       |                  |             |                  |                                                                     |
| 167 | 14      | –       | The Christmas Invasion       | Die Weihnachtsinvasion | 25. Dez. 2005         | 8. Juni 2008     | James Hawes | Russell T Davies | Weihnachtsspecial (59:12 min)                                       |
| – | –       | –       | Attack of the Graske         | –                      | 25. Dez. 2005         | –                | Ashley Way  | Gareth Roberts   | Interaktive Mini-Episode (14 min)                                   |
| – | –       | –       | Tardisodes                   | –                      | 1. Apr.– 1. Juli 2006 | –                | Ashley Way  | Gareth Roberts   | Prequels zu jeder Folge der 2. Staffel (je 42…58 sec, ges. 11½ min) |

### Staffel 2
| Nr. | Episode | Episode | Titel                     | Titel                         | Erstausstrahlung | Erstausstrahlung | Regie         | Drehbuch         |
| Nr. | ges.    | Stfl.   | original                  | deutsch                       | BBC One          | ProSieben        | Regie         | Drehbuch         |
| --- | ------- | ------- | ------------------------- | ----------------------------- | ---------------- | ---------------- | ------------- | ---------------- |
| 168 | 15      | 2.01    | New Earth                 | Die neue Erde                 | 15. Apr. 2006    | 8. Juni 2008     | James Hawes   | Russell T Davies |
| 169 | 16      | 2.02    | Tooth and Claw            | Mit Zähnen und Klauen         | 22. Apr. 2006    | 15. Juni 2008    | Euros Lyn     | Russell T Davies |
| 170 | 17      | 2.03    | School Reunion            | Klassentreffen                | 29. Apr. 2006    | 22. Juni 2008    | James Hawes   | Toby Whithouse   |
| 171 | 18      | 2.04    | The Girl in the Fireplace | Das Mädchen im Kamin          | 6. Mai 2006      | 29. Juni 2008    | Euros Lyn     | Steven Moffat    |
| 172 | 19      | 2.05    | Rise of the Cybermen      | Die Auferstehung der Cybermen | 13. Mai 2006     | 6. Juli 2008     | Graeme Harper | Tom MacRae       |
| 172 | 20      | 2.06    | The Age of Steel          | Die Ära des Stahls            | 20. Mai 2006     | 13. Juli 2008    | Graeme Harper | Tom MacRae       |
| 173 | 21      | 2.07    | The Idiot’s Lantern       | Die Glotze                    | 27. Mai 2006     | 20. Juli 2008    | Euros Lyn     | Mark Gatiss      |
| 174 | 22      | 2.08    | The Impossible Planet     | Der unmögliche Planet         | 3. Juni 2006     | 27. Juli 2008    | James Strong  | Matt Jones       |
| 174 | 23      | 2.09    | The Satan Pit             | Der Höllenschlund             | 10. Juni 2006    | 3. Aug. 2008     | James Strong  | Matt Jones       |
| 175 | 24      | 2.10    | Love and Monsters         | Liebe und Monster             | 17. Juni 2006    | 10. Aug. 2008    | Dan Zeff      | Russell T Davies |
| 176 | 25      | 2.11    | Fear Her                  | Fürchtet sie!                 | 24. Juni 2006    | 17. Aug. 2008    | Euros Lyn     | Matthew Graham   |
| 177 | 26      | 2.12    | Army of Ghosts            | Die Armee der Geister         | 1. Juli 2006     | 24. Aug. 2008    | Graeme Harper | Russell T Davies |
| 177 | 27      | 2.13    | Doomsday                  | Der Weltuntergang             | 8. Juli 2006     | 31. Aug. 2008    | Graeme Harper | Russell T Davies |

### Specials 2006–2007
| Nr. | Episode | Episode | Titel              | Titel                                | Erstausstrahlung      | Erstausstrahlung         | Regie        | Drehbuch         | Art                                                                           |
| Nr. | ges.    | Stfl.   | original           | deutsch                              | BBC One               | FOX                      | Regie        | Drehbuch         | Art                                                                           |
| --- | ------- | ------- | ------------------ | ------------------------------------ | --------------------- | ------------------------ | ------------ | ---------------- | ----------------------------------------------------------------------------- |
| 178 | 28      | –       | The Runaway Bride  | Die aufgelöste Braut                 | 25. Dez. 2006         | 12. Sep. 2012            | Euros Lyn    | Russell T Davies | Weihnachtsspecial (60:34 min)                                                 |
| –   | –       | –       | The Infinite Quest | Auf der Suche nach der Unendlichkeit | 2. Apr.–30. Juni 2007 | 22. Feb. 2019 (DVD & BD) | Gary Russell | Alan Barnes      | 13-teilige animierte Serie im Kinderprogramm Totally Doctor Who (je 3:30 min) |

### Staffel 3
Die dritte Staffel wurde ab dem 12. September 2012 erstmals in Deutschland ausgestrahlt. Die Rechte für die dritte und vierte Staffel sicherte sich der Pay-TV-Sender FOX Channel.
| Nr. | Episode | Episode | Titel                   | Titel                  | Erstausstrahlung | Erstausstrahlung | Regie            | Drehbuch          |
| Nr. | ges.    | Stfl.   | original                | deutsch                | BBC One          | FOX              | Regie            | Drehbuch          |
| --- | ------- | ------- | ----------------------- | ---------------------- | ---------------- | ---------------- | ---------------- | ----------------- |
| 179 | 29      | 3.01    | Smith and Jones         | Einmal Mond und zurück | 31. März 2007    | 12. Sep. 2012    | Charles Palmer   | Russell T Davies  |
| 180 | 30      | 3.02    | The Shakespeare Code    | Der Shakespeare Code   | 7. Apr. 2007     | 19. Sep. 2012    | Charles Palmer   | Gareth Roberts    |
| 181 | 31      | 3.03    | Gridlock                | Festgefahren           | 14. Apr. 2007    | 19. Sep. 2012    | Richard Clark    | Russell T Davies  |
| 182 | 32      | 3.04    | Daleks in Manhattan     | Daleks in Manhattan    | 21. Apr. 2007    | 26. Sep. 2012    | James Strong     | Helen Raynor      |
| 182 | 33      | 3.05    | Evolution of the Daleks | Evolution der Daleks   | 28. Apr. 2007    | 26. Sep. 2012    | James Strong     | Helen Raynor      |
| 183 | 34      | 3.06    | The Lazarus Experiment  | Der Preis der Jugend   | 5. Mai 2007      | 3. Okt. 2012     | Richard Clark    | Stephen Greenhorn |
| 184 | 35      | 3.07    | 42                      | 42                     | 19. Mai 2007     | 3. Okt. 2012     | Graeme Harper    | Chris Chibnall    |
| 185 | 36      | 3.08    | Human Nature            | Die Natur des Menschen | 26. Mai 2007     | 10. Okt. 2012    | Charles Palmer   | Paul Cornell      |
| 185 | 37      | 3.09    | The Family of Blood     | Blutsbande             | 2. Juni 2007     | 10. Okt. 2012    | Charles Palmer   | Paul Cornell      |
| 186 | 38      | 3.10    | Blink                   | Nicht blinzeln         | 9. Juni 2007     | 17. Okt. 2012    | Hettie MacDonald | Steven Moffat     |
| 187 | 39      | 3.11    | Utopia                  | Utopia                 | 16. Juni 2007    | 17. Okt. 2012    | Graeme Harper    | Russell T Davies  |
| 187 | 40      | 3.12    | The Sound of Drums      | Der Klang der Trommeln | 23. Juni 2007    | 24. Okt. 2012    | Colin Teague     | Russell T Davies  |
| 187 | 41      | 3.13    | Last of the Time Lords  | Der letzte Time Lord   | 30. Juni 2007    | 24. Okt. 2012    | Colin Teague     | Russell T Davies  |

### Specials 2007
| Nr. | Episode | Episode | Titel                | Titel                | Erstausstrahlung | Erstausstrahlung | Regie         | Drehbuch         | Art                                 |
| Nr. | ges.    | Stfl.   | original             | deutsch              | BBC One          | FOX              | Regie         | Drehbuch         | Art                                 |
| --- | ------- | ------- | -------------------- | -------------------- | ---------------- | ---------------- | ------------- | ---------------- | ----------------------------------- |
| – | –       | –       | Time Crash M         | –                    | 26. Nov. 2007    | –                | Graeme Harper | Steven Moffat    | Children-in-Need-Special (8:02 min) |
| Time Crash schließt direkt an die vorangegangene Folge an und endet mit dem Anfang des Weihnachtsspecials. In der Folge begegnet der zehnte Doktor dem fünften Doktor. |         |         |                      |                      |                  |                  |               |                  |                                     |
| 188 | 42      | –       | Voyage of the Damned | Reise der Verdammten | 25. Dez. 2007    | 31. Okt. 2012    | James Strong  | Russell T Davies | Weihnachtsspecial (72:01 min)       |

### Staffel 4
| Nr. | Episode | Episode | Titel                    | Titel                                        | Erstausstrahlung | Erstausstrahlung | Regie             | Drehbuch          |
| Nr. | ges.    | Stfl.   | original                 | deutsch                                      | BBC One          | FOX              | Regie             | Drehbuch          |
| --- | ------- | ------- | ------------------------ | -------------------------------------------- | ---------------- | ---------------- | ----------------- | ----------------- |
| 189 | 43      | 4.01    | Partners in Crime        | Es lebe das Fett                             | 5. Apr. 2008     | 31. Okt. 2012    | James Strong      | Russell T Davies  |
| 190 | 44      | 4.02    | The Fires of Pompeii     | Die Feuer von Pompeji                        | 12. Apr. 2008    | 7. Nov. 2012     | Colin Teague      | James Moran       |
| 191 | 45      | 4.03    | Planet of the Ood        | Immer zu Diensten                            | 19. Apr. 2008    | 7. Nov. 2012     | Graeme Harper     | Keith Temple      |
| 192 | 46      | 4.04    | The Sontaran Stratagem   | Dicke Luft                                   | 26. Apr. 2008    | 7. Nov. 2012     | Douglas Mackinnon | Helen Raynor      |
| 192 | 47      | 4.05    | The Poison Sky           | Mörderischer Himmel                          | 3. Mai 2008      | 14. Nov. 2012    | Douglas Mackinnon | Helen Raynor      |
| 193 | 48      | 4.06    | The Doctor’s Daughter    | Der Doktorvater                              | 10. Mai 2008     | 14. Nov. 2012    | Alice Troughton   | Stephen Greenhorn |
| 194 | 49      | 4.07    | The Unicorn and the Wasp | Das Einhorn und die Wespe                    | 17. Mai 2008     | 14. Nov. 2012    | Graeme Harper     | Gareth Roberts    |
| 195 | 50      | 4.08    | Silence in the Library   | Tödliche Stille                              | 31. Mai 2008     | 21. Nov. 2012    | Euros Lyn         | Steven Moffat     |
| 195 | 51      | 4.09    | Forest of the Dead       | Wald der Toten                               | 7. Juni 2008     | 21. Nov. 2012    | Euros Lyn         | Steven Moffat     |
| 196 | 52      | 4.10    | Midnight                 | Die Stimmen (Alternativtitel: Geisterstunde) | 14. Juni 2008    | 21. Nov. 2012    | Alice Troughton   | Russell T Davies  |
| 197 | 53      | 4.11    | Turn Left                | Reise rückwärts                              | 21. Juni 2008    | 28. Nov. 2012    | Graeme Harper     | Russell T Davies  |
| 198 | 54      | 4.12    | The Stolen Earth         | Die gestohlene Erde                          | 28. Juni 2008    | 28. Nov. 2012    | Graeme Harper     | Russell T Davies  |
| 198 | 55      | 4.13    | Journey’s End            | Das Ende der Reise                           | 5. Juli 2008     | 5. Dez. 2012     | Graeme Harper     | Russell T Davies  |

### Specials 2008–2010
| Nr. | Episode | Episode | Titel                    | Titel                           | Erstausstrahlung  | Erstausstrahlung         | Regie         | Drehbuch                         | Art                                                                      |
| Nr. | ges.    | Stfl.   | original                 | deutsch                         | BBC One           | FOX                      | Regie         | Drehbuch                         | Art                                                                      |
| --- | ------- | ------- | ------------------------ | ------------------------------- | ----------------- | ------------------------ | ------------- | -------------------------------- | ------------------------------------------------------------------------ |
| – | –       | –       | Music of the Spheres     | –                               | 27. Juli 2008     | –                        | Euros Lyn     | Russell T Davies                 | Mini-Episode für die Doctor Who Prom in der Royal Albert Hall (7:11 min) |
| 199 | 56      | –       | The Next Doctor Info     | Der andere Doktor               | 25. Dez. 2008     | 5. Dez. 2012             | Andy Goddard  | Russell T Davies                 | Weihnachtsspecial (60:41 min)                                            |
| 200 | 57      | –       | Planet of the Dead       | Planet der Toten                | 11. Apr. 2009     | 12. Dez. 2012            | James Strong  | Russell T Davies, Gareth Roberts | Osterspecial (59:10 min)                                                 |
| 201 | 58      | –       | The Waters of Mars       | Der rote Garten                 | 15. Nov. 2009     | 12. Dez. 2012            | Graeme Harper | Russell T Davies, Phil Ford      | Herbstspecial (62:11 min)                                                |
| – | –       | –       | Dreamland                | Dreamland: Invasion der Area 51 | 21.–26. Nov. 2009 | 22. Feb. 2019 (DVD & BD) | Gary Russell  | Phil Ford                        | 6-teilige animierte Serie (je 6…12 min, gesamt 49:47 min)                |
| 202 | 59      | –       | The End of Time – Part 1 | Das Ende der Zeit – Teil 1      | 25. Dez. 2009     | 19. Dez. 2012            | Euros Lyn     | Russell T Davies                 | Weihnachtsspecial (59:43 min)                                            |
| 202 | Neu 60  | –       | The End of Time – Part 2 | Das Ende der Zeit – Teil 2      | 1. Jan. 2010      | 19. Dez. 2012            | Euros Lyn     | Russell T Davies                 | Neujahrsspecial (72:54 min)                                              |
| ⚫ Vom Ende der Episode 60 (4.18) Das Ende der Zeit – Teil 2 bis zum Ende der Episode 104 (7.16) Die Zeit des Doktors wird der Doktor von Matt Smith dargestellt. |         |         |                          |                                 |                   |                          |               |                                  |                                                                          |

## Elfter Doktor

### Staffel 5
Die Staffel wurde in Deutschland vom 21. Dezember 2011 bis zum 1. Februar 2012 auf dem Sender FOX Channel erstausgestrahlt.
➨ Erste Staffel, die in HDTV gedreht wurde
| Nr. | Episode | Episode | Titel                  | Titel                   | Erstausstrahlung | Erstausstrahlung | Regie              | Drehbuch       |
| Nr. | ges.    | Stfl.   | original               | deutsch                 | BBC One          | FOX              | Regie              | Drehbuch       |
| --- | ------- | ------- | ---------------------- | ----------------------- | ---------------- | ---------------- | ------------------ | -------------- |
| 203 | 61      | 5.01    | The Eleventh Hour      | Fünf vor Zwölf          | 3. Apr. 2010     | 21. Dez. 2011    | Adam Smith         | Steven Moffat  |
| 204 | 62      | 5.02    | The Beast Below        | Der Sternenwal          | 10. Apr. 2010    | 21. Dez. 2011    | Andrew Gunn        | Steven Moffat  |
| 205 | 63      | 5.03    | Victory of the Daleks  | Sieg der Daleks         | 17. Apr. 2010    | 28. Dez. 2011    | Andrew Gunn        | Mark Gatiss    |
| 206 | 64      | 5.04    | The Time of Angels     | Zeit der Engel          | 24. Apr. 2010    | 28. Dez. 2011    | Adam Smith         | Steven Moffat  |
| 206 | 65      | 5.05    | Flesh and Stone        | Herz aus Stein          | 1. Mai 2010      | 4. Jan. 2012     | Adam Smith         | Steven Moffat  |
| 207 | 66      | 5.06    | The Vampires of Venice | Die Vampire von Venedig | 8. Mai 2010      | 4. Jan. 2012     | Jonny Campbell     | Toby Whithouse |
| 208 | 67      | 5.07    | Amy’s Choice           | Amys Entscheidung       | 15. Mai 2010     | 11. Jan. 2012    | Catherine Morshead | Simon Nye      |
| 209 | 68      | 5.08    | The Hungry Earth       | Hungrige Erde           | 22. Mai 2010     | 11. Jan. 2012    | Ashley Way         | Chris Chibnall |
| 209 | 69      | 5.09    | Cold Blood             | Kaltblütig              | 29. Mai 2010     | 18. Jan. 2012    | Ashley Way         | Chris Chibnall |
| 210 | 70      | 5.10    | Vincent and the Doctor | Vincent und der Doktor  | 5. Juni 2010     | 18. Jan. 2012    | Jonny Campbell     | Richard Curtis |
| 211 | 71      | 5.11    | The Lodger             | Der Untermieter         | 12. Juni 2010    | 25. Jan. 2012    | Catherine Morshead | Gareth Roberts |
| 212 | 72      | 5.12    | The Pandorica Opens    | Die Pandorica           | 19. Juni 2010    | 25. Jan. 2012    | Toby Haynes        | Steven Moffat  |
| 212 | 73      | 5.13    | The Big Bang           | Der große Knall         | 26. Juni 2010    | 1. Feb. 2012     | Toby Haynes        | Steven Moffat  |

### Specials 2010–2011
| Nr. | Episode | Episode | Titel                               | Titel          | Erstausstrahlung | Erstausstrahlung | Regie          | Drehbuch         | Art                                                  |
| Nr. | ges.    | Stfl.   | original                            | deutsch        | BBC One          | FOX              | Regie          | Drehbuch         | Art                                                  |
| --- | ------- | ------- | ----------------------------------- | -------------- | ---------------- | ---------------- | -------------- | ---------------- | ---------------------------------------------------- |
| –   | –       | –       | Meanwhile, in the TARDIS…           | –              | 8. Nov. 2010     | –                | Euros Lyn      | Steven Moffat    | Mini-Episode zwischen Folge 5.01 und 5.02 (3:18 min) |
| –   | –       | –       | Meanwhile, in the TARDIS…           | –              | 8. Nov. 2010     | –                | Euros Lyn      | Steven Moffat    | Mini-Episode zwischen Folge 5.05 und 5.06 (3:55 min) |
| 213 | 74      | –       | A Christmas Carol                   | Fest der Liebe | 25. Dez. 2010    | 1. Feb. 2012     | Toby Haynes    | Steven Moffat    | Weihnachtsspecial (61:49 min)                        |
| –   | –       | –       | Space / Time                        | –              | 18. März 2011    | –                | Richard Senior | Steven Moffat    | zweiteiliges Red Nose Day Special (je 3 min)         |
| –   | –       | –       | The Impossible Astronaut Prequel    | –              | 25. März 2011    | –                | –              | Steven Moffat    | Prequel zu Folge 6.01 (1:55 min)                     |
| –   | –       | –       | The Curse of the Black Spot Prequel | –              | 30. Apr. 2011    | –                | –              | Stephen Thompson | Prequel zu Folge 6.03 (1:30 min)                     |
| –   | –       | –       | A Good Man Goes to War Prequel      | –              | 28. Mai 2011     | –                | Marcus Wilson  | Steven Moffat    | Prequel zu Folge 6.07 (1:42 min)                     |
| –   | –       | –       | Let’s Kill Hitler Prequel           | –              | 15. Aug. 2011    | –                | Steve Hughes   | Steven Moffat    | Prequel zu Folge 6.08 (1:56 min)                     |
| –   | –       | –       | The Wedding of River Song Prequel   | –              | 24. Sep. 2011    | –                | Marcus Wilson  | Steven Moffat    | Prequel zu Folge 6.13 (1:14 min)                     |

### Staffel 6
Die ersten sieben Folgen wurden beginnend vom 23. April 2011 auf BBC One im Vereinigten Königreich, BBC America in den USA und Space Channel in Kanada ausgestrahlt, die restlichen sechs Folgen wurden erst zwischen dem 27. August 2011 und dem 1. Oktober 2011 gesendet. Die deutsche Erstausstrahlung erfolgte auf deutschen Pay-TV-Sender FOX Channel vom 8. Februar 2012 bis zum 21. März 2012.
| Nr. | Episode | Episode | Titel                       | Titel                         | Erstausstrahlung | Erstausstrahlung | Regie          | Drehbuch         |
| Nr. | ges.    | Stfl.   | original                    | deutsch                       | BBC One          | FOX              | Regie          | Drehbuch         |
| --- | ------- | ------- | --------------------------- | ----------------------------- | ---------------- | ---------------- | -------------- | ---------------- |
| 214 | 75      | 6.01    | The Impossible Astronaut    | Der Astronaut, den es nie gab | 23. Apr. 2011    | 8. Feb. 2012     | Toby Haynes    | Steven Moffat    |
| 214 | 76      | 6.02    | Day Of The Moon             | Tag des Mondes                | 30. Apr. 2011    | 8. Feb. 2012     | Toby Haynes    | Steven Moffat    |
| 215 | 77      | 6.03    | The Curse of the Black Spot | Der Fluch des Schwarzen Mals  | 7. Mai 2011      | 15. Feb. 2012    | Jeremy Webb    | Stephen Thompson |
| 216 | 78      | 6.04    | The Doctor’s Wife           | Die Frau des Doktors          | 14. Mai 2011     | 15. Feb. 2012    | Richard Clark  | Neil Gaiman      |
| 217 | 79      | 6.05    | The Rebel Flesh             | Gieriges Fleisch              | 21. Mai 2011     | 22. Feb. 2012    | Julian Simpson | Matthew Graham   |
| 217 | 80      | 6.06    | The Almost People           | Homo Sapiens                  | 28. Mai 2011     | 22. Feb. 2012    | Julian Simpson | Matthew Graham   |
| 218 | 81      | 6.07    | A Good Man Goes To War      | Demons Run                    | 4. Juni 2011     | 29. Feb. 2012    | Peter Hoar     | Steven Moffat    |
| 219 | 82      | 6.08    | Let’s Kill Hitler           | Gegen die Zeit                | 27. Aug. 2011    | 29. Feb. 2012    | Richard Senior | Steven Moffat    |
| 220 | 83      | 6.09    | Night Terrors               | Nacht der Angst               | 3. Sep. 2011     | 7. März 2012     | Richard Clark  | Mark Gatiss      |
| 221 | 84      | 6.10    | The Girl Who Waited         | Warten in der Ewigkeit        | 10. Sep. 2011    | 7. März 2012     | Nick Hurran    | Tom MacRae       |
| 222 | 85      | 6.11    | The God Complex             | Götterspeise                  | 17. Sep. 2011    | 14. März 2012    | Nick Hurran    | Toby Whithouse   |
| 223 | 86      | 6.12    | Closing Time                | Zeit zu gehen                 | 24. Sep. 2011    | 14. März 2012    | Steve Hughes   | Gareth Roberts   |
| 224 | 87      | 6.13    | The Wedding of River Song   | Hochzeits-Song                | 1. Okt. 2011     | 21. März 2012    | Jeremy Webb    | Steven Moffat    |

### Specials 2011–2012
| Nr. | Episode | Episode | Titel                                          | Titel         | Erstausstrahlung  | Erstausstrahlung | Regie            | Drehbuch                         | Art                                  |
| Nr. | ges.    | Stfl.   | original                                       | deutsch       | BBC One           | FOX              | Regie            | Drehbuch                         | Art                                  |
| --- | ------- | ------- | ---------------------------------------------- | ------------- | ----------------- | ---------------- | ---------------- | -------------------------------- | ------------------------------------ |
| – | –       | –       | Death Is the Only Answer                       | –             | 1. Okt. 2011      | –                | Jeremy Webb      | Schüler der Oakley Junior School | Script-to-Screen-Special (3:53 min)  |
| – | –       | –       | Night and the Doctor                           | –             | 21. Nov. 2011     | –                | Richard Senior   | Steven Moffat                    | fünf Mini-Episoden à 2…5 min         |
| Night and the Doctor besteht aus den Episoden Bad Night, Good Night, First Night, Last Night und Up All Night. Die ersten vier Episoden zeigen den Doktor während drei seiner schlaflosen Nächte in der TARDIS. In Bad Night und Good Night kann Amy nicht schlafen und erwischt den Doktor, der von heimlichen Ausflügen zurückkehrt. In First Night verbringt River Song die erste Nacht in der TARDIS, als eine nur wenig ältere River auf der Flucht vor den Sontaranern in der TARDIS Schutz sucht. In Last Night folgt ihr eine dritte, diesmal deutlich ältere River, die eigentlich gerade ein Date mit dem Doktor hat und sich in der TARDIS-Tür geirrt hat. Ein zweiter (ebenfalls älterer) elfter Doktor stolpert hinterher. Das Paar ist auf dem Weg zu den singenden Türmen von Darillium. Beide Versionen des Doktors gehen davon aus, dass dies der letzte gemeinsame Abend vor Rivers Tod in Silence in the Library (N 4.08) sein wird. Up All Night ist im Gegensatz zu den vorigen Minisodes als Prequel zu Folge 6x12 konzipiert und zeigt Craig und Sophie Owens mit ihrem Sohn Alfie am Abend vor dem erneuten Besuch des Doktors. |         |         |                                                |               |                   |                  |                  |                                  |                                      |
| – | –       | –       | The Doctor, the Widow and the Wardrobe Prequel | –             | 6. Dez. 2011      | –                | Marcus Wilson    | Steven Moffat                    | Prequel zum Weihnachtsspecial        |
| 225 | 88      | –       | The Doctor, the Widow and the Wardrobe         | Sternenhimmel | 25. Dez. 2011     | 21. März 2012    | Farren Blackburn | Steven Moffat                    | Weihnachtsspecial (58:32 min)        |
| – | –       | –       | Good as Gold                                   | –             | 24. Mai 2012      | –                | Saul Metzstein   | Schüler der Ashdene School       | Blue Peter Special (3 min)           |
| – | –       | –       | Pond Life                                      | –             | 27.–31. Aug. 2012 | –                | Saul Metzstein   | Chris Chibnall                   | 5-teiliges Mini-Adventure (5:22 min) |
| – | –       | –       | Asylum of the Daleks Prequel                   | –             | 2. Sep. 2012      | –                | Saul Metzstein   | Steven Moffat                    | Prequel zu Folge 7.01                |
| – | –       | –       | The Making of The Gunslinger                   | –             | 16. Sep. 2012     | –                | Neill Gorton     | Steven Moffat                    | Prequel zu Folge 7.03                |

### Staffel 7 (2012)
Die siebte Staffel wurde in drei Teilen gezeigt; einem 2012er Block mit 5 Episoden, einem Weihnachtsspezial 2012 und einem 2013er Block mit 8 Episoden.
Die Ausstrahlung des ersten Teils erfolgte vom 1. bis zum 29. September 2012 auf BBC One.
Die deutsche Erstausstrahlung der ersten 5 Episoden und des Weihnachtsspecials fand vom 24. bis zum 26. Dezember 2012 auf dem Pay-TV-Sender FOX Channel statt.
| Nr. | Episode | Episode | Titel                     | Titel                | Erstausstrahlung | Erstausstrahlung | Regie             | Drehbuch       |
| Nr. | ges.    | Stfl.   | original                  | deutsch              | BBC One          | FOX              | Regie             | Drehbuch       |
| --- | ------- | ------- | ------------------------- | -------------------- | ---------------- | ---------------- | ----------------- | -------------- |
| 226 | 89      | 7.01    | Asylum of the Daleks      | Der Dalek in dir     | 1. Sep. 2012     | 24. Dez. 2012    | Nick Hurran       | Steven Moffat  |
| 227 | 90      | 7.02    | Dinosaurs on a Spaceship  | Dinos im All         | 8. Sep. 2012     | 25. Dez. 2012    | Saul Metzstein    | Chris Chibnall |
| 228 | 91      | 7.03    | A Town Called Mercy       | Wilder Westen        | 15. Sep. 2012    | 25. Dez. 2012    | Saul Metzstein    | Toby Whithouse |
| 229 | 92      | 7.04    | The Power Of Three        | Zusammengewürfelt    | 22. Sep. 2012    | 25. Dez. 2012    | Douglas Mackinnon | Chris Chibnall |
| 230 | 93      | 7.05    | The Angels Take Manhattan | Die Macht des Wortes | 29. Sep. 2012    | 26. Dez. 2012    | Nick Hurran       | Steven Moffat  |

### Specials 2012–2013
| Nr. | Episode | Episode | Titel                                      | Titel            | Erstausstrahlung | Erstausstrahlung | Regie              | Drehbuch       | Art                                                             |
| Nr. | ges.    | Stfl.   | original                                   | deutsch          | BBC One          | FOX              | Regie              | Drehbuch       | Art                                                             |
| --- | ------- | ------- | ------------------------------------------ | ---------------- | ---------------- | ---------------- | ------------------ | -------------- | --------------------------------------------------------------- |
| –   | –       | –       | P. S.                                      | –                | 12. Okt. 2012    | –                | –                  | Chris Chibnall | Zeigt eine Szene in Storyboard-Version (4 min)                  |
| –   | –       | –       | The Great Detective                        | –                | 16. Nov. 2012    | –                | Marcus Wilson      | Steven Moffat  | Prequel zum Weihnachtsspecial, Children-in-Need-Special (3 min) |
| –   | –       | –       | Vastra Investigates                        | –                | 17. Dez. 2012    | –                | John Hayes         | Steven Moffat  | Prequel zum Weihnachtsspecial (3 min)                           |
| 231 | 94      | –       | The Snowmen                                | Die Schneemänner | 25. Dez. 2012    | 26. Dez. 2012    | Saul Metzstein     | Steven Moffat  | Weihnachtsspecial (59:05 min)                                   |
| –   | –       | –       | The Bells of Saint John - A Prequel        | –                | 23. März 2013    | –                | John Hayes         | Steven Moffat  | Prequel zu Folge 7.06 (2:34 min)                                |
| –   | –       | –       | The Battle of Demon’s Run – Two Days Later | –                | 25. März 2013    | –                | Marcus Wilson      | Steven Moffat  | Fortsetzung zu Folge 6.07 (2 min)                               |
| –   | –       | –       | She Said, He Said                          | –                | 11. Mai 2013     | –                | Saul Metzstein     | Steven Moffat  | Prolog zu Folge 7.13 (3:37 min)                                 |
| –   | –       | –       | Clarence and the Whispermen                | –                | 26. Mai 2013     | –                | Stephen Woolfenden | Steven Moffat  | Prolog zu Folge 7.13 (2:10 min)                                 |

### Staffel 7 (2013)
Die Ausstrahlung der zweiten Hälfte erfolgte vom 30. März bis zum 18. Mai 2013 auf BBC One.
Die deutsche Erstausstrahlung der letzten 8 Episoden fand vom 12. Juni bis zum 31. Juli 2013 auf dem Pay-TV-Sender FOX Channel statt.
| Nr. | Episode | Episode | Titel                               | Titel                      | Erstausstrahlung | Erstausstrahlung | Regie              | Drehbuch         |
| Nr. | ges.    | Stfl.   | original                            | deutsch                    | BBC One          | FOX              | Regie              | Drehbuch         |
| --- | ------- | ------- | ----------------------------------- | -------------------------- | ---------------- | ---------------- | ------------------ | ---------------- |
| 232 | 95      | 7.06    | The Bells of Saint John             | Die Glocken von Saint John | 30. März 2013    | 12. Juni 2013    | Colm McCarthy      | Steven Moffat    |
| 233 | 96      | 7.07    | The Rings of Akhaten                | Die Ringe von Akhaten      | 6. Apr. 2013     | 19. Juni 2013    | Farren Blackburn   | Neil Cross       |
| 234 | 97      | 7.08    | Cold War                            | Kalter Krieg               | 13. Apr. 2013    | 26. Juni 2013    | Douglas Mackinnon  | Mark Gatiss      |
| 235 | 98      | 7.09    | Hide                                | Geisterjagd                | 20. Apr. 2013    | 3. Juli 2013     | Jamie Payne        | Neil Cross       |
| 236 | 99      | 7.10    | Journey to the Centre of the TARDIS | Das Herz der TARDIS        | 27. Apr. 2013    | 10. Juli 2013    | Mat King           | Stephen Thompson |
| 237 | 100     | 7.11    | The Crimson Horror                  | Der feuerrote Schrecken    | 4. Mai 2013      | 17. Juli 2013    | Saul Metzstein     | Mark Gatiss      |
| 238 | 101     | 7.12    | Nightmare in Silver                 | Albtraum in Silber         | 11. Mai 2013     | 24. Juli 2013    | Stephen Woolfenden | Neil Gaiman      |
| 239 | 102     | 7.13    | The Name of the Doctor M            | Der Name des Doktors       | 18. Mai 2013     | 31. Juli 2013    | Saul Metzstein     | Steven Moffat    |

Im letzten Take der letzten Episode ist John Hurt statt Matt Smith als der Doktor zu sehen und nimmt damit Bezug auf die Episode Der Tag des Doktors.

### Specials 2013
Genau 50 Jahre nach Ausstrahlung der ersten Doctor-Who-Episode wurde am 23. November ein Special Der Tag des Doktors zum 50. Jubiläum in 3D gezeigt. Am gleichen Tag wurde die Episode auch in Kinos verschiedener Länder gezeigt. Der Pay-TV-Sender FOX Channel zeigte zeitgleich die deutschsprachige Erstausstrahlung des Jubiläumsspecials. Neben Matt Smith als Elfter Doktor war auch David Tennant als Zehnter Doktor in der Episode vertreten. Des Weiteren spielte John Hurt den Kriegsdoktor, eine Inkarnation, die zwischen dem Achten und Neunten Doktor angesiedelt ist und eigens für das Special geschaffen wurde. Dieser wurde bereits in der Episode 102 (7.13) The Name of The Doctor vorgestellt. Auch waren Billie Piper als Interface der ultimativen Bombe in Gestalt von Rose Tyler und Tom Baker, der Vierte Doktor, als Kurator in einer Gastrolle zu sehen.
Ein Weihnachtsspecial namens Die Zeit des Doktors folgte am ersten Weihnachtstag 2013, ab dessen Ende der Doktor von Peter Capaldi verkörpert wird. Er hatte zudem im zuvorigen Jubiläumsspecial einen kurzen Auftritt.
Am 21. November 2013 wurde mit An Adventure in Space and Time ein Doku-Drama über die Entstehung der Serie im Jahr 1963 gezeigt. Im Fokus stehen die Produzentin Verity Lambert und der erste Doktor William Hartnell. Das Doku-Drama ist Ende Juli 2014 unter dem Titel Ein Abenteuer in Raum und Zeit durch Polyband in Deutschland auf DVD und Blu-ray erschienen.
| Nr. | Episode | Episode | Titel                   | Titel                 | Erstausstrahlung | Erstausstrahlung | Regie       | Drehbuch      | Art |
| Nr. | ges.    | Stfl.   | original                | deutsch               | BBC One          | FOX              | Regie       | Drehbuch      | Art |
| --- | ------- | ------- | ----------------------- | --------------------- | ---------------- | ---------------- | ----------- | ------------- | --- |
| – | –       | –       | Rain Gods               | –                     | 24. Sep. 2013    | –                | –           | Neil Gaiman   | Mini-Episode (2:23 min) |
| – | –       | –       | Clara and the TARDIS    | –                     | 24. Sep. 2013    | –                | –           | Steven Moffat | Mini-Episode (2:16 min) |
| – | –       | –       | The Inforarium          | –                     | 24. Sep. 2013    | –                | –           | Steven Moffat | Mini-Episode (2:03 min) |
| – | –       | –       | The Night of the Doctor | Die Nacht des Doktors | 14. Nov. 2013    | –                | John Hayes  | Steven Moffat | Mini-Episode (6:49 min), zwischen Episode 696, dem Film Doctor Who – Der Film und Episode 1 (1.01) Rose, zeigt am Ende (6:20) die Regeneration vom achten Doktor in den Kriegsdoktor |
| – | –       | –       | The Last Day            | –                     | 19. Nov. 2013    | –                | Jamie Stone | Steven Moffat | Mini-Episode (3:41 min), aus der Sicht eines Soldaten Gallifreys |
| 240 | 103     | –       | The Day of the Doctor M | Der Tag des Doktors   | 23. Nov. 2013    | 23. Nov. 2013    | Nick Hurran | Steven Moffat | Special zum 50. Jubiläum der Serie (79:53 min), zeigt die beginnende Regeneration des Kriegsdoktors. Lief zeitgleich in über 70 Ländern im Kino.                                     |
| 241 | Neu 104 | –       | The Time of the Doctor  | Die Zeit des Doktors  | 25. Dez. 2013    | 25. Dez. 2013    | Jamie Payne | Steven Moffat | Weihnachtsspecial (61:08 min), zeigt am Ende die Regeneration vom elften in den zwölften Doktor                                                                                      |
| ⚫ Vom Ende der Episode 104 (7.16) Die Zeit des Doktors bis zum Ende der Episode 144 (10.13) Aus der Zeit gefallen wird der Doktor von Peter Capaldi dargestellt. |         |         |                         |                       |                  |                  |             |               | |

## Zwölfter Doktor

### Staffel 8
Die Erstausstrahlung der achten Staffel war vom 23. August bis zum 8. November 2014 auf dem britischen Sender BBC One zu sehen.
Die deutschsprachige Erstausstrahlung sendete der deutsche Pay-TV-Sender FOX Channel vom 15. November bis zum 20. Dezember 2014.
| Nr. | Episode | Episode | Titel                       | Titel               | Erstausstrahlung | Erstausstrahlung | Regie             | Drehbuch                        |
| Nr. | ges.    | Stfl.   | original                    | deutsch             | BBC One          | FOX              | Regie             | Drehbuch                        |
| --- | ------- | ------- | --------------------------- | ------------------- | ---------------- | ---------------- | ----------------- | ------------------------------- |
| 242 | 105     | 8.01    | Deep Breath M               | Tief Durchatmen     | 23. Aug. 2014    | 15. Nov. 2014    | Ben Wheatley      | Steven Moffat                   |
| 243 | 106     | 8.02    | Into the Dalek              | Mission Dalek       | 30. Aug. 2014    | 15. Nov. 2014    | Ben Wheatley      | Phil Ford, Steven Moffat        |
| 244 | 107     | 8.03    | Robot of Sherwood           | Roboter in Sherwood | 6. Sep. 2014     | 22. Nov. 2014    | Paul Murphy       | Mark Gatiss                     |
| 245 | 108     | 8.04    | Listen                      | Hör zu              | 13. Sep. 2014    | 22. Nov. 2014    | Douglas MacKinnon | Steven Moffat                   |
| 246 | 109     | 8.05    | Time Heist                  | Verschlusssache     | 20. Sep. 2014    | 29. Nov. 2014    | Douglas MacKinnon | Stephen Thompson, Steven Moffat |
| 247 | 110     | 8.06    | The Caretaker               | Der Hausmeister     | 27. Sep. 2014    | 29. Nov. 2014    | Paul Murphy       | Gareth Roberts, Steven Moffat   |
| 248 | 111     | 8.07    | Kill the Moon               | Tötet den Mond      | 4. Okt. 2014     | 6. Dez. 2014     | Paul Wilmshurst   | Peter Harness                   |
| 249 | 112     | 8.08    | Mummy on the Orient Express | Die Mumie           | 11. Okt. 2014    | 6. Dez. 2014     | Paul Wilmshurst   | Jamie Mathieson                 |
| 250 | 113     | 8.09    | Flatline                    | Hinter den Wänden   | 18. Okt. 2014    | 13. Dez. 2014    | Douglas MacKinnon | Jamie Mathieson                 |
| 251 | 114     | 8.10    | In the Forest of the Night  | Ruf der Wildnis     | 25. Okt. 2014    | 13. Dez. 2014    | Sheree Folkson    | Frank Cottrell Boyce            |
| 252 | 115     | 8.11    | Dark Water                  | Dunkles Wasser      | 1. Nov. 2014     | 20. Dez. 2014    | Rachel Talalay    | Steven Moffat                   |
| 252 | 116     | 8.12    | Death in Heaven             | Tod im Himmel       | 8. Nov. 2014     | 20. Dez. 2014    | Rachel Talalay    | Steven Moffat                   |

### Specials 2014–2015
| Nr. | Episode | Episode | Titel                   | Titel           | Erstausstrahlung | Erstausstrahlung | Regie            | Drehbuch      | Art                                           |
| Nr. | ges.    | Stfl.   | original                | deutsch         | BBC One          | FOX              | Regie            | Drehbuch      | Art                                           |
| --- | ------- | ------- | ----------------------- | --------------- | ---------------- | ---------------- | ---------------- | ------------- | --------------------------------------------- |
| 253 | 117     | –       | Last Christmas          | Hereingeschneit | 25. Dez. 2014    | 18. März 2015    | Paul Wilmshurst  | Steven Moffat | Weihnachtsspecial (60:15 min)                 |
| –   | –       | –       | Prologue                | –               | 11. Sep. 2015    | –                | Hettie MacDonald | Steven Moffat | Prolog zum Beginn von Staffel 9 (1:55 min)    |
| –   | –       | –       | The Doctor’s Meditation | –               | 15. Sep. 2015    | –                | Ed Bazalgette    | Steven Moffat | Mini-Episode, Prequel zu Staffel 9 (6:36 min) |

### Staffel 9
Die Erstausstrahlung der neunten Staffel war vom 19. September bis zum 5. Dezember 2015 auf dem britischen Sender BBC One zu sehen.
Die deutschsprachige Erstausstrahlung wurde vom 3. Dezember 2015 bis 21. Januar 2016 bei FOX Channel gezeigt.
Die Folgen Die Invasion der Zygonen sowie Die Inversion der Zygonen wurden bei der Ausstrahlung auf ARD ONE mit den Titeln Die Invasion der Zygonen (1) und Die Invasion der Zygonen (2) angekündigt.
| Nr. | Episode | Episode | Titel                     | Titel                     | Erstausstrahlung | Erstausstrahlung | Regie             | Drehbuch                       |
| Nr. | ges.    | Stfl.   | original                  | deutsch                   | BBC One          | FOX              | Regie             | Drehbuch                       |
| --- | ------- | ------- | ------------------------- | ------------------------- | ---------------- | ---------------- | ----------------- | ------------------------------ |
| 254 | 118     | 9.01    | The Magician’s Apprentice | Der Zauberlehrling        | 19. Sep. 2015    | 3. Dez. 2015     | Hettie Macdonald  | Steven Moffat                  |
| 254 | 119     | 9.02    | The Witch’s Familiar      | Hexenkunst                | 26. Sep. 2015    | 3. Dez. 2015     | Hettie Macdonald  | Steven Moffat                  |
| 255 | 120     | 9.03    | Under the Lake            | Spuk im See               | 3. Okt. 2015     | 10. Dez. 2015    | Daniel O’Hara     | Toby Whithouse                 |
| 255 | 121     | 9.04    | Before the Flood          | Vor der Flut              | 10. Okt. 2015    | 10. Dez. 2015    | Daniel O’Hara     | Toby Whithouse                 |
| 256 | 122     | 9.05    | The Girl Who Died         | Das Mädchen, das starb    | 17. Okt. 2015    | 17. Dez. 2015    | Ed Bazalgette     | Jamie Mathieson, Steven Moffat |
| 257 | 123     | 9.06    | The Woman Who Lived       | Die Frau, die lebte       | 24. Okt. 2015    | 17. Dez. 2015    | Ed Bazalgette     | Catherine Tregenna             |
| 258 | 124     | 9.07    | The Zygon Invasion        | Die Invasion der Zygonen  | 31. Okt. 2015    | 7. Jan. 2016     | Daniel Nettheim   | Peter Harness                  |
| 258 | 125     | 9.08    | The Zygon Inversion       | Die Inversion der Zygonen | 7. Nov. 2015     | 7. Jan. 2016     | Daniel Nettheim   | Peter Harness, Steven Moffat   |
| 259 | 126     | 9.09    | Sleep No More             | Morpheus Arme             | 14. Nov. 2015    | 14. Jan. 2016    | Justin Molotnikov | Mark Gatiss                    |
| 260 | 127     | 9.10    | Face the Raven            | Das Schattenquartier      | 21. Nov. 2015    | 14. Jan. 2016    | Justin Molotnikov | Sarah Dollard                  |
| 261 | 128     | 9.11    | Heaven Sent               | Die Angst des Doktors     | 28. Nov. 2015    | 21. Jan. 2016    | Rachel Talalay    | Steven Moffat                  |
| 262 | 129     | 9.12    | Hell Bent                 | In Teufels Küche          | 5. Dez. 2015     | 21. Jan. 2016    | Rachel Talalay    | Steven Moffat                  |

### Special 2015
| Nr. | Episode | Episode | Titel                      | Titel                 | Erstausstrahlung | Erstausstrahlung | Regie             | Drehbuch      | Art                           |
| Nr. | ges.    | Stfl.   | original                   | deutsch               | BBC One          | FOX              | Regie             | Drehbuch      | Art                           |
| --- | ------- | ------- | -------------------------- | --------------------- | ---------------- | ---------------- | ----------------- | ------------- | ----------------------------- |
| 263 | 130     | –       | The Husbands of River Song | Besuch bei River Song | 25. Dez. 2015    | 28. Jan. 2016    | Douglas Mackinnon | Steven Moffat | Weihnachtsspecial (56:12 min) |

### Specials 2016–2017
| Nr. | Episode | Episode | Titel                         | Titel                            | Erstausstrahlung | Erstausstrahlung | Regie          | Drehbuch      | Art                                    |
| Nr. | ges.    | Stfl.   | original                      | deutsch                          | BBC One          | FOX              | Regie          | Drehbuch      | Art                                    |
| --- | ------- | ------- | ----------------------------- | -------------------------------- | ---------------- | ---------------- | -------------- | ------------- | -------------------------------------- |
| 264 | 131     | –       | The Return of Doctor Mysterio | Die Rückkehr von Doctor Mysterio | 25. Dez. 2016    | 29. Nov. 2017    | Ed Bazalgette  | Steven Moffat | Weihnachtsspecial (60:22 min)          |
| –   | –       | –       | Friend from the Future        | –                                | 23. Apr. 2017    | –                | Lawrence Gough | Steven Moffat | Mini-Episode zu Folge 10.01 (2:05 min) |

### Staffel 10
Die Erstausstrahlung der zehnten Staffel war vom 15. April bis zum 1. Juli 2017 auf dem britischen Sender BBC One zu sehen.
Die deutschsprachige Erstausstrahlung war vom 6. Dezember 2017 bis zum 10. Januar 2018 wöchentlich mit jeweils 2 Folgen bei FOX Channel zu sehen.
| Nr. | Episode | Episode | Titel                               | Titel                         | Erstausstrahlung | Erstausstrahlung | Regie           | Drehbuch                     |
| Nr. | ges.    | Stfl.   | original                            | deutsch                       | BBC One          | FOX              | Regie           | Drehbuch                     |
| --- | ------- | ------- | ----------------------------------- | ----------------------------- | ---------------- | ---------------- | --------------- | ---------------------------- |
| 265 | 132     | 10.01   | The Pilot                           | Flucht durchs Universum       | 15. Apr. 2017    | 6. Dez. 2017     | Lawrence Gough  | Steven Moffat                |
| 266 | 133     | 10.02   | Smile                               | Der lächelnde Tod             | 22. Apr. 2017    | 6. Dez. 2017     | Lawrence Gough  | Frank Cottrell Boyce         |
| 267 | 134     | 10.03   | Thin Ice                            | Dünnes Eis                    | 29. Apr. 2017    | 13. Dez. 2017    | Bill Anderson   | Sarah Dollard                |
| 268 | 135     | 10.04   | Knock Knock                         | Klopf Klopf                   | 6. Mai 2017      | 13. Dez. 2017    | Bill Anderson   | Mike Bartlett                |
| 269 | 136     | 10.05   | Oxygen                              | Sauerstoff                    | 13. Mai 2017     | 20. Dez. 2017    | Charles Palmer  | Jamie Mathieson              |
| 270 | 137     | 10.06   | Extremis                            | Extremis                      | 20. Mai 2017     | 20. Dez. 2017    | Daniel Nettheim | Steven Moffat                |
| 271 | 138     | 10.07   | The Pyramid at the End of the World | Die Pyramide am Ende der Welt | 27. Mai 2017     | 27. Dez. 2017    | Daniel Nettheim | Peter Harness, Steven Moffat |
| 272 | 139     | 10.08   | The Lie of the Land                 | Die Tyrannei der Mönche       | 3. Juni 2017     | 27. Dez. 2017    | Wayne Yip       | Toby Whithouse               |
| 273 | 140     | 10.09   | Empress of Mars                     | Die Kaiserin vom Mars         | 10. Juni 2017    | 3. Jan. 2018     | Wayne Yip       | Mark Gatiss                  |
| 274 | 141     | 10.10   | The Eaters of Light                 | Die Bestie des Lichts         | 17. Juni 2017    | 3. Jan. 2018     | Charles Palmer  | Rona Munro                   |
| 275 | 142     | 10.11   | World Enough and Time               | Masken der Verdammnis         | 24. Juni 2017    | 10. Jan. 2018    | Rachel Talalay  | Steven Moffat                |
| 275 | 143     | 10.12   | The Doctor Falls M                  | Der Doktor fällt              | 1. Juli 2017     | 10. Jan. 2018    | Rachel Talalay  | Steven Moffat                |

### Special 2017
| Nr. | Episode | Episode | Titel               | Titel                 | Erstausstrahlung | Erstausstrahlung | Regie          | Drehbuch      | Art                                                                                                  |
| Nr. | ges.    | Stfl.   | original            | deutsch               | BBC One          | FOX              | Regie          | Drehbuch      | Art                                                                                                  |
| --- | ------- | ------- | ------------------- | --------------------- | ---------------- | ---------------- | -------------- | ------------- | --- |
| 276 | Neu 144 | –       | Twice Upon A Time M | Aus der Zeit gefallen | 25. Dez. 2017    | 10. Jan. 2018    | Rachel Talalay | Steven Moffat | Weihnachtsspecial (60:12 min), zeigt am Ende die Regeneration vom zwölften in den dreizehnten Doktor |
| ⚫ Ab dem Ende der Episode 144 (10.13) Aus der Zeit gefallen bis zum Ende der Episode 175 (13.09) Die Macht des Doktors wird der Doktor von Jodie Whittaker dargestellt. |         |         |                     |                       |                  |                  |                |               | |

## Dreizehnter Doktor

### Staffel 11
➨ Wechsel vom 16:9-Bildformat auf das 2:1-Bildformat (auch Univisium genannt)
Die Erstausstrahlung der zehnteiligen elften Staffel war vom 7. Oktober bis zum 9. Dezember 2018 auf dem britischen Sender BBC One zu sehen.
Die deutschsprachige Erstausstrahlung startete am 31. Januar 2019 auf dem deutschen Pay-TV-Sender FOX Channel.
| Nr. | Episode | Episode | Titel                           | Titel                       | Erstausstrahlung | Erstausstrahlung | Regie             | Drehbuch                         |
| Nr. | ges.    | Stfl.   | original                        | deutsch                     | BBC One          | FOX              | Regie             | Drehbuch                         |
| --- | ------- | ------- | ------------------------------- | --------------------------- | ---------------- | ---------------- | ----------------- | -------------------------------- |
| 277 | 145     | 11.01   | The Woman Who Fell to Earth     | Die Frau, die zur Erde fiel | 7. Okt. 2018     | 31. Jan. 2019    | Jamie Childs      | Chris Chibnall                   |
| 278 | 146     | 11.02   | The Ghost Monument              | Das Geistermonument         | 14. Okt. 2018    | 7. Feb. 2019     | Mark Tonderai     | Chris Chibnall                   |
| 279 | 147     | 11.03   | Rosa                            | Rosa                        | 21. Okt. 2018    | 14. Feb. 2019    | Mark Tonderai     | Malorie Blackman, Chris Chibnall |
| 280 | 148     | 11.04   | Arachnids in the UK             | Spinnefeind                 | 28. Okt. 2018    | 21. Feb. 2019    | Sallie Aprahamian | Chris Chibnall                   |
| 281 | 149     | 11.05   | The Tsuranga Conundrum          | Das Tsuranga-Rätsel         | 4. Nov. 2018     | 28. Feb. 2019    | Jennifer Perrott  | Chris Chibnall                   |
| 282 | 150     | 11.06   | Demons of the Punjab            | Dämonen in Punjab           | 11. Nov. 2018    | 7. März 2019     | Jamie Childs      | Vinay Patel                      |
| 283 | 151     | 11.07   | Kerblam!                        | Frei Haus                   | 18. Nov. 2018    | 14. März 2019    | Jennifer Perrott  | Pete McTighe                     |
| 284 | 152     | 11.08   | The Witchfinders                | Die Hexenjäger              | 25. Nov. 2018    | 21. März 2019    | Sallie Aprahamian | Joy Wilkinson                    |
| 285 | 153     | 11.09   | It Takes You Away               | Verkehrte Welt              | 2. Dez. 2018     | 28. März 2019    | Jamie Childs      | Ed Hime                          |
| 286 | 154     | 11.10   | The Battle of Ranskoor Av Kolos | Auf dem Pfad der Vergeltung | 9. Dez. 2018     | 4. Apr. 2019     | Jamie Childs      | Chris Chibnall                   |

### Special 2019
| Nr. | Episode | Episode | Titel      | Titel          | Erstausstrahlung | Erstausstrahlung | Regie     | Drehbuch       | Art                         |
| Nr. | ges.    | Stfl.   | original   | deutsch        | BBC One          | FOX              | Regie     | Drehbuch       | Art                         |
| --- | ------- | ------- | ---------- | -------------- | ---------------- | ---------------- | --------- | -------------- | --------------------------- |
| 287 | 155     | –       | Resolution | Tödlicher Fund | 1. Jan. 2019     | 11. Apr. 2019    | Wayne Yip | Chris Chibnall | Neujahrsspecial (60:31 min) |

### Staffel 12
Die Erstausstrahlung der zehnteiligen zwölften Staffel begann am 1. Januar 2020 auf dem britischen Sender BBC One.
| Nr. | Episode | Episode | Titel                          | Titel                     | Erstausstrahlung | Erstausstrahlung | Regie              | Drehbuch                        |
| Nr. | ges.    | Stfl.   | original                       | deutsch                   | BBC One          | FOX              | Regie              | Drehbuch                        |
| --- | ------- | ------- | ------------------------------ | ------------------------- | ---------------- | ---------------- | ------------------ | ------------------------------- |
| 288 | 156     | 12.01   | Spyfall, Part 1                | Spyfall – Teil 1          | 1. Jan. 2020     | 23. Juli 2020    | Wayne Yip          | Chris Chibnall                  |
| 288 | 157     | 12.02   | Spyfall, Part 2                | Spyfall – Teil 2          | 5. Jan. 2020     | 30. Juli 2020    | Lee Haven-Jones    | Chris Chibnall                  |
| 289 | 158     | 12.03   | Orphan 55                      | Waise 55                  | 12. Jan. 2020    | 6. Aug. 2020     | Lee Haven-Jones    | Ed Hime                         |
| 290 | 159     | 12.04   | Nikola Tesla’s Night of Terror | Unter Strom               | 19. Jan. 2020    | 13. Aug. 2020    | Nida Manzoor       | Nina Metivier                   |
| 291 | 160     | 12.05   | Fugitive of the Judoon M       | Im Taumel der Zeit        | 26. Jan. 2020    | 20. Aug. 2020    | Nida Manzoor       | Vinay Patel, Chris Chibnall     |
| 292 | 161     | 12.06   | Praxeus                        | Praxeus                   | 2. Feb. 2020     | 27. Aug. 2020    | Jamie Magnus Stone | Chris Chibnall, Pete McTighe    |
| 293 | 162     | 12.07   | Can You Hear Me?               | Die Götter der Finsternis | 9. Feb. 2020     | 3. Sep. 2020     | Emma Sullivan      | Charlene James, Chris Chibnall  |
| 294 | 163     | 12.08   | The Haunting of Villa Diodati  | Spuk in der Villa Diodati | 16. Feb. 2020    | 10. Sep. 2020    | Emma Sullivan      | Maxine Alderton, Chris Chibnall |
| 295 | 164     | 12.09   | Ascension of the Cybermen      | Aufstieg der Cybermen     | 23. Feb. 2020    | 17. Sep. 2020    | Jamie Magnus Stone | Chris Chibnall                  |
| 295 | 165     | 12.10   | The Timeless Children M        | Die zeitlosen Kinder      | 1. März 2020     | 24. Sep. 2020    | Jamie Magnus Stone | Chris Chibnall                  |

### Special 2021
| Nr. | Episode | Episode | Titel                    | Titel                     | Erstausstrahlung | Erstausstrahlung       | Regie           | Drehbuch       | Art                         |
| Nr. | ges.    | Stfl.   | original                 | deutsch                   | BBC One          | deutsch                | Regie           | Drehbuch       | Art                         |
| --- | ------- | ------- | ------------------------ | ------------------------- | ---------------- | ---------------------- | --------------- | -------------- | --------------------------- |
| 296 | 166     | –       | Revolution of the Daleks | Die Revolution der Daleks | 1. Jan. 2021     | 5. März 2021 (Digital) | Lee Haven Jones | Chris Chibnall | Neujahrsspecial (71:46 min) |

### Staffel 13
In dieser Staffel gibt es einen durchgehenden Handlungsstrang, betitelt Flux. Nachdem der deutsche Fox Channel, bisher Heimat der deutschen Erstausstrahlung von Doctor Who, geschlossen wurde, wechselte die Erstausstrahlung mit dieser Staffel zum BBC Player-Channel auf Prime Video. Die Ausstrahlung fand wöchentlich vom 14. Oktober bis zum 18. November 2022 statt.
| Nr. | Episode | Episode | Titel                                 | Titel                                  | Erstausstrahlung | Erstausstrahlung | Regie              | Drehbuch                        |
| Nr. | ges.    | Stfl.   | original                              | deutsch                                | BBC One          | BBC Player       | Regie              | Drehbuch                        |
| --- | ------- | ------- | ------------------------------------- | -------------------------------------- | ---------------- | ---------------- | ------------------ | ------------------------------- |
| 297 | 167     | 13.01   | Chapter One: The Halloween Apocalypse | Kapitel Eins: Die Halloween-Apokalypse | 31. Okt. 2021    | 14. Okt. 2022    | Jamie Magnus Stone | Chris Chibnall                  |
| 297 | 168     | 13.02   | Chapter Two: War of the Sontarans     | Kapitel Zwei: Krieg der Sontaraner     | 7. Nov. 2021     | 21. Okt. 2022    | Jamie Magnus Stone | Chris Chibnall                  |
| 297 | 169     | 13.03   | Chapter Three: Once, Upon Time M      | Kapitel Drei: Der Zeitstrom            | 14. Nov. 2021    | 28. Okt. 2022    | Azhur Saleem       | Chris Chibnall                  |
| 297 | 170     | 13.04   | Chapter Four: Village of the Angels   | Kapitel Vier: Das Dorf der Engel       | 21. Nov. 2021    | 4. Nov. 2022     | Jamie Magnus Stone | Chris Chibnall, Maxine Alderton |
| 297 | 171     | 13.05   | Chapter Five: Survivors of the Flux   | Kapitel Fünf: Überlebende des Flux     | 28. Nov. 2021    | 11. Nov. 2022    | Azhur Saleem       | Chris Chibnall                  |
| 297 | 172     | 13.06   | Chapter Six: The Vanquishers          | Kapitel Sechs: Die Eroberer            | 5. Dez. 2021     | 18. Nov. 2022    | Azhur Saleem       | Chris Chibnall                  |

### Specials 2022
| Nr. | Episode | Episode | Titel                     | Titel                          | Erstausstrahlung | Erstausstrahlung | Regie              | Drehbuch                  | Art |
| Nr. | ges.    | Stfl.   | original                  | deutsch                        | BBC One          | BBC Player       | Regie              | Drehbuch                  | Art |
| --- | ------- | ------- | ------------------------- | ------------------------------ | ---------------- | ---------------- | ------------------ | ------------------------- | --- |
| 298 | 173     | –       | Eve of the Daleks         | Silvesternacht mit Daleks      | 1. Jan. 2022     | 25. Nov. 2022    | Annetta Laufer     | Chris Chibnall            | Neujahrsspecial (58:50 min) |
| 299 | 174     | –       | Legend of the Sea Devils  | Die Legende der Seeteufel      | 17. Apr. 2022    | 2. Dez. 2022     | Haolu Wang         | Chris Chibnall, Ella Road | Osterspecial (48:10 min) |
| 300 | Neu 175 | –       | The Power of the Doctor M | Die Macht des Doktors – Teil 1 | 23. Okt. 2022    | 9. Dez. 2022     | Jamie Magnus Stone | Chris Chibnall            | Special zum 100-jährigen Bestehen der BBC (87:38 min), zeigt am Ende die Regeneration vom dreizehnten in den vierzehnten Doktor |
| 300 | Neu 175 | –       | The Power of the Doctor M | Die Macht des Doktors – Teil 2 | 23. Okt. 2022    | 16. Dez. 2022 2  | Jamie Magnus Stone | Chris Chibnall            | Special zum 100-jährigen Bestehen der BBC (87:38 min), zeigt am Ende die Regeneration vom dreizehnten in den vierzehnten Doktor |
| 2 Bei iTunes bereits am 9. Dezember 2022. ⚫ Ab dem Ende der Episode 175 (13.09) Die Macht des Doktors bis zum Ende der Episode 3 Das Kichern wird der Doktor erneut von David Tennant dargestellt. |         |         |                           |                                |                  |                  |                    |                           | |

## Vierzehnter Doktor

### Specials 2023
Vor Ausstrahlung dieser Specials handelte die BBC einen Vertrag mit Disney aus, sodass außerhalb vom Vereinigten Königreich und Irland die Serie von nun an zeitgleich mit der BBC im Rest der Welt auf Disney+ ausgestrahlt wird.
| Nr.                                                                                   | Episode | Episode | Titel              | Titel                       | Erstausstrahlung | Erstausstrahlung | Regie           | Drehbuch                                        | Art |
| Nr.                                                                                   | ges.    | Stfl.   | original           | deutsch                     | BBC One          | Disney+          | Regie           | Drehbuch                                        | Art |
| ------------------------------------------------------------------------------------- | ------- | ------- | ------------------ | --------------------------- | ---------------- | ---------------- | --------------- | ----------------------------------------------- | --- |
| –                                                                                     | –       | –       | Destination: Skaro | –                           | 17. Nov. 2023    | –                | Jamie Donoughue | Russell T Davies                                | Children-in-Need-Special (4:54 min)                                                                                             |
| 301                                                                                   | 1       | –       | The Star Beast     | Das Monster von den Sternen | 25. Nov. 2023    | 25. Nov. 2023    | Rachel Talalay  | Russell T Davies Story: Pat Mills, Dave Gibbons | Special zum 60. Jubiläum der Serie (58:33 min)                                                                                  |
| 302                                                                                   | 2       | –       | Wild Blue Yonder   | In blauer Ferne             | 2. Dez. 2023     | 2. Dez. 2023     | Tom Kingsley    | Russell T Davies                                | Special zum 60. Jubiläum der Serie (55:41 min)                                                                                  |
| 303                                                                                   | Neu 3   | –       | The Giggle M       | Das Kichern                 | 9. Dez. 2023     | 9. Dez. 2023     | Chanya Button   | Russell T Davies                                | Special zum 60. Jubiläum der Serie (62:30 min), zeigt die Regeneration (Bigeneration) vom vierzehnten in den fünfzehnten Doktor |
| ⚫ Ab dem Ende der Episode 3 Das Kichern wird der Doktor von Ncuti Gatwa dargestellt. |         |         |                    |                             |                  |                  |                 |                                                 | |

## Fünfzehnter Doktor

### Special 2023
| Nr. | Episode | Episode | Titel                   | Titel           | Erstausstrahlung | Erstausstrahlung | Regie         | Drehbuch         | Art                           |
| Nr. | ges.    | Stfl.   | original                | deutsch         | BBC One          | Disney+          | Regie         | Drehbuch         | Art                           |
| --- | ------- | ------- | ----------------------- | --------------- | ---------------- | ---------------- | ------------- | ---------------- | ----------------------------- |
| 304 | 4       | –       | The Church on Ruby Road | Vom Himmel hoch | 25. Dez. 2023    | 25. Dez. 2023    | Mark Tonderai | Russell T Davies | Weihnachtsspecial (56:40 min) |

### Staffel 1
| Nr. | Episode | Episode | Titel                     | Titel                                            | Erstausstrahlung | Erstausstrahlung | Regie                 | Drehbuch                   |
| Nr. | ges.    | Stfl.   | original                  | deutsch                                          | BBC One          | Disney+          | Regie                 | Drehbuch                   |
| --- | ------- | ------- | ------------------------- | ------------------------------------------------ | ---------------- | ---------------- | --------------------- | -------------------------- |
| 305 | 5       | 1.01    | Space Babies              | Weltraumbabys                                    | 11. Mai 2024     | 16. Mai 2024     | Julie Anne Robinson   | Russell T Davies           |
| 306 | 6       | 1.02    | The Devil’s Chord         | Die andere Saite des TeufelsDer Teufels-Akkord 1 | 11. Mai 2024     | 22. Mai 2024     | Ben Chessell          | Russell T Davies           |
| 307 | 7       | 1.03    | Boom                      | Boom                                             | 18. Mai 2024     | 18. Mai 2024     | Julie Anne Robinson   | Steven Moffat              |
| 308 | 8       | 1.04    | 73 Yards                  | 73 Yards                                         | 25. Mai 2024     | 25. Mai 2024     | Dylan Holmes Williams | Russell T Davies           |
| 309 | 9       | 1.05    | Dot and Bubble            | Dot und Bubble                                   | 1. Juni 2024     | 1. Juni 2024     | Dylan Holmes Williams | Russell T Davies           |
| 310 | 10      | 1.06    | Rogue                     | Rogue                                            | 8. Juni 2024     | 8. Juni 2024     | Ben Chessell          | Kate Herron, Briony Redman |
| 311 | 11      | 1.07    | The Legend of Ruby Sunday | Die Legende von Ruby Sunday                      | 15. Juni 2024    | 15. Juni 2024    | Jamie Donoughue       | Russell T Davies           |
| 311 | 12      | 1.08    | Empire of Death           | Das Imperium des Todes                           | 22. Juni 2024    | 22. Juni 2024    | Jamie Donoughue       | Russell T Davies           |

### Special 2024
| Nr. | Episode | Episode | Titel            | Titel            | Erstausstrahlung | Erstausstrahlung | Regie              | Drehbuch      | Art                           |
| Nr. | ges.    | Stfl.   | original         | deutsch          | BBC One          | Disney+          | Regie              | Drehbuch      | Art                           |
| --- | ------- | ------- | ---------------- | ---------------- | ---------------- | ---------------- | ------------------ | ------------- | ----------------------------- |
| 312 | 13      | –       | Joy to the World | Joy to the World | 25. Dez. 2024    | 25. Dez. 2024    | Alex Sanjiv Pillai | Steven Moffat | Weihnachtsspecial (56:16 min) |

### Staffel 2
| Nr. | Episode | Episode | Titel                         | Titel                                                    | Erstausstrahlung | Erstausstrahlung | Regie              | Drehbuch                               |
| Nr. | ges.    | Stfl.   | original                      | deutsch                                                  | BBC One          | Disney+          | Regie              | Drehbuch                               |
| --- | ------- | ------- | ----------------------------- | -------------------------------------------------------- | ---------------- | ---------------- | ------------------ | -------------------------------------- |
| 313 | 14      | 2.01    | The Robot Revolution          | Die Revolution der RoboterDie Roboter-Revolution 1       | 12. Apr. 2025    | 12. Apr. 2025    | Peter Hoar         | Russell T Davies                       |
| 314 | 15      | 2.02    | Lux                           | Lux                                                      | 19. Apr. 2025    | 19. Apr. 2025    | Amanda Brotchie    | Russell T Davies                       |
| 315 | 16      | 2.03    | The Well                      | Ruf der Tiefe                                            | 26. Apr. 2025    | 26. Apr. 2025    | Amanda Brotchie    | Russell T Davies, Sharma Angel-Walfall |
| 316 | 17      | 2.04    | Lucky Day                     | Glückstag                                                | 3. Mai 2025      | 3. Mai 2025      | Peter Hoar         | Pete McTighe                           |
| 317 | 18      | 2.05    | The Story & the Engine M      | Die Geschichtenmaschine                                  | 10. Mai 2025     | 10. Mai 2025     | Makalla McPherson  | Inua Ellams                            |
| 318 | 19      | 2.06    | The Interstellar Song Contest | Interstellar Song ContestThe Interstellar Song Contest 1 | 17. Mai 2025     | 17. Mai 2025     | Ben A. Williams    | Juno Dawson                            |
| 319 | 20      | 2.07    | Wish World                    | Welt der Wünsche                                         | 24. Mai 2025     | 24. Mai 2025     | Alex Sanjiv Pillai | Russell T Davies                       |
| 319 | 21      | 2.08    | The Reality War M             | Krieg der Realitäten                                     | 31. Mai 2025     | 31. Mai 2025     | Alex Sanjiv Pillai | Russell T Davies                       |